# Arnhem

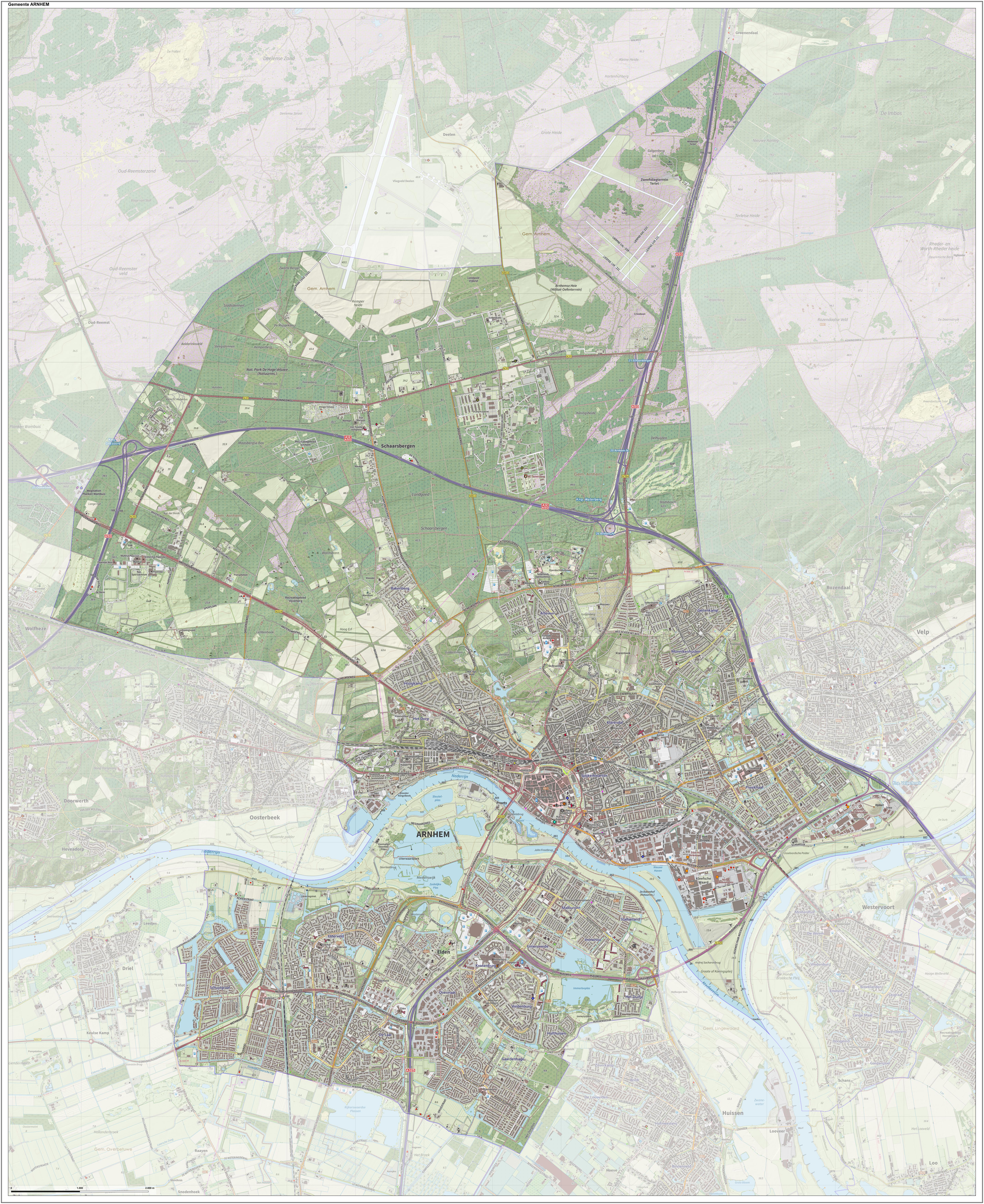
Topografische gemeentekaart van Arnhem

Arnhem (uitspraak: /ˈɑrnɦɛm/ⓘ of /ˈɑrnɛm/ⓘ, Arnhems: Ernem) is een stad en gemeente in Nederland en de hoofdstad van de provincie Gelderland. De gemeente telt 167.632 inwoners en is daarmee de in grootte dertiende gemeente van Nederland. Ze heeft een totale oppervlakte van 101,54 km², waarvan 97,82 km² land en 3,72 km² water (22 november 2024, Bron: CBS).
Tot de gemeente Arnhem behoren, behalve de stad Arnhem zelf, ook de dorpen Elden en Schaarsbergen, de buurtschappen De Praets en 't Vlot, en delen van de buurtschappen Terlet en Deelen. Arnhem maakt deel uit van het samenwerkingsverband Groene Metropoolregio Arnhem-Nijmegen (tot 2015 Stadsregio Arnhem Nijmegen).
Arnhem ligt aan de rivier de Nederrijn  (kortweg ook Rijn genoemd), de IJssel en de Sint-Jansbeek. De stad ligt aan beide zijden van de Nederrijn. Vooral het zuidelijke stadsdeel heeft zich na de Tweede Wereldoorlog grootschalig ontwikkeld. De stad is internationaal vooral bekend door de Slag om Arnhem in 1944: toen speelde Arnhem een belangrijke hoofdrol vanwege de luchtlanding en veldslag van de geallieerde troepen in september 1944, als onderdeel van Operatie Market Garden. Op verschillende plekken in de stad markeren monumenten de plekken waar tijdens de oorlog hevig werd gevochten.
De rechtbank Gelderland en het gerechtshof Arnhem-Leeuwarden zijn in de stad gevestigd, en het is de basis van de landelijke militaire kamer en de luchtmobiele brigade. Daarnaast is de stad standplaats van een aantal nationale en internationale bezienswaardigheden, waaronder het Nederlands Openluchtmuseum en dierentuin Koninklijke Burgers' Zoo.

## Etymologie
De naam Arnhem zou afgeleid zijn van Arn of Aro - van het Germaanse arnu (arend) - en heem (thuis).
De oudst bekende vermelding van de naam Arneym is van 893. Eerder, rond 814, werd al een schriftelijke melding gemaakt van Meginhardeswich; dit is het huidige Meijnerswijk in Arnhem-Zuid.
Arnhem heeft daarnaast enkele bijnamen. Zo werd de stad in de tweede helft van de 19e eeuw het 'Haagje van het Oosten' genoemd; in Arnhem vestigden zich in die tijd – net als in Den Haag en iets later Nijmegen – veel oud-Indiëgangers. Vooral in Indië rijk geworden handelaren, oud-officieren en suiker- en tabaksplanters bouwden huizen langs de Velper-, Utrechtse- en Amsterdamseweg. De middenstand en het culturele leven floreerden door hun komst. Arnhem werd daardoor een stad met elitaire uitstraling.

## Taal
In het Arnhemse dialect heet de stad zelf Èrnem. Het dialect in kwestie (Ernems) wijkt taalkundig sterk af van andere Zuid-Gelderse dialecten door de Haagse invloeden: in de tweede helft van de 18e eeuw trokken rijke Hagenaars naar buitenhuizen in de bossen rondom Arnhem, en zij brachten hun eigen dialect mee. Het Haagse accent werd door de lokale Arnhemse bevolking overgenomen omdat dit accent status verschafte. Het accent wordt heden ten dage nog voornamelijk in de volkswijken als 't Broek, de Geitenkamp en Klarendal (uitgesproken als klèrendoal) gesproken.

## Geschiedenis

### Prehistorie
Archeologische vondsten wijzen erop dat zo'n 70.000 jaar geleden al enige menselijke bewoning was in het gebied waar nu de stad Arnhem ligt. In de buurt van Landgoed Warnsborn, ten noordwesten van de stad, is een vuurstenen schraper gevonden uit de tijd van de neanderthalers die in de steentijd het gebied bevolkten. Als jagers en verzamelaars hadden de neanderthalers over het algemeen geen vaste verblijfplaats, zij zwierven door de regio op zoek naar prooi. 
De oudste overblijfselen in de regio van de moderne mens dateren van ca. 5000 v. Chr.. Er zijn overblijfselen van een jagerskamp gevonden, op twee meter diepte in het gebied van de wijk Schuytgraaf.
In de buurt van Warnsborn en Schaarsbergen zijn de eerste sporen gevonden van boeren, bewoners dus met een vaste verblijfplaats. Deze grafheuvels van het standvoetbekervolk dateren van ca. 2400 v.Chr.. Uit de bronstijd (ca. 1500 v.Chr.) zijn sporen gevonden van een nederzetting op de Hoogkamp in de vorm van boerderijen. Waar nu het centrum van Arnhem is, zijn overblijfselen gevonden van bewoners uit de ijzertijd.

### Middeleeuwen

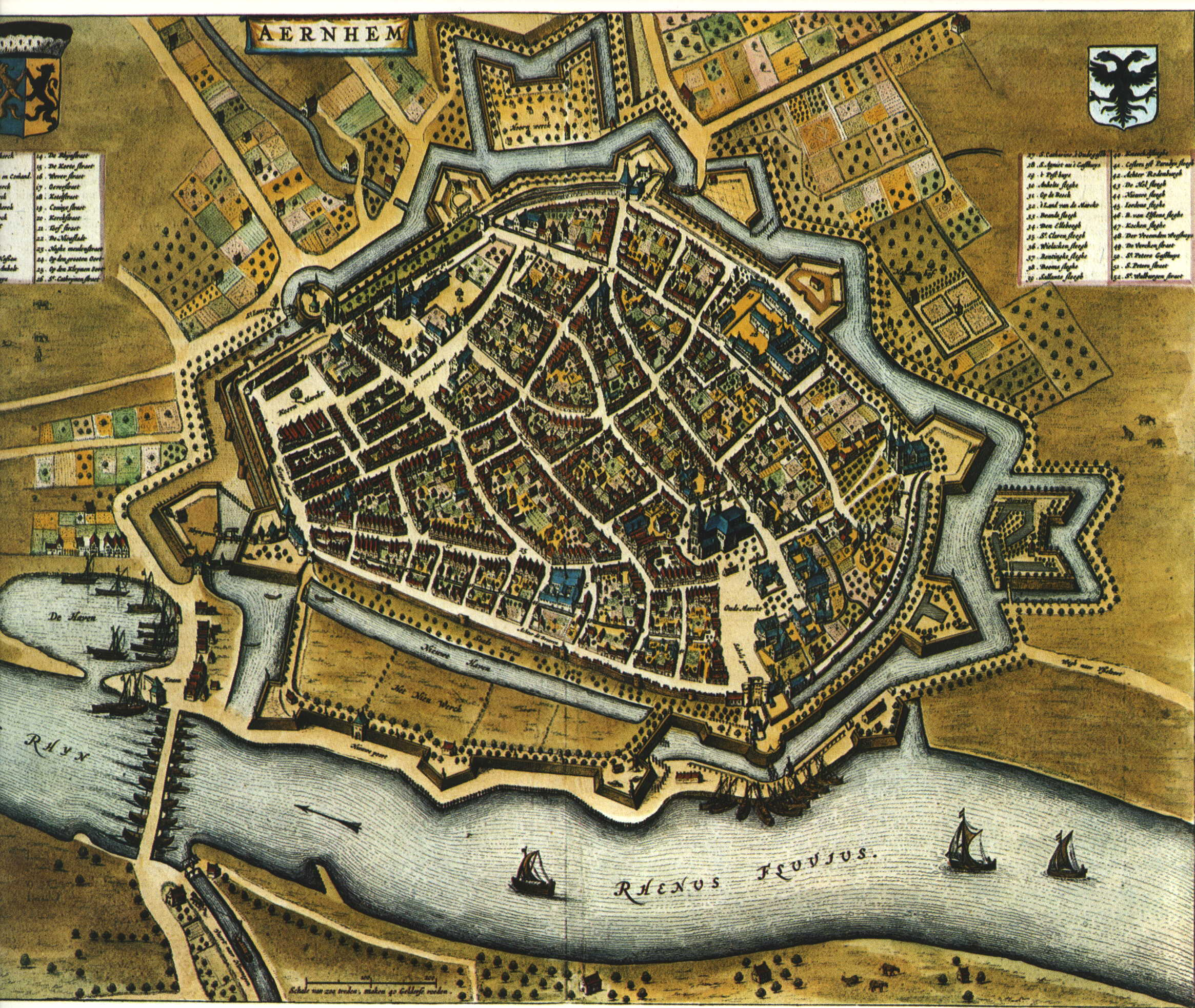
Arnhem in 1652

Meijnerswijk, de nederzetting die geldt als rechtstreekse voorloper van Arnhem, zou in 847 zijn geplunderd door de Vikingen onder leiding van Rorik.
De oudste bekende vermelding van de naam Arneym dateert uit 893, in een goederenregister van de bezittingen van de Abdij van Prüm in de Eifel. Het wordt hier beschreven als een aan Sint Maarten gewijde kerk, met omliggende landerijen. 
Hoewel de vroege sporen van middeleeuwse nederzettingen uitgewezen hebben dat de de eerste Arnhemmers zijn afgedaald uit de hoger gelegen bossen van de Veluwe, is de stad oorspronkelijk niet gebouwd op de oevers van de Rijn, maar op het hoger gelegen deel langs de Sint-Jansbeek. Arnhem ontstond op de plek waar de weg tussen Nijmegen en Utrecht/Zutphen zich splitste. Zeven sprengbeken voorzagen de stad van water. Pas toen de loop van de Rijn in 1530 door de Arnhemmers verlegd werd, kwam Arnhem rechtstreeks aan de rivier te liggen.
De nederzetting kreeg op 13 juli 1233 stadsrechten van graaf Otto II van Gelre. Hoewel Arnhem al vóór de stadsrechtsverlening een vorm van verdediging had, groeide deze in 1291 uit tot stadsmuur, die in 1505, 1519 en 1533 werd uitgebreid. Binnen de vestingwallen van de huidige binnenstad woonden in de 13e eeuw 2000 tot 3000 inwoners, die een gemeenschap vormden. Dit blijkt bijvoorbeeld uit de stichting van gasthuizen voor de armen en behoeftigen: het Sint Catharina Gasthuis in 1246 en Sint Nicolai Gasthuis in 1351.

### 15e-18e eeuw
In 1441 werd Arnhem op de jaarvergadering van de Hanze te Lübeck toegelaten tot dit bewapende handelsverbond. De stad werd ingedeeld in het Keulse kwartier. De Arnhemmers verbonden zich ertoe om, wanneer nodig, vier gewapende mannen te zullen leveren. Ze bezochten tot 1615 meestal de hanzedagen in Wesel en soms die in Lübeck. Arnhem vertegenwoordigde dan ook Wageningen en Hattem.
Rond 1455 is de reliekbuste van Sint Eusebius naar Arnhem gekomen, wat door het stijgende aantal pelgrims leidde tot economische groei. 
In 1543 kwam het hertogdom Gelre in handen van Keizer Karel V. Toen het hertogdom opging in het Habsburgse rijk, kreeg Arnhem als een van de vier hoofdsteden in Gelre de vestiging van het gerecht en de rekenkamer. Karel V vestigde de rekenkamer en het Hof van Gelre en Zutphen in Arnhem, waarmee Arnhem vanaf die tijd de facto als hoofdstad van Gelre beschouwd kon worden. Een officiële status werd echter pas in de 19e eeuw toegekend. 
Als gevolg van de Tachtigjarige Oorlog werd het hertogdom Gelre gesplitst. De drie noordelijke kwartieren namen deel aan de Unie van Utrecht (1579). Ze gingen daarna deel uitmaken van de Republiek der Zeven Verenigde Nederlanden.

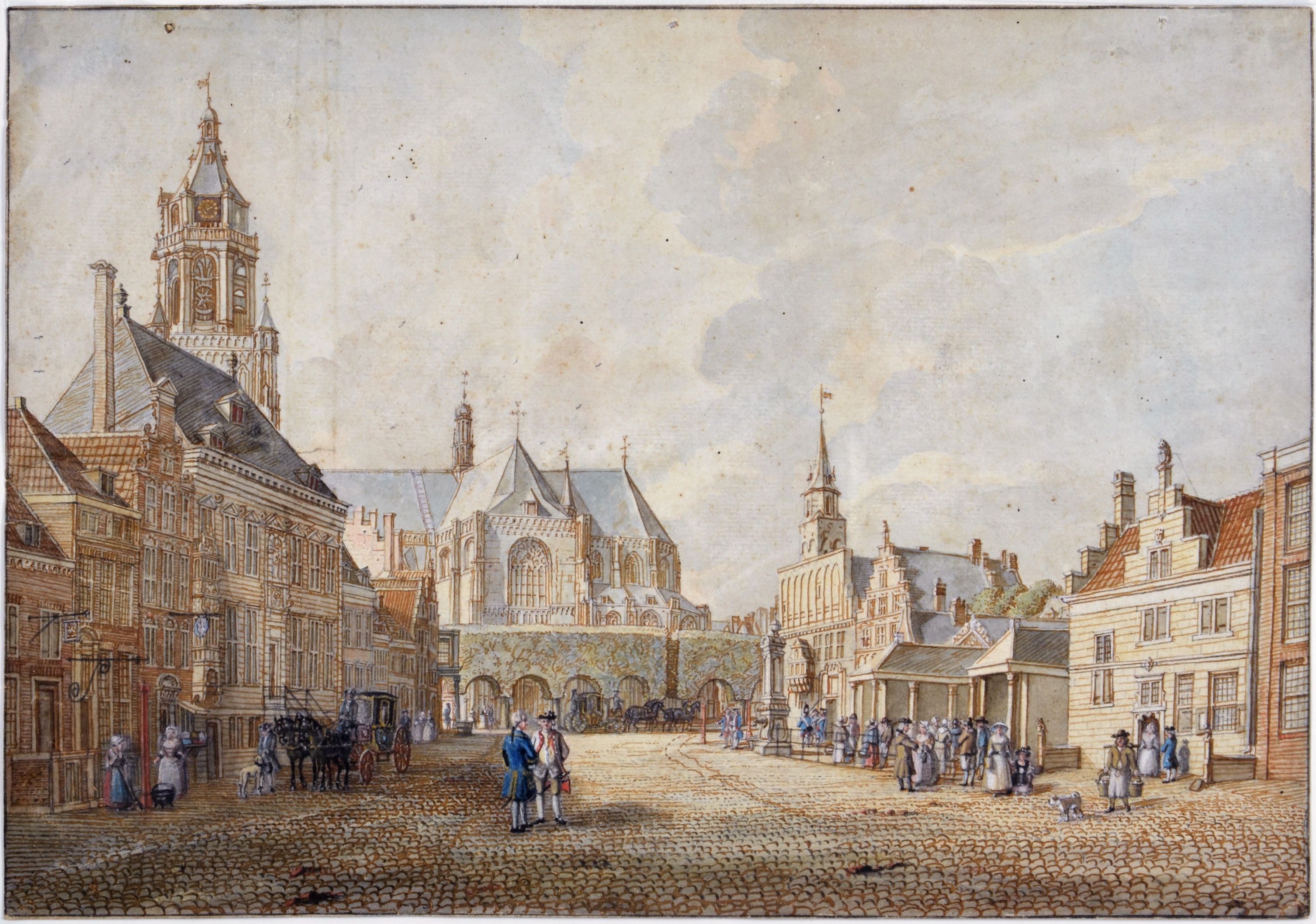
Grote Markt in Arnhem in 1742

### 19e-20e eeuw
Aan het begin van de negentiende eeuw kwam Arnhem wegens het gunstige belastingklimaat in de belangstelling te staan van de gegoede burgerij uit het westen van Nederland. 
Eind november 1813, tijdens de Zesde Coalitieoorlog, vonden in en nabij Arnhem zware gevechten plaats tussen de Franse bezettingsmacht en Pruisische troepen die werden ondersteund door Russische kozakken. 
In 1817 werd Arnhem de hoofdstad van de provincie Gelderland in het Verenigd Koninkrijk der Nederlanden. Dit is het sindsdien gebleven.
Vanaf 1845 was Arnhem per trein bereikbaar via de Rhijnspoorweg. Dit stimuleerde de ontwikkeling van de stad. De spoorlijn Arnhem - Nijmegen kwam gereed in 1879.
Arnhem groeide snel, en veel huizen uit die tijd getuigen van de rijkdom van de nieuwe bewoners. De nieuwe burgerij van Arnhem bracht overigens wel een belangrijke stimulans in het sociale en culturele leven. De rijke bewoners die uit Den Haag en Amsterdam naar Arnhem waren gekomen hadden behoefte aan de faciliteiten die zij gewend waren. Uit deze tijd stammen dan ook onder andere Musis Sacrum, de Stadsarmenapotheek en het Stedelijk Ziekenhuis.

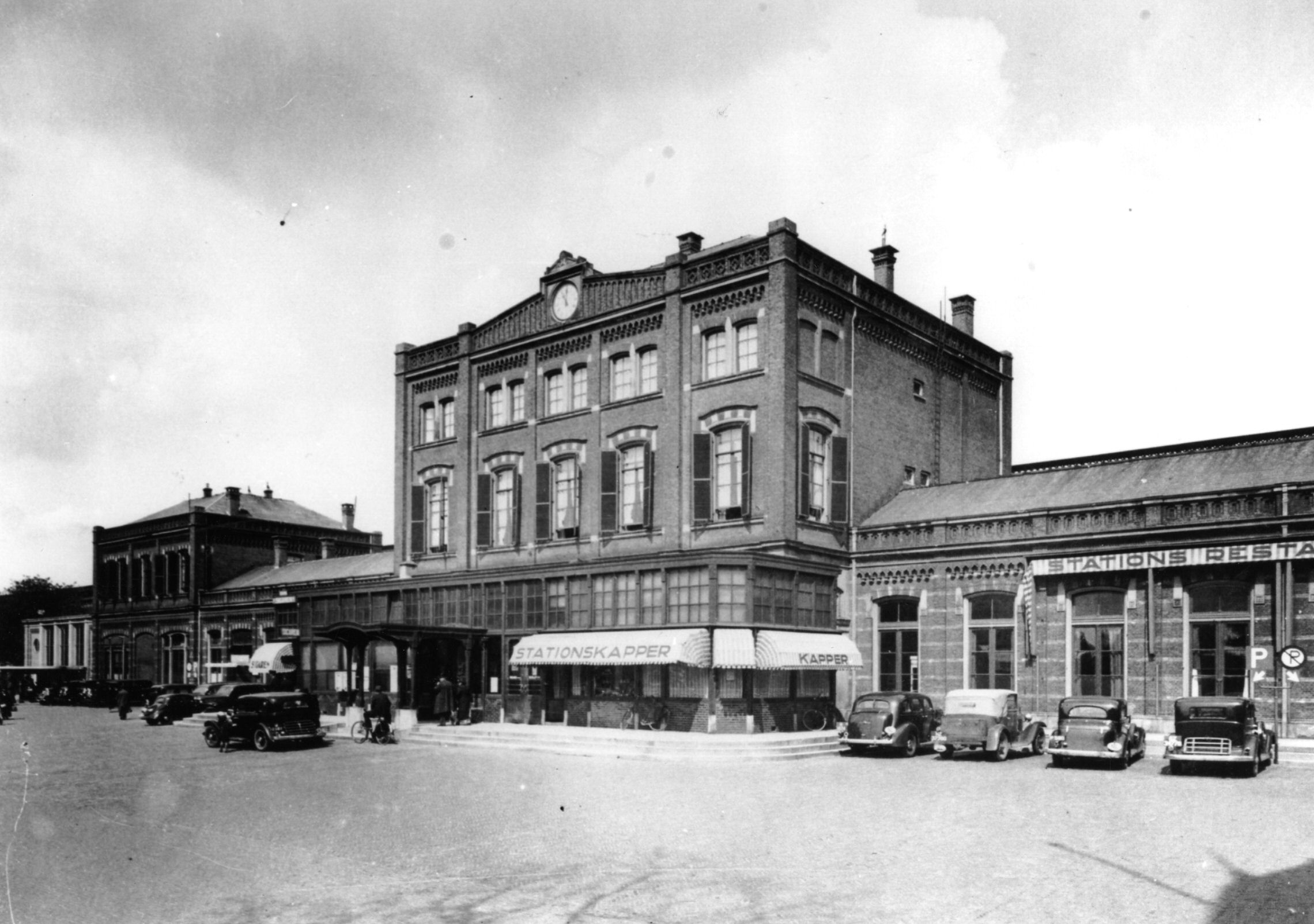
Het station Arnhem voor de Tweede Wereldoorlog

Rond 1870 werd de migratie naar Arnhem langzaam minder, en ging men in de stad op zoek naar andere inkomstenbronnen. Door de ontwikkeling van toeristische attracties werd Arnhem in de belangstelling gehouden van de rijken. Er werden congressen en tentoonstellingen georganiseerd. Vanaf 1880 reden er paardentrams, die vanaf 1911 werden vervangen door elektrische trams. Met de Nederlandsche Heidemaatschappij en de Nederlandse Kunstzijdefabriek (ENKA) trok Arnhem een tweetal belangrijke werkgevers naar zich toe.

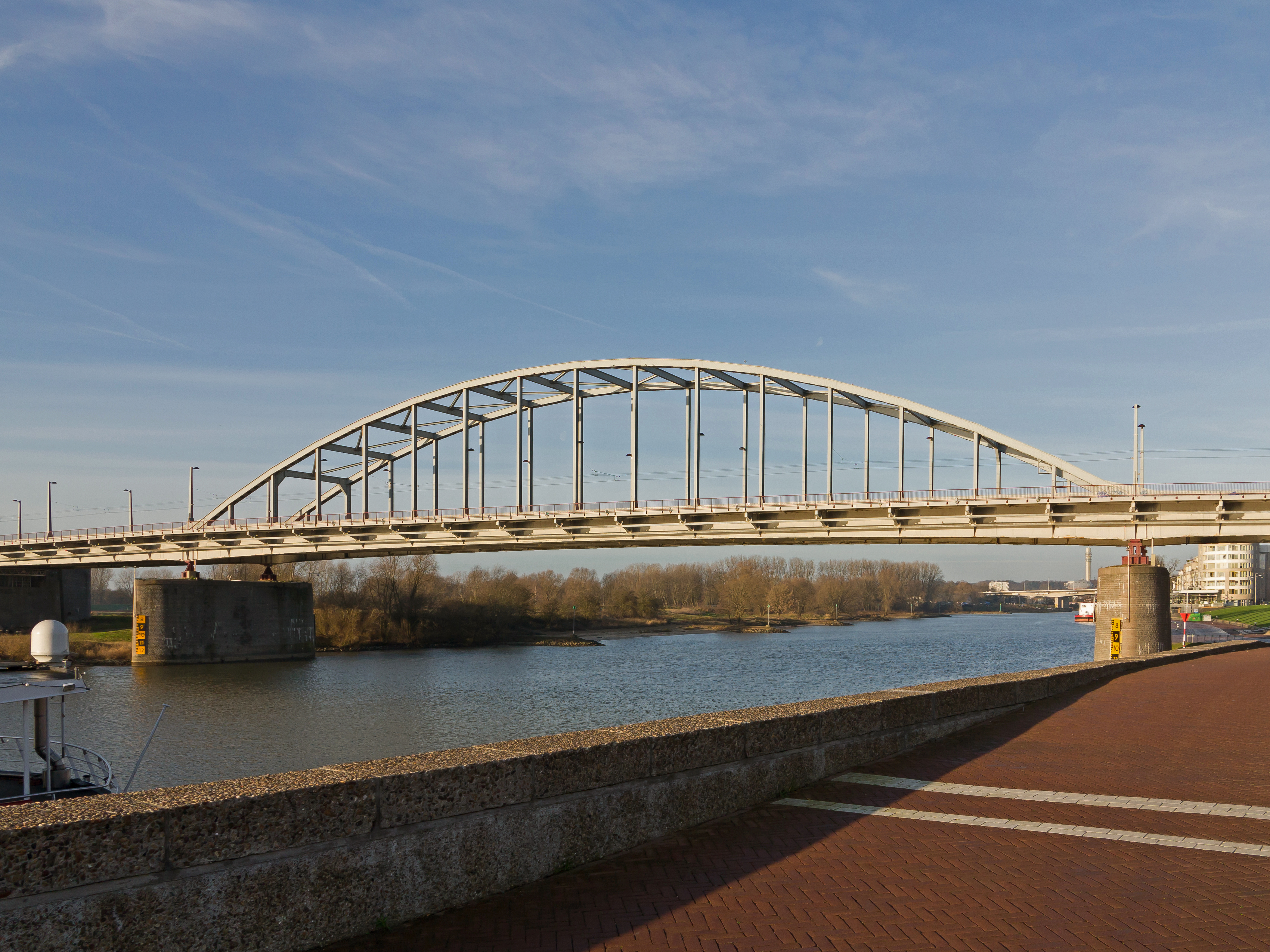
De in 1935 geopende brug over de Rijn, sedert 1978 John Frostbrug geheten

Tijdens de tweede helft van de 19e eeuw groeide Arnhem sterk, van 9.000 inwoners in 1820 tot bijna 24.000 in 1859. Ook in de 20e eeuw is Arnhem sterk uitgebreid. 
In de jaren 1930 werd Arnhem zwaar getroffen tijdens de depressie, maar door de aanleg van nieuwe stadswijken kon er nog enig werk worden gegenereerd. In 1935 kreeg Arnhem zijn eerste vaste brug over de Rijn, waarna er woonwijken aan de zuidkant van de rivier gebouwd konden worden: de wijk Malburgen in Arnhem-Zuid.

#### Tweede Wereldoorlog

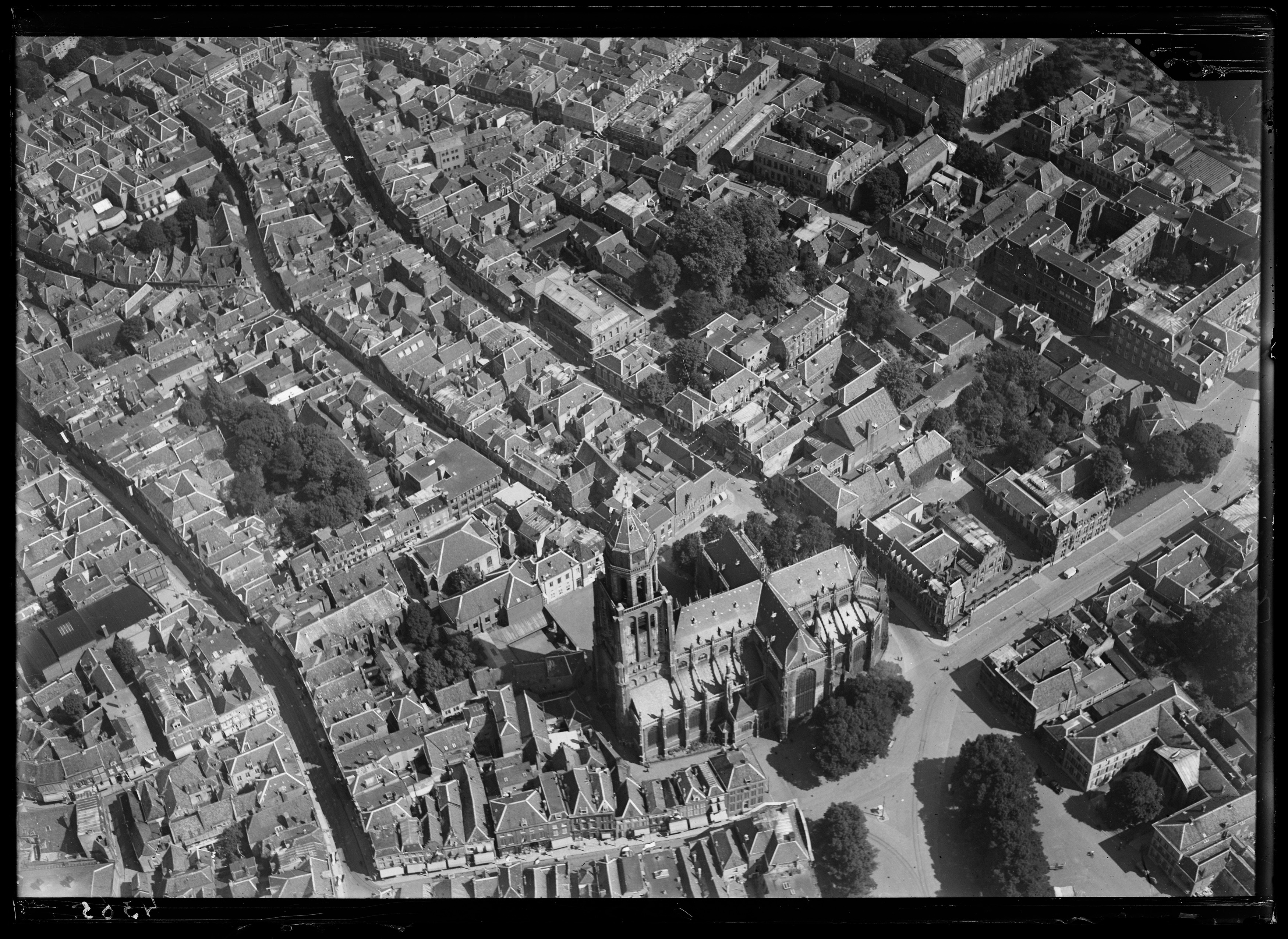
Luchtfoto van Arnhem voor de Tweede Wereldoorlog (tussen 1920 en 1940)

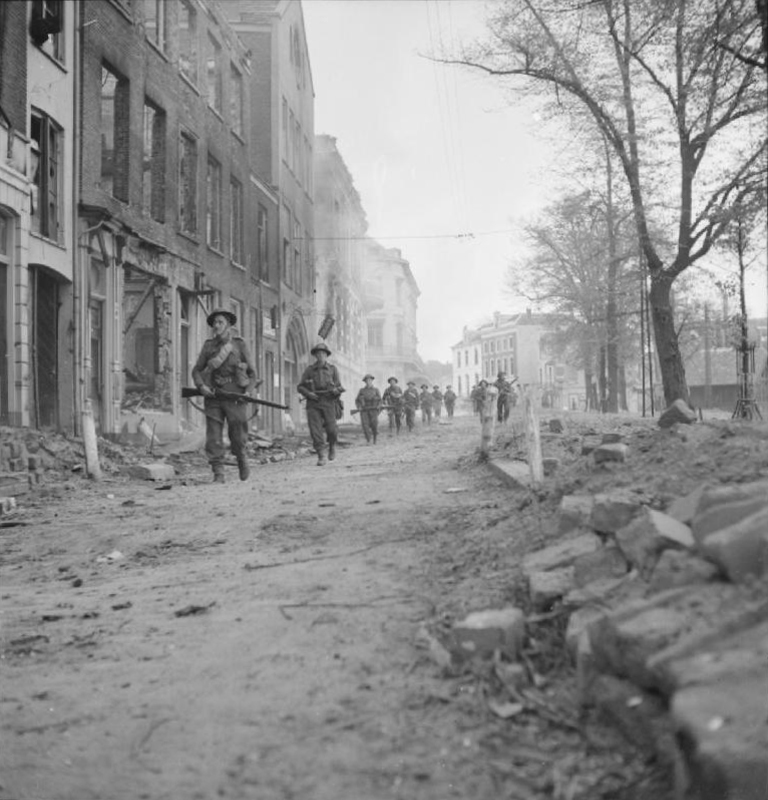
Bevrijding van Arnhem op 14 april 1945

Op 22 februari 1944 vond het zogeheten geallieerde "vergissingsbombardement" plaats (dat vooral Nijmegen zwaar trof). In totaal vier Nederlandse steden werden getroffen. In Arnhem vielen bij dit bombardement 57 doden.
Daarnaast was Arnhem was tijdens de Tweede Wereldoorlog het decor van de Slag om Arnhem. Dit was een historische luchtlanding en veldslag die van 17 tot 25 september 1944 plaatsvond, als onderdeel van Operatie Market Garden. Dit werd de grootste operatie op Nederlands grondgebied tijdens de Tweede Wereldoorlog. Het was voor de geallieerden en Nederland grotendeels een mislukking, doordat de laatste brug (die bij Arnhem) niet kon worden ingenomen en het westen van Nederland mede hierdoor niet bevrijd kon worden. Hierop kreeg dit deel te maken van Nederland te maken met grote tekorten, de winter die hierop volgde is dan ook bekend geworden als de hongerwinter. Arnhem zelf werd in grote mate door bombardementen van zowel de Duitse als de geallieerde zijde verwoest.  Ook werd de stad in deze fase van de oorlog geplunderd door de Duitse bezetters, toen deze na de veldslag in 1944  de stad lieten ontruimen. 
Op 12 en 13 april 1945 vond bij de bevrijding van Arnhem een tweede slag plaats die zich concentreerde op de wijk Geitenkamp. Arnhem was eind 1944 op last van de Duitsers geëvacueerd en in de wijk waren dwangarbeiders gevestigd en er woonden ook NSB'ers in de vrijgekomen huizen. De Canadese troepen dachten dat Arnhem flink verdedigd werd en voerden een zwaar artilleriebombardement uit op de Geitenkamp. Onder de bewoners die wel gewaarschuwd waren maar geen kant op konden, viel een onbekend aantal slachtoffers.

### Na de Tweede Wereldoorlog
In de eerste jaren na de oorlog begon men aan de wederopbouw en uitbreiding van de stad. De Tweede Wereldoorlog had grote gaten geslagen in de historische binnenstad. Het Haagje van het Oosten onderging een grote metamorfose. Vanwege de hang die men in deze tijd had naar vernieuwing en modernisering werden veel beschadigde gebouwen niet hersteld, maar gesloopt. Daarnaast werden er noodwoningen en noodwinkels gebouwd om aan de allereerste levensbehoeften te voorzien. Het in 1944 ernstig beschadigde tramnet werd niet hersteld en vervangen door een trolleybusnet, volgens een plan dat er voor de oorlog al lag. Maar het was inmiddels noodzaak geworden, omdat de remise en een groot aantal trams onherstelbaar beschadigd waren door de oorlogshandelingen. Op 5 september 1949 werd de eerste trolleylijn, tussen Arnhem en Velp, in gebruik genomen.
In de jaren 50 is de wederopbouw in volle gang. In een korte tijd worden veel nieuwe woonwijken gerealiseerd, zoals Malburgen en Presikhaaf. De grenzen van Arnhem worden in het zuiden flink verlegd ten koste van het oppervlak van de gemeenten Huissen en Elst. Midden jaren 60 ontstonden de wijken Immerloo en Het Duifje, waar naast veel rijtjeshuizen ook grote galerijflats werden gebouwd. Een paar jaar later kwamen wat luxere woningen en eengezinswoningen tot stand in de wijken Holthuizen en Vredenburg/Kronenburg. Het dorp Elden grensde steeds meer aan het nieuwe Arnhemse stadsdeel en werd na de jaren 80 zo goed als omringd door de wijken Elderveld, De Laar en Rijkerswoerd. Arnhem wist ook enkele grote bedrijven binnen zijn grenzen te krijgen.

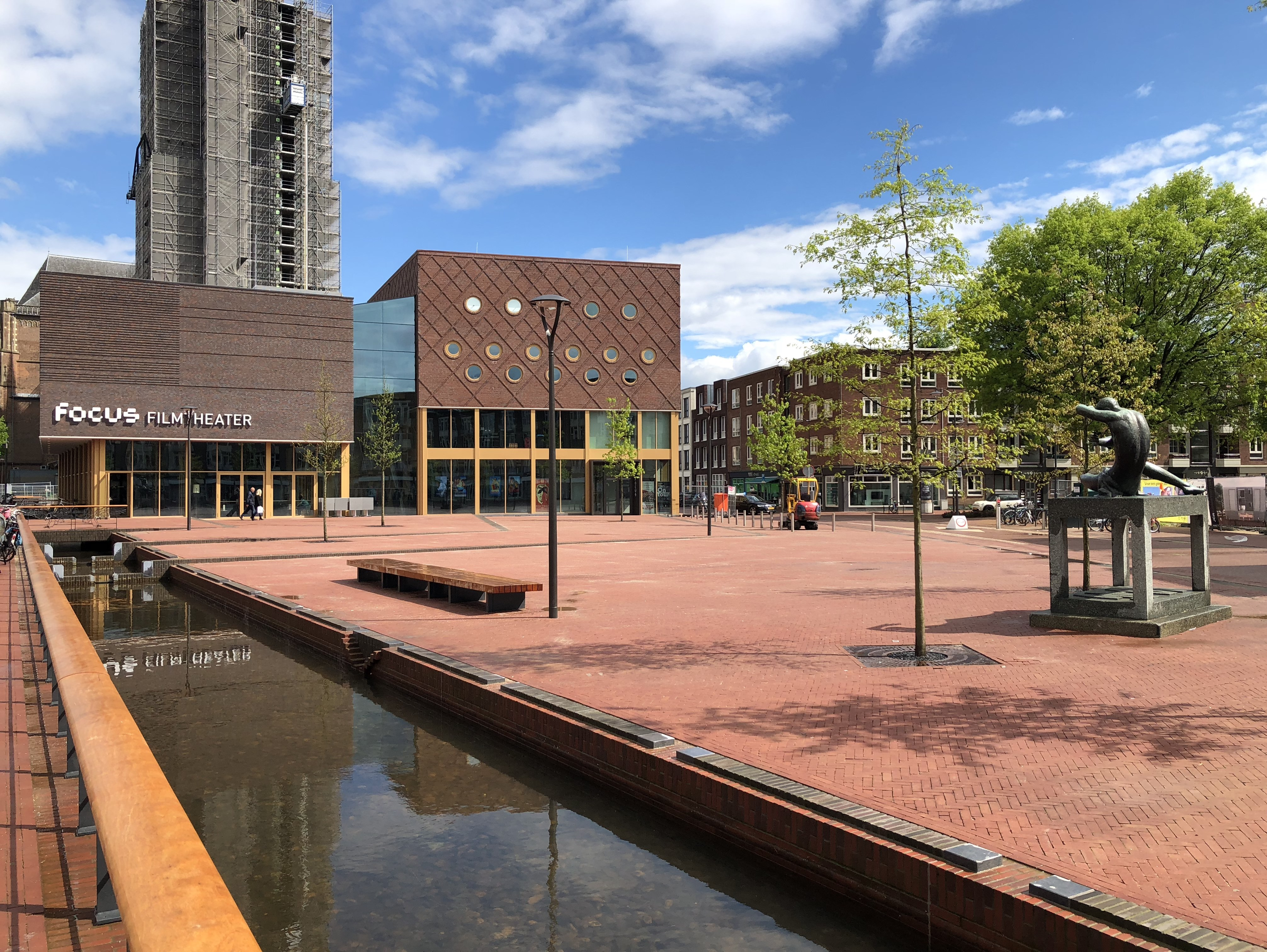
De zuidelijke binnenstad met de Sint-Jansbeek

In de jaren 1980 had Arnhem een vrij uitgebreide krakersgemeenschap. Een aantal panden, waaronder het landelijk bekende Hotel Bosch werkte samen aan culturele activiteiten. Ook de posters van Loesje verschenen begin jaren tachtig voor het eerst in Arnhem. In 1989 kwam het in de wijk Klarendal tot een 'volksopstand' tegen de drugsoverlast waar bij politiecharges talloze gewonden vielen. Nadien is in Klarendal veel vernieuwd en verbeterd met onder andere het Modekwartier met talloze winkeltjes.
Aan de noordoostkant van Elden werd in 1998 het stadion Gelredome gebouwd. In 1999 bestond het Sonsbeekpark 100 jaar en werden omvangrijke renovaties uitgevoerd alsmede werd de 'Steile Tuin' aangelegd. Voorts kwam het Watermuseum (2003) tot stand. In 2004 realiseerde ProRail aan de spoorlijn Arnhem - Nijmegen station Arnhem Zuid. Sinds 2002 wordt er ten westen van de spoorlijn gebouwd aan de Vinex-wijk Schuytgraaf.
In de jaren negentig werd het verouderde Arnhemse station uit 1954 te klein bevonden en er werd besloten tot de bouw van een nieuw station. Het hele stationsgebied werd op de schop genomen, er kwamen kantoortorens en een nieuw busstation waar ook de trolleybussen hun halte hebben. Na een lange bouwtijd (1997-2015) werd de nieuwe OV-terminal van architect Ben van Berkel, met een capaciteit van 110.000 trein- en busreizigers per dag, op 19 november 2015 feestelijk geopend. Het station heet sindsdien officieel Arnhem Centraal.

## Heraldiek
Het wapen van Arnhem is blauw van kleur en bestaat uit een zilveren Arend. De bekken en klauwen zijn allemaal goud van kleur. De kroon is goud en bestaat uit vijf bladeren. Het hartschild wordt vastgehouden door twee staande leeuwen van natuurlijke kleur. De leeuwen kijken de toeschouwer aan.
Zegels uit 1281 en daaropvolgende eeuwen vertonen al dubbele adelaars; in de 17e eeuw komt de adelaar op een schild te staan. Als oorsprong van het wapen van Arnhem wordt door historici het wapen van de familie Van Arnhem genoemd. Dat wapen bestond uit een zilveren schild met daarop een rode eenkoppige adelaar. De familie heeft verscheidene hoge functies bekleed aan het hof van verschillende keizers en ook in de raad van de stad Arnhem. Op 20 juli 1816 werd het wapen officieel.

## Geografie

### Topografie
Arnhem ligt in de provincie Gelderland, in het oosten van Nederland. De stad ligt aan beide oevers van de Nederrijn en aan de westoever van de IJssel. Vooral het zuidelijke stadsdeel heeft zich na de Tweede Wereldoorlog grootschalig ontwikkeld.
In Arnhem stromen verschillende beken. Hoewel de stad in de loop van de eeuwen flink groeide, zijn deze beken bewaard gebleven. De Sint-Jansbeek en de Klingelbeek of Slijpbeek wateren af op de Nederrijn. De Beek op de Paasberg op de IJssel. Zijbeken van deze beek zijn: de Klarenbeek, de Molenbeek en de Bronbeek. Naast deze natuurlijke wateren kent Arnhem ook een netwerk van sloten, voornamelijk gelegen in de wijk Presikhaaf in Arnhem-Noord en in Arnhem-Zuid. Daarnaast heeft Arnhem een aantal (recreatie-)plassen; een plas in het Arnhemse deel van de Rosandepolder, de Immerlooplas in de wijk Malburgen, een plas ten oosten van Schuytgraaf en verschillende plassen in uiterwaardenpark Meinerswijk. De Rijkerswoerdse Plassen liggen in de gemeente Overbetuwe, maar grenzen aan de wijk De Laar in Arnhem.
Arnhem stond in 2014 op een gedeelde zevende plaats van de groenste steden van Nederland. De aanwezigheid van een aantal grote parken dankt de stad mede aan de ligging aan de zuidrand van de Veluwe. De parken waren tot aan het eind van de 19e eeuw grotendeels als landgoederen in bezit van rijke families (Het Gelders Arcadië). Deze families verkochten de landgoederen, toen die onrendabel werden, vaak aan de gemeente. Het landgoed Zijpendaal grenzend aan het park Sonsbeek kwam pas in 1924 te koop en werd met hulp van ENKA-oprichter Dr. J.C. Hartogs aangekocht. Arnhem kent circa 30 parken van verschillende grootte. Behalve Sonsbeek en Zijpendaal zijn dat onder meer Warnsborn, Park Klarenbeek, Park Presikhaaf en Park Angerenstein.

### Klimaat

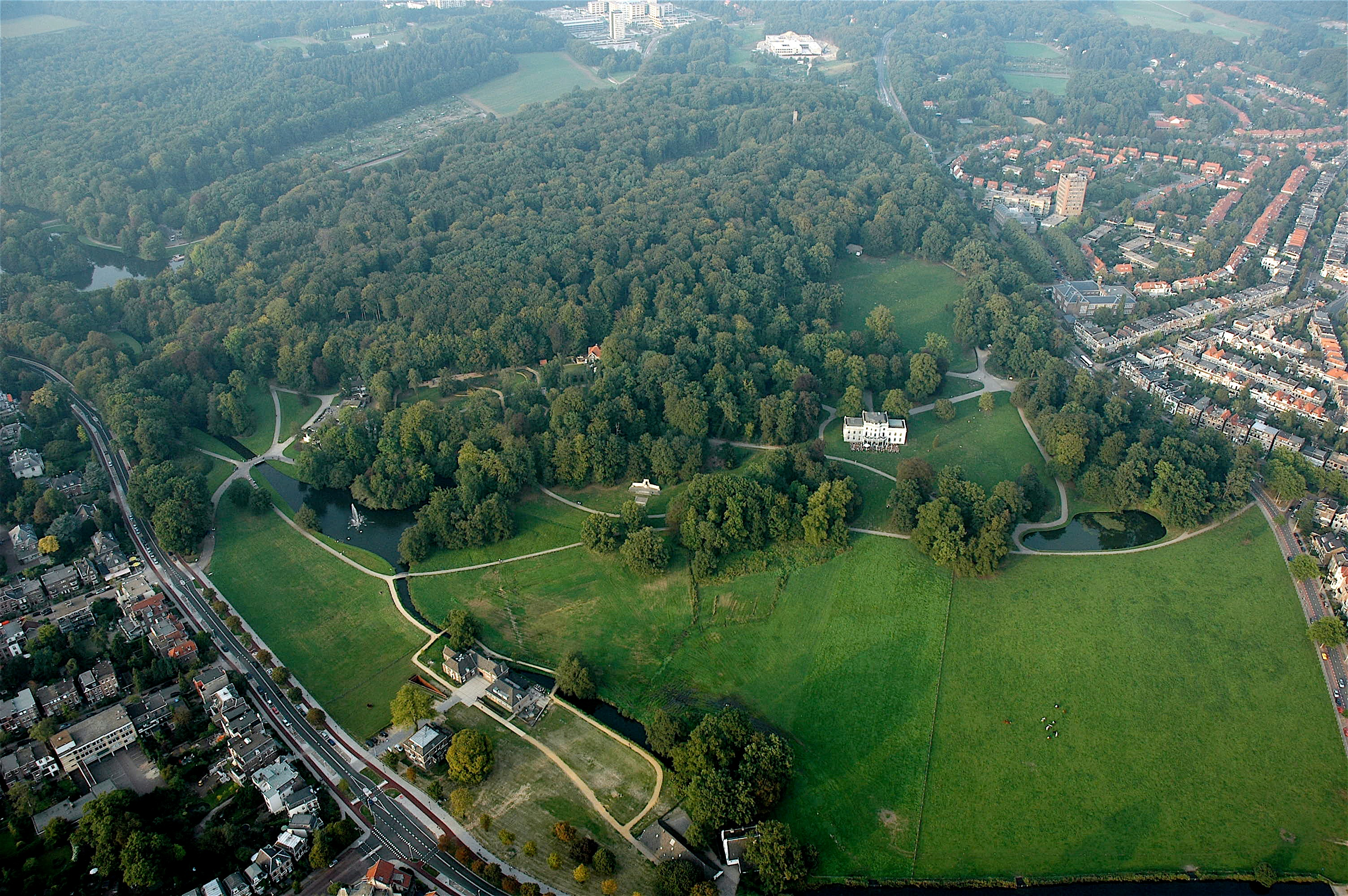
Park Sonsbeek, gelegen ten noorden van het centrum

Arnhem ligt, net als in een groot gedeelte van Nederland, in een gebied met een gematigd zeeklimaat. Dit betekent dat de weerpatronen sterk worden beïnvloed door de nabijheid van de Noordzee in het westen en de daarmee gepaard gaande noordwestenwinden en stormen. De wintertemperaturen zijn er mild; gemiddeld boven nul, al is vorst niet ongewoon tijdens vlagen van oostelijke of noordoostelijke wind vanuit het Europese binnenland, zoals uit Scandinavië, Rusland en zelfs Siberië. De zomers zijn er warm, maar zelden heet.
Er worden regelmatig dagen met grote neerslag waargenomen, maar de jaarlijkse neerslag komt niet boven de 800 mm uit. De meeste neerslag valt als aanhoudende motregen of lichte regen. De aanwezigheid van veel waterbekkens zorgt ervoor dat bewolkte en vochtige dagen veel voorkomen, met name in de koelere maanden van oktober tot maart.
| Maand                                           | jan  | feb  | mrt | apr  | mei  | jun  | jul  | aug  | sep  | okt  | nov | dec | Jaar |
| ----------------------------------------------- | ---- | ---- | --- | ---- | ---- | ---- | ---- | ---- | ---- | ---- | --- | --- | ---- |
| Gemiddeld maximum (°C)                          | 4,2  | 5,3  | 8,9 | 13,2 | 17,6 | 20,8 | 21,7 | 21,6 | 19,3 | 14,5 | 8,6 | 5,6 | 13,4 |
| Gemiddelde temperatuur (°C)                     | 1,7  | 2,3  | 5,4 | 8,6  | 12,6 | 15,8 | 17,0 | 16,9 | 14,7 | 10,7 | 5,9 | 3,1 | 9,6  |
| Gemiddeld minimum (°C)                          | −0,7 | −0,6 | 2,0 | 4,1  | 7,7  | 10,8 | 12,4 | 12,3 | 10,1 | 6,9  | 3,2 | 0,7 | 5,7  |
|                                                 |      |      |     |      |      |      |      |      |      |      |     |     |      |
| Neerslag (mm)                                   | 64   | 49   | 51  | 49   | 59   | 71   | 77   | 76   | 65   | 62   | 69  | 72  | 764  |
| Bron: https://nl.climate-data.org/location/912/ |      |      |     |      |      |      |      |      |      |      |     |     |      |

### Stadsbeeld

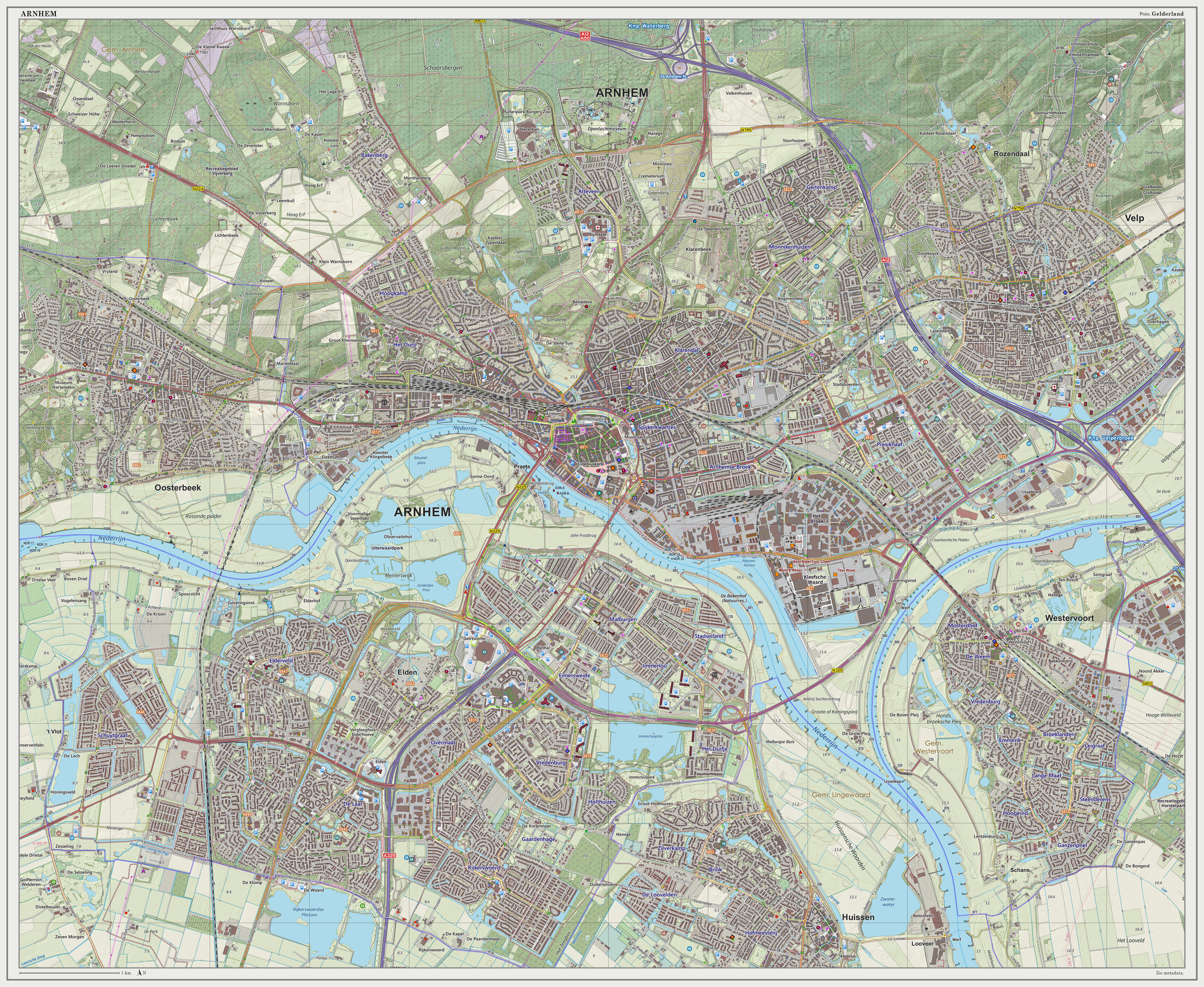
Topografische kaart van de stad Arnhem, dec. 2014

De stad Arnhem wordt bestuurlijk verdeeld in 3 stadsdelen: (Arnhem-)Centrum, Arnhem-Noord en Arnhem-Zuid.
Arnhem Centrum wordt gevormd door de oude binnenstad, en beslaat het gebied dat vanaf de 10e eeuw tot in de 19de eeuw de stad Arnhem was. Het centrumgebied wordt aan de noord- en oostkant begrensd door de singels, aan de westkant door de Nelson Mandelabrug en aan de zuidkant door de rivier de Rijn met aan de zuidoostkant de John Frostbrug. De binnenstad van Arnhem is opgedeeld in 8 kwartieren, elk met een eigen karakter en een eigen icoon. De kwartieren zijn: Rijnkwartier, Rozetkwartier, Musiskwartier, Korenkwartier, Stationskwartier, Eusebiuskwartier, 7 Straatjes (kwartier) en het Janskwartier.
Arnhem-Noord is het gedeelte van Arnhem ten noorden van de rivier de Rijn, buiten Arnhem-Centrum. De wijken ten noorden, westen en oosten van de binnenstad zijn gebouwd vanaf de tweede helft van de 19e eeuw en in de 20e eeuw. Hier bevinden zich onder andere de toeristische trekpleisters Koninklijke Burgers' Zoo en het Nederlands Openluchtmuseum. Tevens zijn het ziekenhuis Rijnstate, Sportcentrum Papendal, ArtEZ Hogeschool voor de Kunsten en de Hogeschool van Arnhem en Nijmegen gevestigd in Arnhem-Noord.
Arnhem-Zuid is het gedeelte van Arnhem ten zuiden van de huidige loop van de rivier de Rijn. Arnhem-Zuid telt ongeveer 80.000 inwoners. Hier bevindt zich stadion GelreDome, thuisbasis van Vitesse en in gebruik voor grote evenementen, het overdekte Winkelcentrum Kronenburg, de woonboulevard en de historische uiterwaarden Meinerswijk. Arnhem-Zuid heeft een treinstation: station Arnhem Zuid, gelegen tussen de wijken Elderveld, De Laar West en Schuytgraaf.

## Demografie

### Bevolkingssamenstelling
| Herkomst                  | Percentage in 2024 |
| ------------------------- | ------------------ |
| Nederland                 | 63,4%              |
| Europa (excl. Nederland)  | 09,1%              |
| Overig Azië               | 07,9%              |
| Turkije                   | 05,3%              |
| Indonesië                 | 03,3%              |
| Overig Afrika             | 02,6%              |
| Marokko                   | 02,4%              |
| Nederlandse Caraïben      | 02,1%              |
| Suriname                  | 02,0%              |
| Overig Amerika en Oceanië | 01,9%              |
| Onbekend                  | 00,1%              |

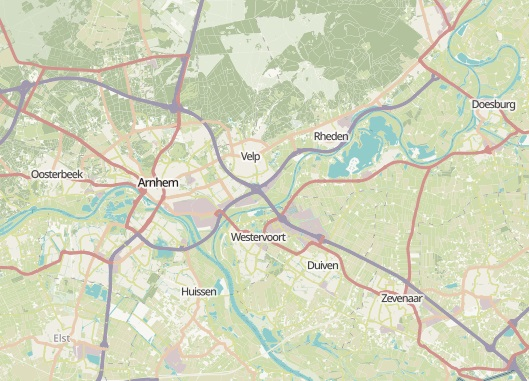
Stadsregio-subregio Arnhem

Op 1 januari 2024 telde Arnhem 167.651 inwoners, waarvan ongeveer 63,4% van volledig Nederlandse afkomst is en 36,6% ten minste één ouder of grootouder heeft die in het buitenland is geboren. Qua inwonertal is het de derde gemeente (na Nijmegen en Apeldoorn) en de tweede stad van Gelderland. Groot Arnhem (De Connectie) is een samenwerkingsverband tussen de gemeente Arnhem, Renkum en Rheden. Door de samenwerking die in 2017 is gestart, raken de gemeenten Renkum en Rheden steeds meer met Arnhem vervlochten.
De laatste groepen instromers hebben geen grote veranderingen gebracht in de segregatie. Gegoede burgers en intelligentsia domineren van oudsher in de Burgemeesterswijk en Hoogkamp, de Singels, Alteveer en Cranevelt, het Spijkerkwartier en sinds de bouw ervan de wijk Schuytgraaf. Mensen met lagere inkomens per gezinslid zijn te vinden in onder andere Klarendal, Het Broek, de Geitenkamp, Presikhaaf, Monnikenhuizen en Malburgen. Middengroepen wonen sinds de bouw in de Elderveld, De Laar, Rijkerswoerd en Vredenburg/Kronenburg.
De stad verandert mee met haar bevolkingsstructuur. Voormalige eenvoudige wijken met kleine en slechte woningen als Klarendal en Presikhaaf gingen door een fase van gentrificatie en hebben nu een sociaal gemengde bevolking.

### Historische bevolkingsontwikkeling
| Jaar                                                               | Inwoners | Jaar | Inwoners |
| ------------------------------------------------------------------ | -------- | ---- | -------- |
| 1795                                                               | 10.080   | 1935 | 083.999  |
| 1830                                                               | 14.509   | 1949 | 101.357  |
| 1840                                                               | 16.758   | 1950 | 103.317  |
| 1849                                                               | 19.111   | 1960 | 124.611  |
| 1859                                                               | 25.869   | 1971 | 130.395  |
| 1879                                                               | 40.978   | 2001 | 139.228  |
| 1899                                                               | 56.812   | 2004 | 141.599  |
| 1909                                                               | 64.019   | 2008 | 143.596  |
| 1920                                                               | 71.599   | 2012 | 149.277  |
| 1928                                                               | 76.619   | 2017 | 155.694  |
| 1930                                                               | 87.594   | 2021 | 163.072  |
| Bron 1: www.volkstellingen.nl (tot 1971) Bron 2: Arnhem in Cijfers |          |      |          |

## Economie

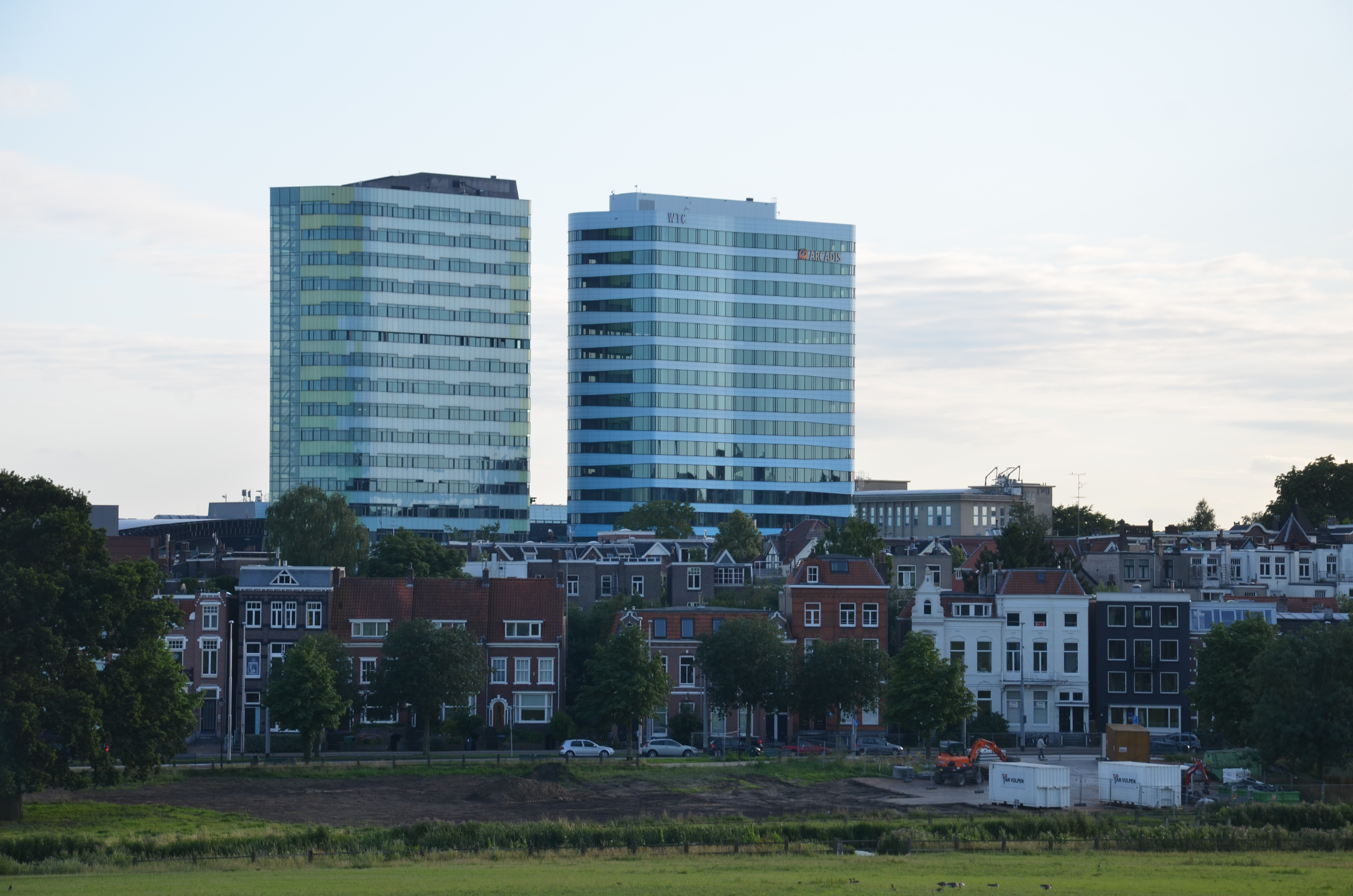
World Trade Centre

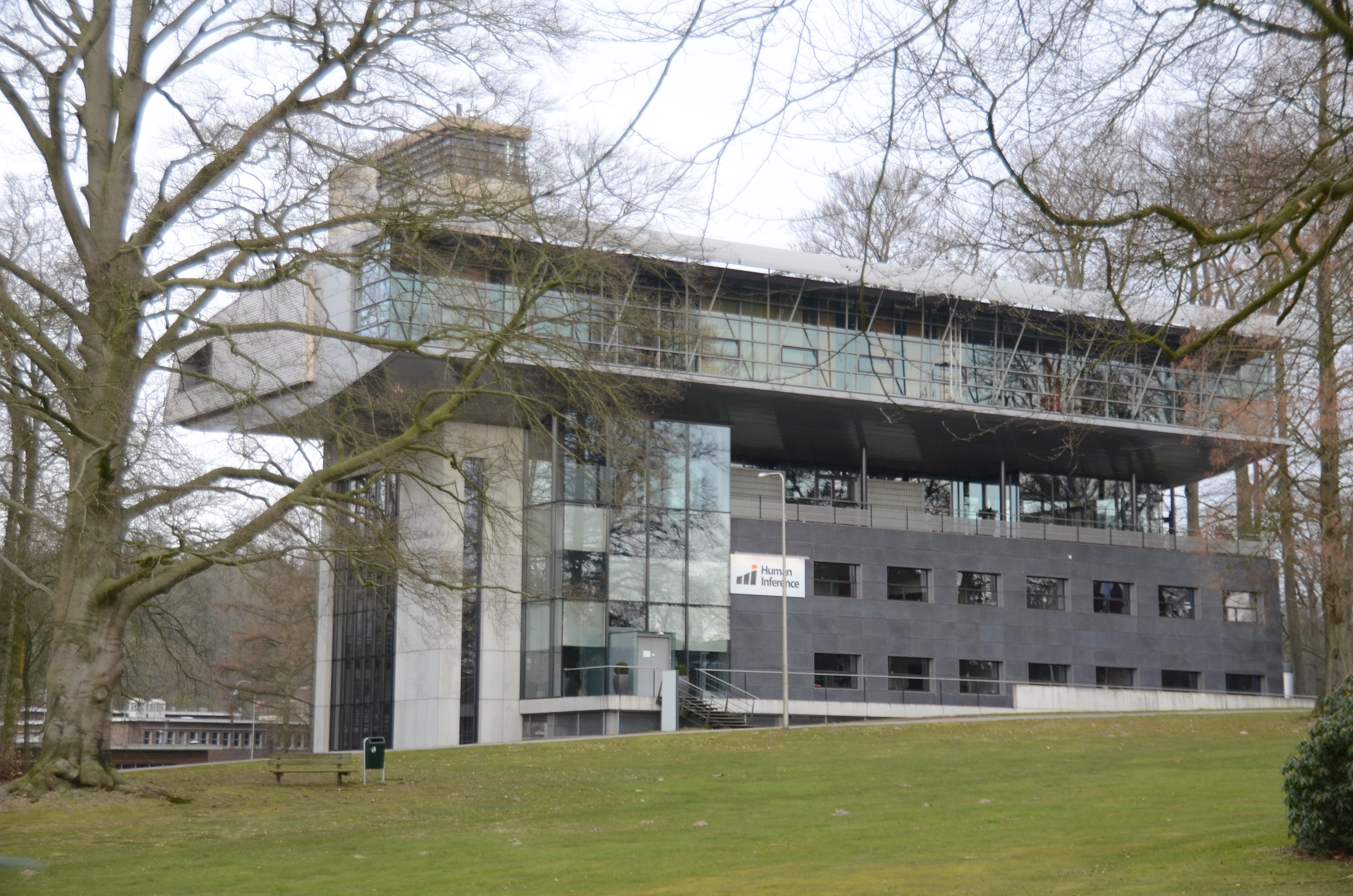
Het Arnhem Business Park (KEMA-terrein)

Anno 2020 is er in Arnhem veel ontwikkeling in technologie en energie. Daarnaast profiteert de stad van de ligging tussen de Randstad en Ruhrgebied. Door de ligging op routes tussen West-Oost en Noord-Zuid-Nederland en dicht bij Duitsland, heeft Arnhem zich kunnen ontwikkelen als handelsregio. De meeste werknemers van bedrijven uit Arnhem komen uit de Stadsregio Arnhem-Nijmegen en Noordrijn-Westfalen.
De Gelderse hoofdstad is de achtste stad in Nederland met een World Trade Centre-vestiging. Dit WTC is gevestigd bij het centraal station in de blauwe Rijntoren. Naast de Rijntoren staat de groene Parktoren. Aan de voet van de beide torens staat het hoofdkantoor van verzekeraarscombinatie Coöperatie VGZ UA. Tevens hebben de Chinese gemeenten Yichang en Wuhan hun handelspost in de WTC-toren. Ook Granch Biopack Europe uit Wuhan, gespecialiseerd in biologisch afbreekbare verpakkingen, nam zijn intrek in het WTC.
De stad kent onder meer een meubelboulevard en vijf industrieterreinen: Kleefse Waard, Het Broek, IJsseloord I en II en Overmaat. Daarnaast is er het parkachtige bedrijventerrein Arnhems Buiten, het voormalige KEMA-terrein, dat ruimte biedt aan onder andere het kantoor van DNV, het hoofdkantoor van de beheerder van energienetten TenneT en vestigingen van Nuon en NRG. De KEMA Laboratories is het grootste commerciële laboratorium ter wereld voor het testen van elektrische apparatuur. Industriepark Kleefse Waard biedt ruimte aan onder andere het hoofdkantoor van Teijin Aramid en Vestas Benelux. Daarnaast hebben onder andere AkzoNobel, DNV GL Energy, General Electric Energy Europe en Accsys Technologies hun productiecentrum op het industriepark.
Bekende ondernemingen en instellingen in de stad zijn onder meer netwerkbedrijf Alliander, DEKRA, Deloitte, Essent, OHRA, Arcadis, CITO, Ballast Nedam, CCV Group, KPMG, ING, Beslist.nl, OK Oliecentrale, TÜV Rheinland, EIFFEL, Kamer van Koophandel, IrisZorg, SIDN, het UWV, Gelders Archief, Koninklijke Burgers' Zoo en Nederlands Openluchtmuseum. Een van de grootste werkgevers is ziekenhuis Rijnstate met meer dan 5000 werknemers. Tevens is Arnhem zetel van de rechtbank Gelderland, Rijkswaterstaat Oost-Nederland en de landelijke militaire kamer. Ook de luchtmobiele brigade is gelegerd in de provinciehoofdstad.
Sportcentrum Papendal is een vestigingsplaats van een aantal nationale verenigingen, stichtingen en instellingen, zoals: de Atletiekunie, Sport Medisch Centrum Papendal en De Gelderse Sportfederatie. Tevens is Papendal de vaste thuisbasis van de Nederlandse sportorganisatie NOC*NSF. Bij het NOC*NSF zijn 90 landelijke sportorganisaties aangesloten. De organisatie treedt op als nationaal olympisch comité, maar ook als nationaal paralympisch comité.

### Winkelen
Arnhem heeft een winkelgebied in Arnhem-Centrum, hier vindt men de Ketelstraat, Roggestraat, Vijzelstraat, Rijnstraat, Koningsstraat, Bakkersstraat en de Jansstraat. Op loopafstand van de binnenstad is het Modekwartier gevestigd. Hier bevonden zich in 2013 vijftig winkels en zeventig bedrijfsruimten op het gebied van mode en design. De Steenstraat en de Hommelseweg vormen samen het centrum van de Turkse gemeenschap in Arnhem.
Daarnaast heeft Arnhem een aantal overdekte winkelcentra, zoals het Winkelcentrum Kronenburg in Kronenburg (Arnhem-Zuid). Het winkelcentrum Presikhaaf gold in 1971 op een tentoonstelling in Parijs als het modernste winkelcentrum van Europa.

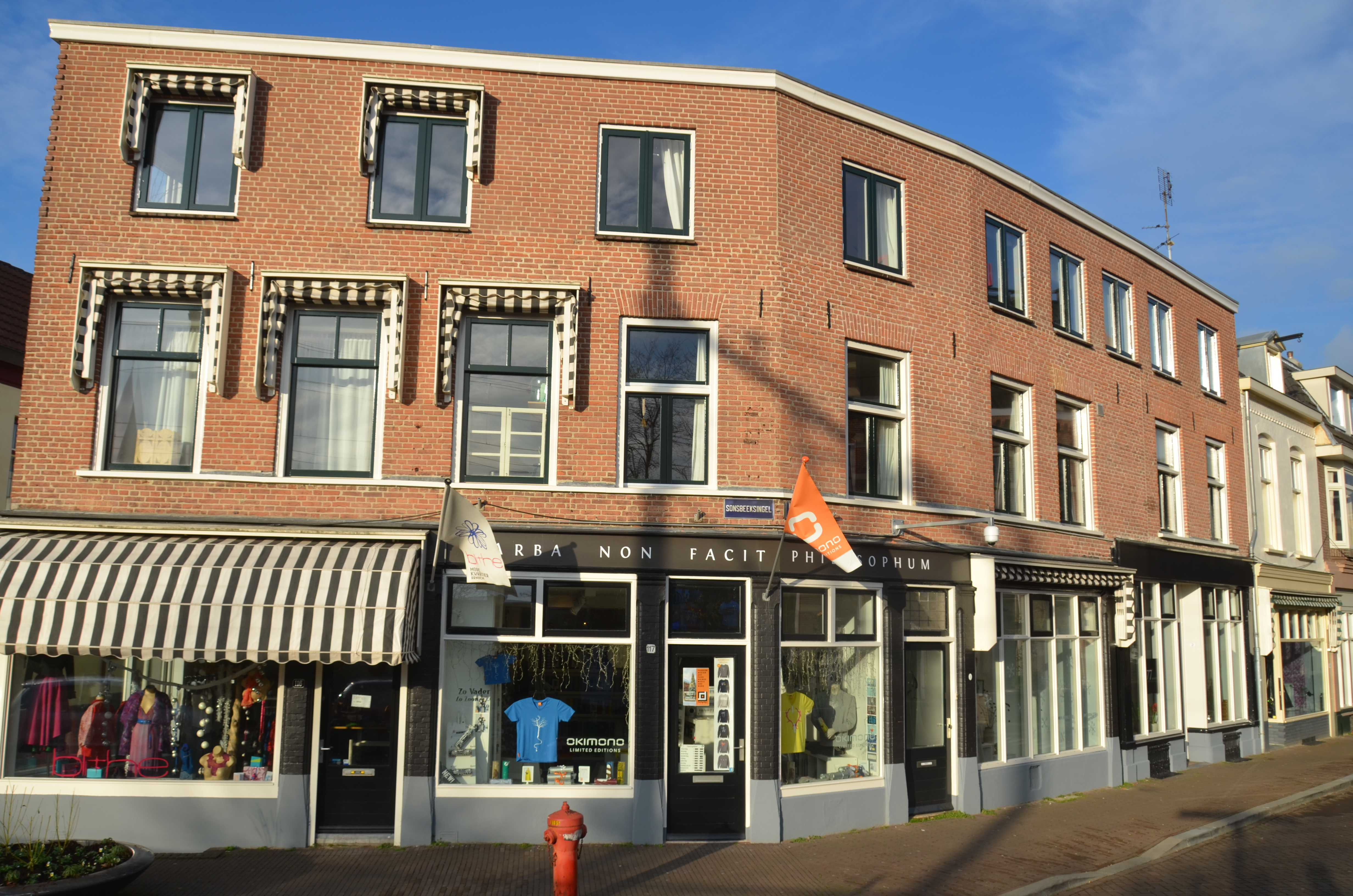
Modekwartier
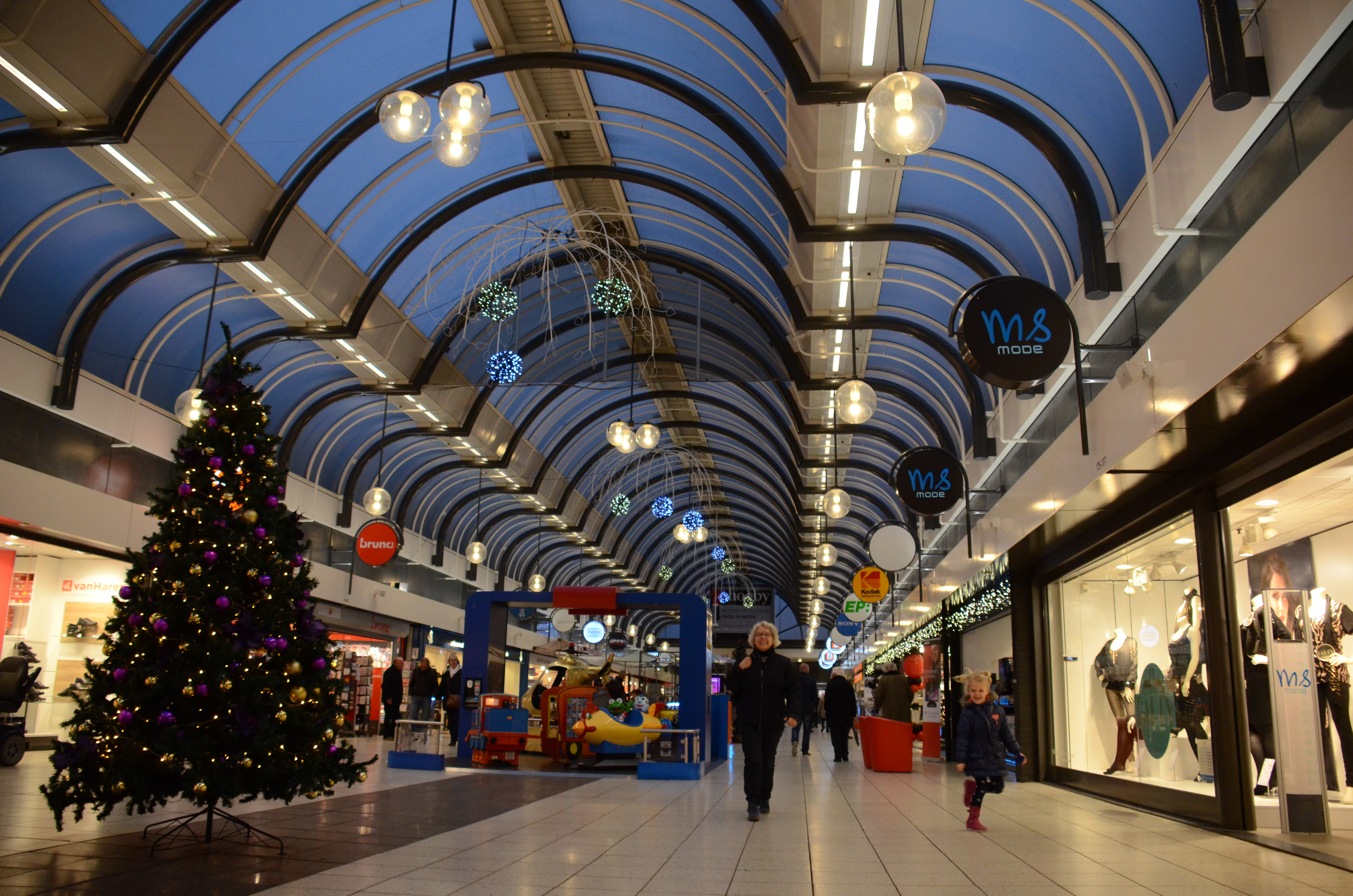
Winkelcentrum Presikhaaf
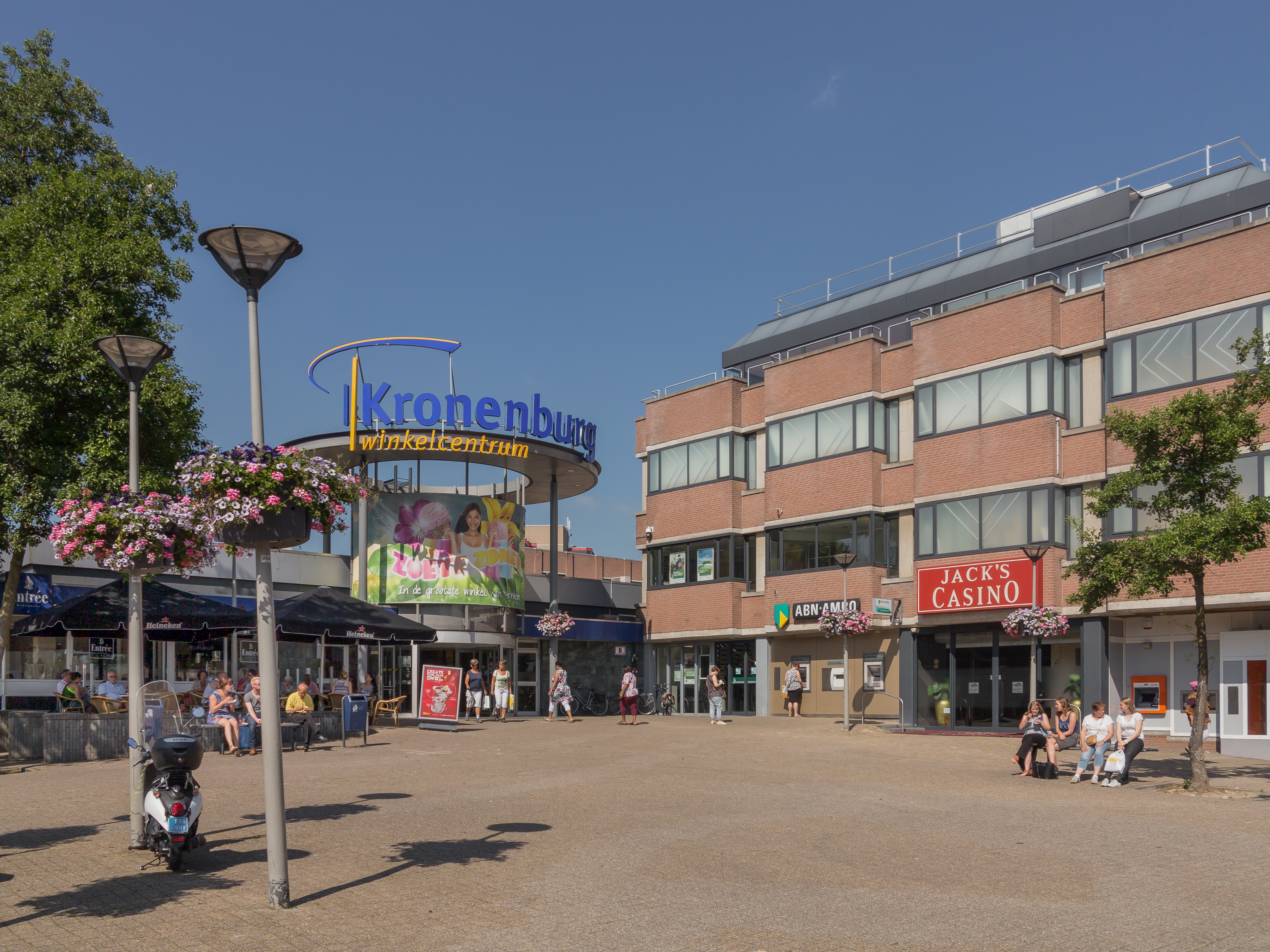
Winkelcentrum Kronenburg
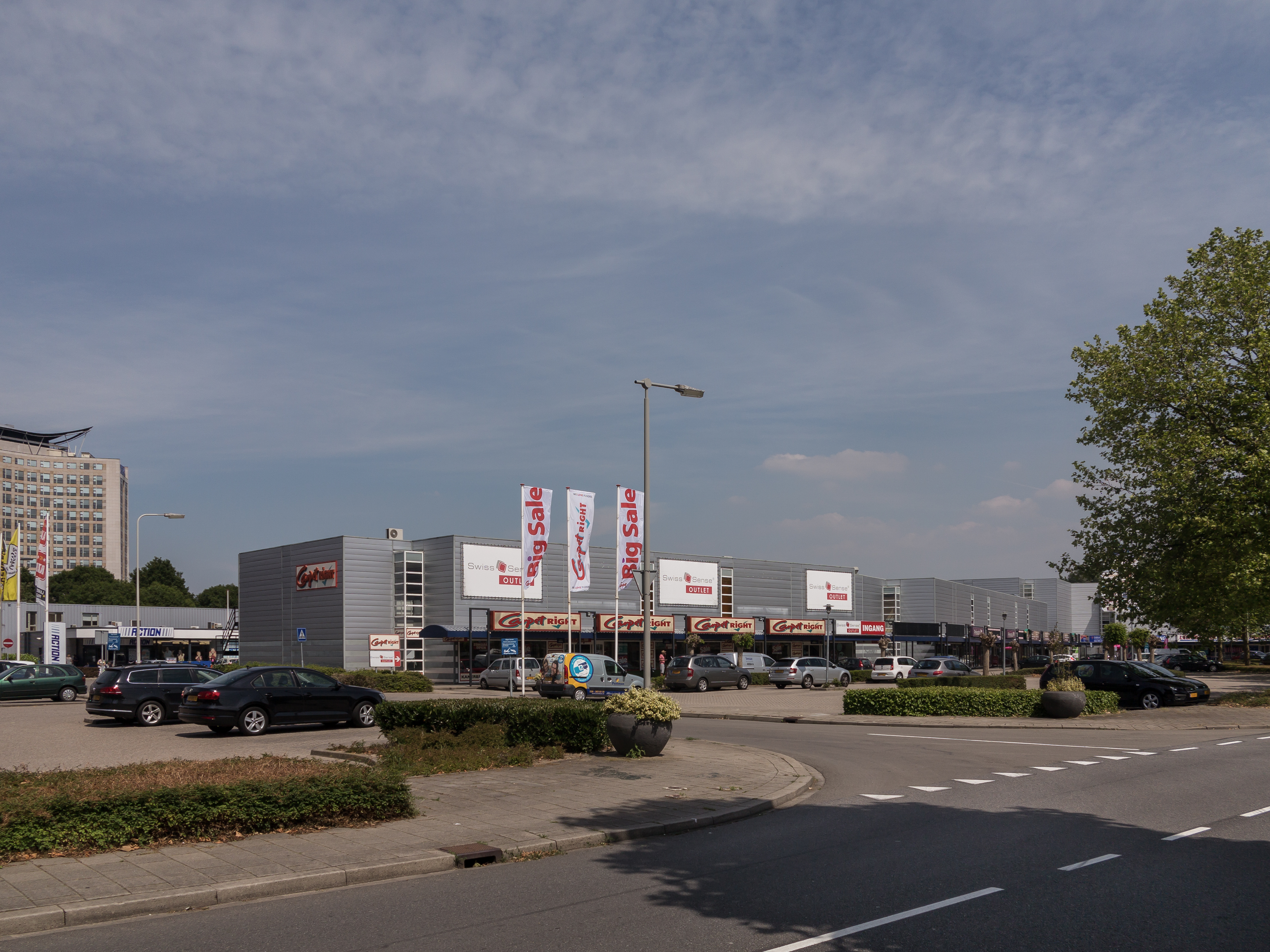
Woonboulevard Arnhem

## Verkeer en vervoer
Door zijn centrale ligging in oostelijk Nederland is Arnhem een knooppunt voor verkeer via water, weg en spoor.
De verlegging van de Nederrijn onder Karel van Gelre in de 16e eeuw zorgde voor betere handel voor de stad. De eerste havenkraan werd gebouwd in 1449 aan de Oude Haven. In 1526 en 1569 werd deze vervangen. Doordat de Oude Haven vlak voor de verlegging gelegen is, hoefde deze niet te verhuizen toen de Rijn verlegd werd. In 1603 werd aan de oostkant van de stad de Nieuwe Haven aangelegd, inclusief een nieuwe kraan in 1610. In 1782 werd de oude kraan, die in een gemetseld gebouw stond, vervangen door een nieuw, houten model met een tredmolen. In 1824 werd de houten kraan vervangen door een ijzeren stoomhijskraan, die tot aan de Tweede Wereldoorlog dienst bleef doen.
Net ten zuidoosten van de stad takt IJssel af van de Nederrijn. De IJssel kronkelt aan de oostzijde van de stad naar het noorden, onder meer naar Zutphen. De Nederrijn stroomt ten westen van de stad richting Rotterdam. Aan zowel de noord als de zuidoever liggen verschillende rondvaartboten die vanuit Arnhem de IJssel en de Neder-Rijn bevaren. Aan de zuidoever is een haven voor de pleziervaart. Aan de Nieuwe Haven heeft zich het industrieterrein Kleefse Waard ontwikkeld, met onder meer een vestiging van AkzoNobel.

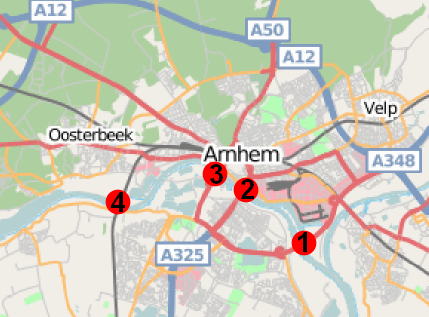
Het wegennet rond Arnhem, met daarop de vier bruggen over de Nederrijn: 1. Andrej Sacharovbrug 2. John Frostbrug 3. Nelson Mandelabrug 4. Spoorbrug

Arnhem heeft vier bruggen over de Rijn: de John Frostbrug, de Nelson Mandelabrug, de Andrej Sacharovbrug en de spoorbrug Oosterbeek. Er zijn twee bruggen over de IJssel: de Westervoortse brug, die loopt van industrieterrein Kleefse Waard naar Westervoort, en een brug waar de A12 vanaf knooppunt Velperbroek richting Oberhausen loopt. Aan de Arnhemse zijde van de Westervoortsebrug bevindt zich het uit 1865 stammende Fort Westervoort.
Er lopen diverse provinciale en rijkswegen door en langs Arnhem en rond de binnenstad ligt een Centrumring. Deze ringweg heeft een lengte van 3,3 kilometer en is hiermee een van de kortste (centrum)ringwegen in Nederland. De centrumring is deels eenrichtingsverkeer tegen de klok in.
Het RijnWaalpad is een 17 km lange fietssnelweg en verbindt Arnhem met Nijmegen. Het is de eerste snelfietsroute van de regio. In 2018 werd de tweede snelfietsroute geopend en verbindt Arnhem met Wageningen.
Arnhem heeft vier treinstations: Arnhem Centraal (sinds 1845), Arnhem Velperpoort (sinds 1953), Arnhem Presikhaaf (sinds 1969) en Arnhem Zuid (sinds 2004). Sinds december 2014 is Arnhem aangesloten op het nachtnet van de NS. Het Centraal Station is een belangrijk knooppunt van openbaar vervoer in Oost-Nederland en in het spoorwegverkeer met Duitsland. Bovendien is het een overstapknooppunt voor het stads- en streekvervoer in Gelderland.
Arnhem Centraal is een halteplaats voor een aantal internationale buslijnen van verschillende maatschappijen zoals Eurolines, Flixbus (voorheen Meinfernbus). De parkeerplaats van de Rijnhal is jarenlang een vaste opstapplaats voor vakantiebussen.

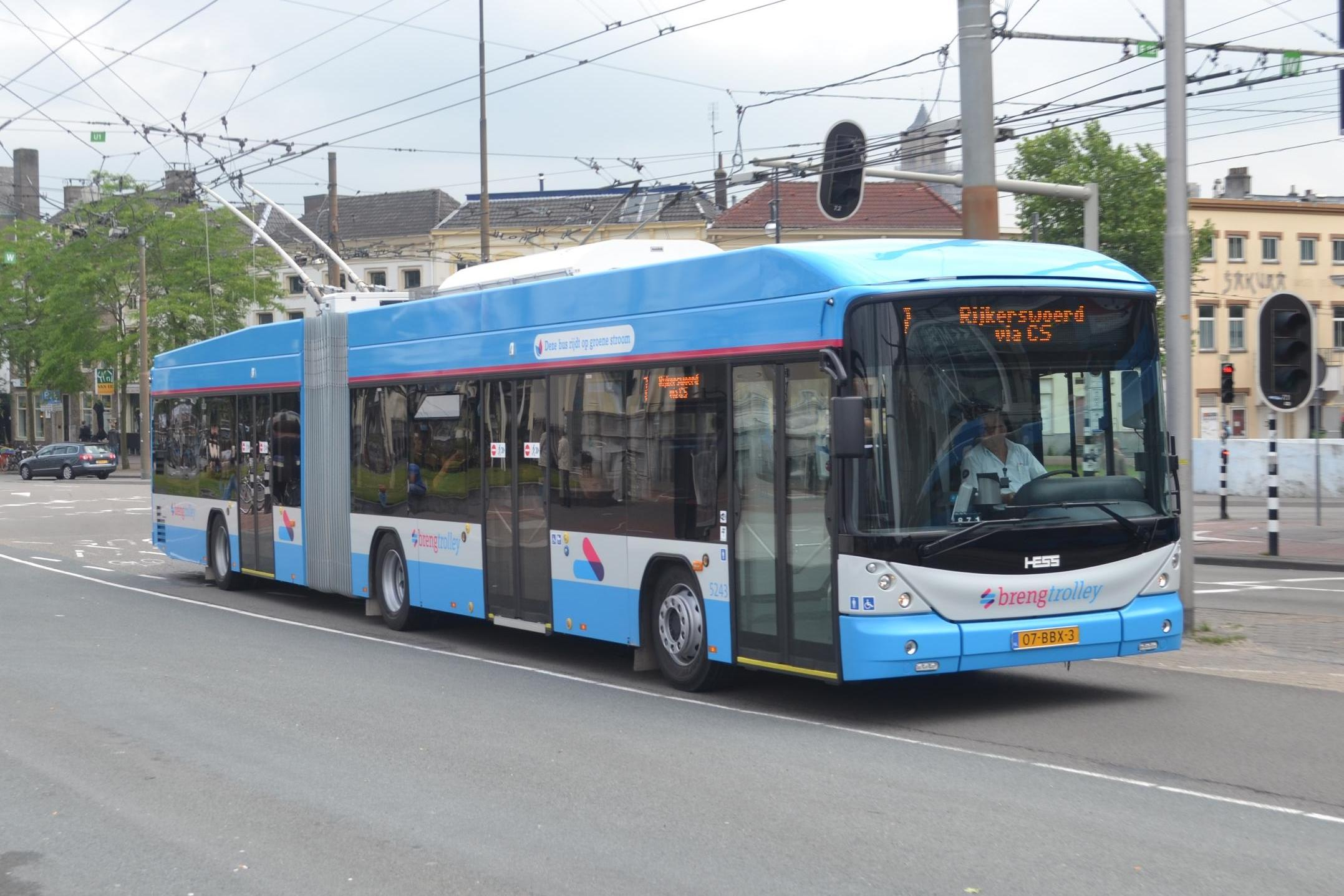
Een trolleybus in Arnhem

Het openbaar vervoer in Arnhem wordt gekenmerkt door het plaatselijke trolleybusnet, het enige nog bestaande trolleybusnetwerk in de Benelux en een van de grootste in West-Europa. De stad had tussen 1880 en 1944 een tramnet, maar na de Tweede Wereldoorlog kwamen de trams niet meer terug. Vanaf 1949 ging Arnhem over op trolleybussen. Hoewel voor de overige stadslijnen en het regionale busverkeer CNG-bussen worden gebruikt, maken de belangrijkste stadsbuslijnen in Arnhem gebruik van de trolleybus. Vanuit Arnhem Centraal rijden trolleybussen door een groot deel van de stad en naar Oosterbeek en Velp. Het busstation ligt op het Stationsplein bij het Centraal Station in het centrum. Sinds medio december 2009 hebben de bussen een nieuwe huisstijl en rijden ze onder de naam Breng.

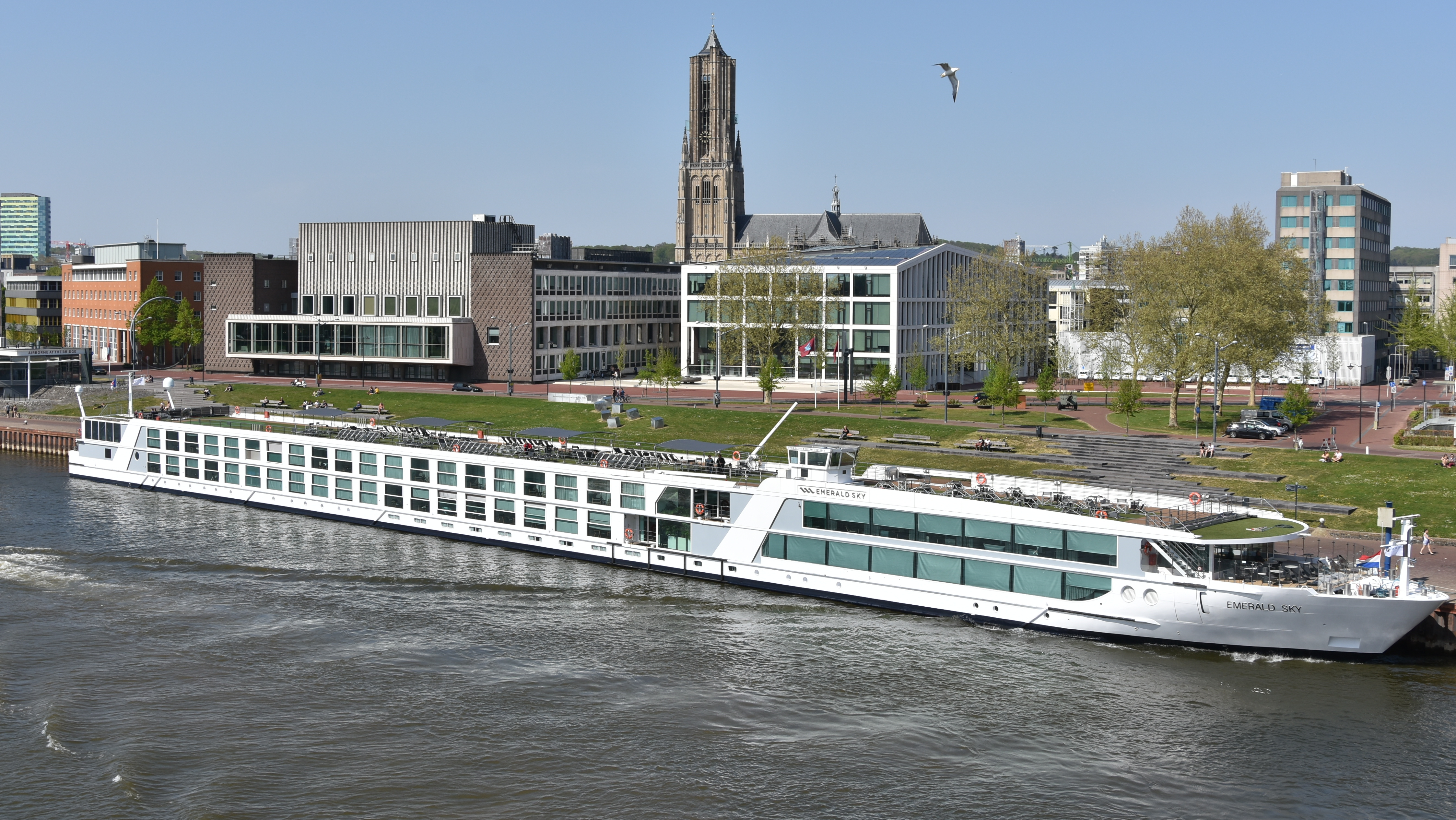
Een riviercruiseschip aan de Rijnkade

Arnhem heeft een eigen vliegbasis: Vliegbasis Deelen, dat iets ten noorden van de stad ligt. Het complex werd aangelegd kort voor de Eerste Wereldoorlog en werd door de Duitse bezetter tijdens de Tweede Wereldoorlog sterk uitgebreid. Na de bevrijding werd het een vliegbasis van de Koninklijke Luchtmacht. Deelen wordt sinds 1995 alleen nog tijdens oefeningen gebruikt. Een ander vliegveld is Nationaal Zweefvliegcentrum Terlet. Naast enkele zweefvliegclubs is op het vliegveld het Service Center Terlet gevestigd; hier kan men terecht voor onderhoud en keuringen van zweefvliegtuigen.

## Politiek en bestuur

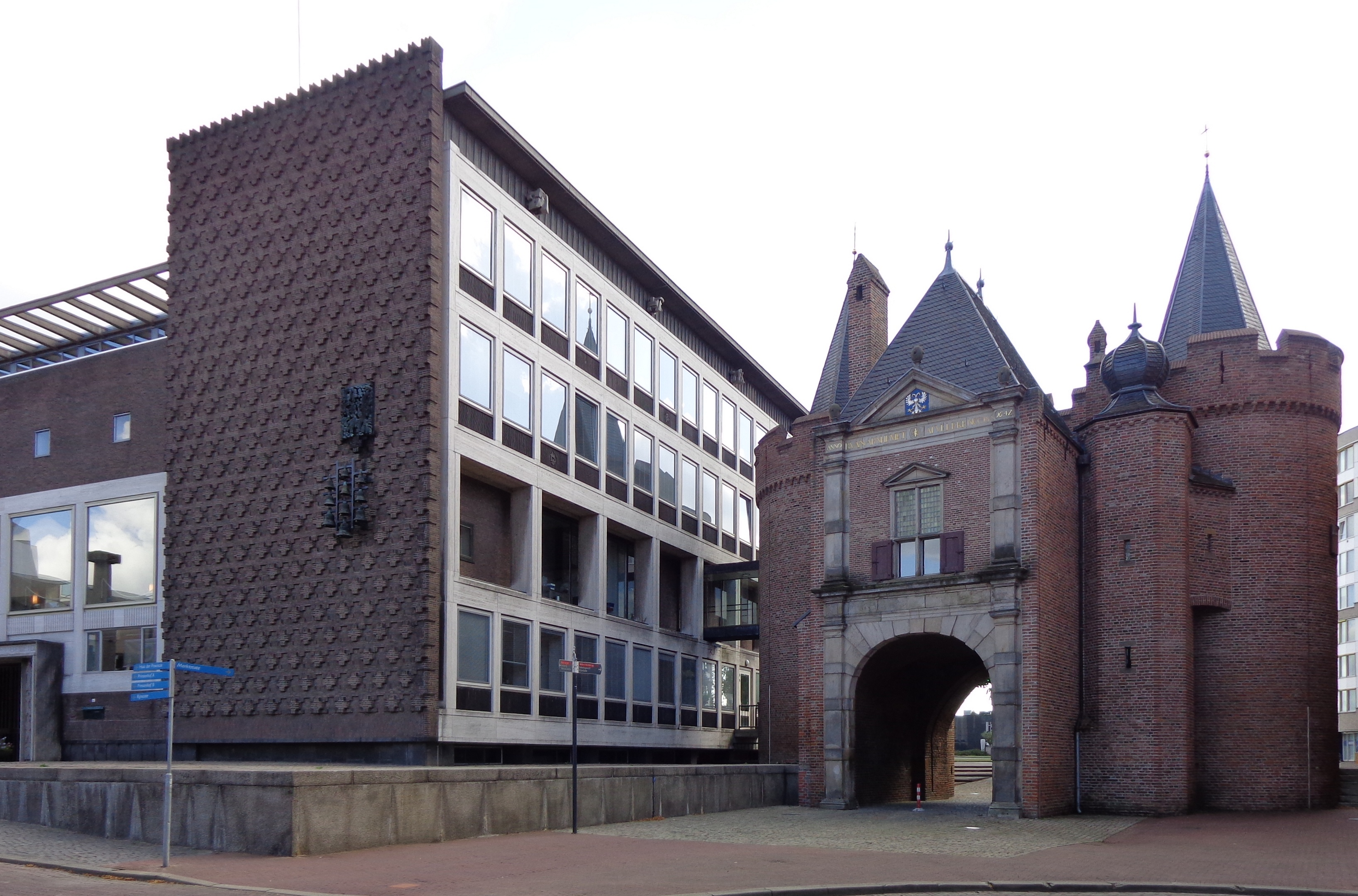
De Sabelspoort met het aangebouwde Provinciehuis

### Provinciebestuur
Sinds het jaar 1813 is Arnhem de provinciehoofdstad van Gelderland. Al in de vroege 14e eeuw speelt de stad een centrale rol in wat toen het Hertogdom Gelre was. In die periode kreeg Arnhem de beschikking over een rekenkamer en een rechtscollege. In 1579 werd de stad officieel de hoofdstad van Gelre. In 1585 ging Arnhem, als hoofdstad van het gewest Gelre, bij de Republiek der Zeven Verenigde Nederlanden horen. Als in 1813 het Koninkrijk der Nederlanden ontstaat, is het dan ook bijna logisch dat Arnhem de hoofdstad van de provincie Gelderland wordt.
De provincie Gelderland wordt bestuurd vanuit het provinciehuis (ook wel Huis der Provincie of Het Gelders Huis genoemd) aan de Grote Markt van Arnhem.

### Gemeente Arnhem
De gemeente Arnhem omvat naast de gelijknamige stad de dorpen Elden en Schaarsbergen, de buurtschappen De Praets en 't Vlot, en delen van de buurtschappen Terlet en Deelen. De dorpen worden echter als volwaardige stadswijken gezien.

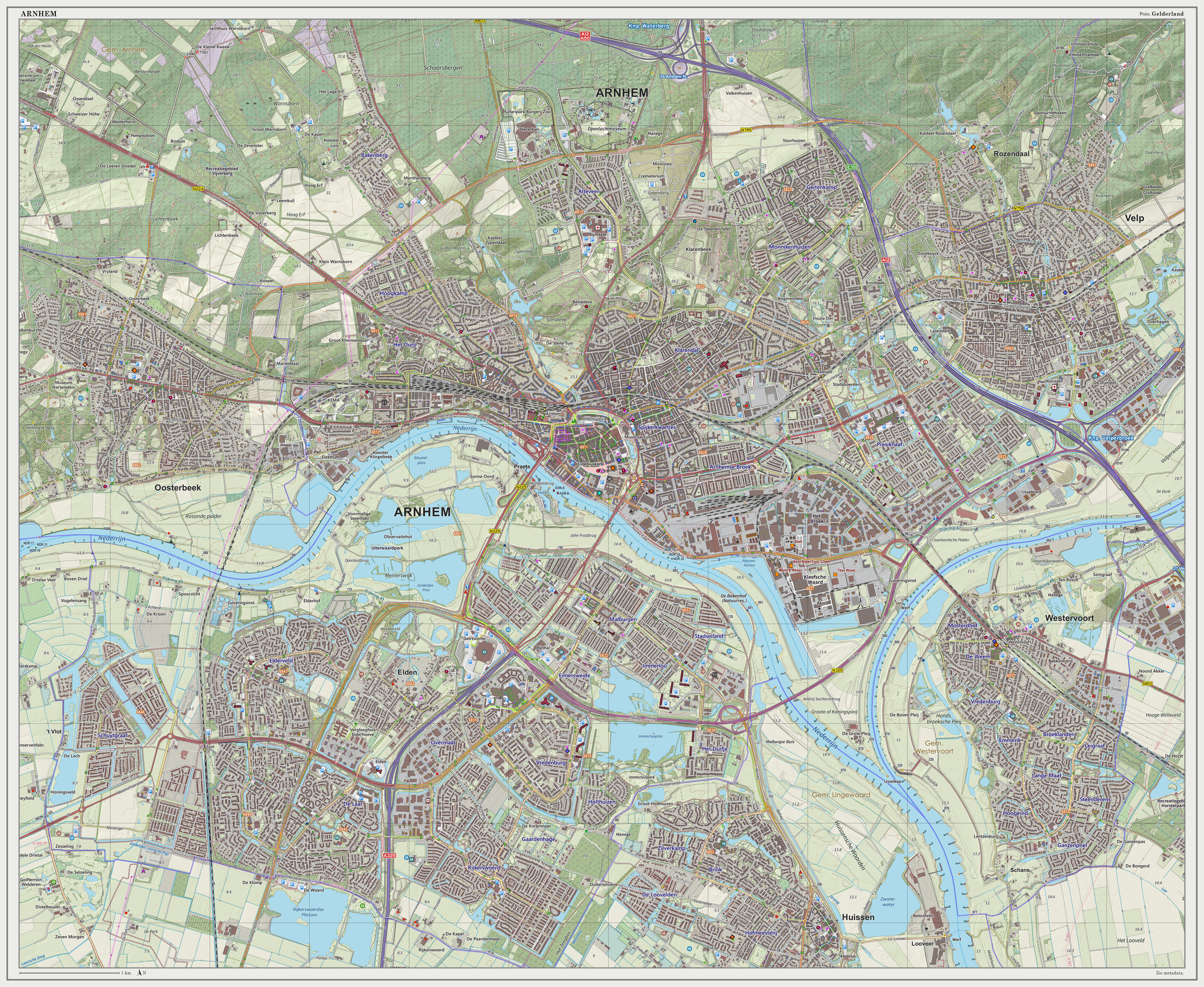
Arnhem
Elden
Schaarsbergen

### Gemeenteraad

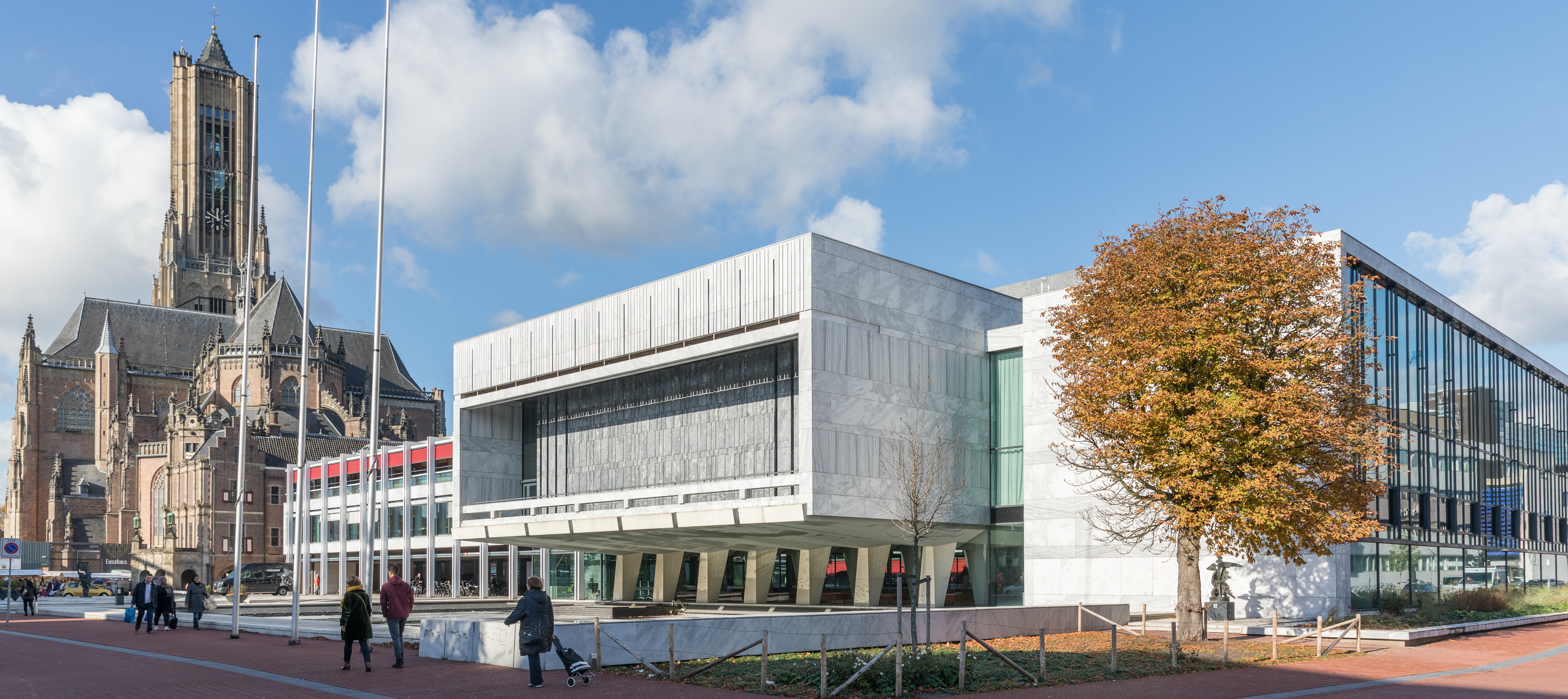
Het stadhuis van Arnhem

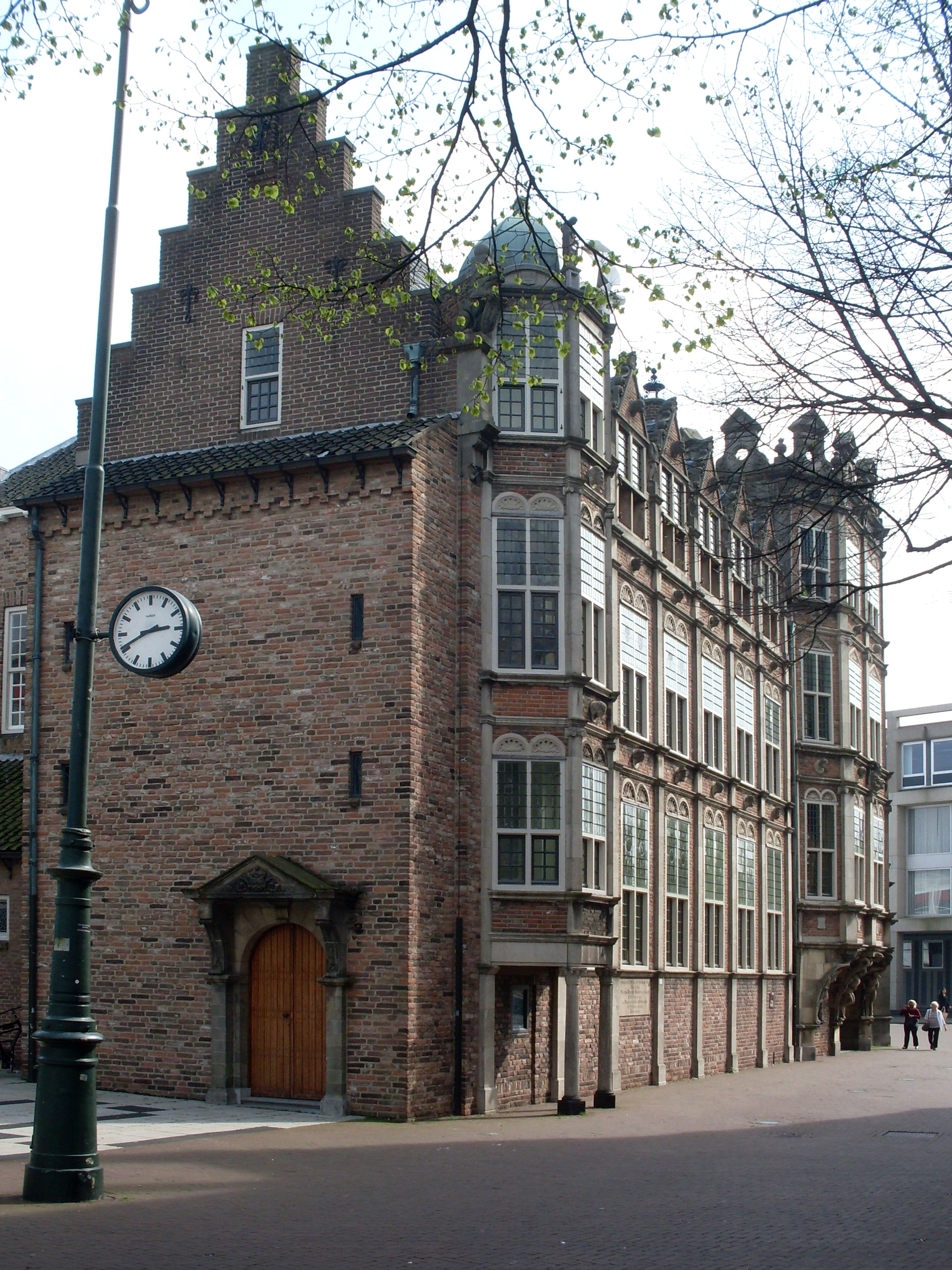
Het Duivelshuis is een onderdeel van het stadhuis. Hier bevindt zich de werkkamer van de burgemeester.

Hieronder de behaalde zetels per partij bij de gemeenteraadsverkiezingen sinds 1994 (collegepartijen vetgedrukt):
| Partij               | 1994 | 1998 | 2002 | 2006 | 2010 | 2014 | 2018 | 2022 |
| -------------------- | ---- | ---- | ---- | ---- | ---- | ---- | ---- | ---- |
| GroenLinks           | 4    | 5    | 4    | 4    | 5    | 46   | 7    | 7    |
| VVD                  | 6    | 7    | 6    | 5    | 6    | 4    | 6    | 5    |
| D66                  | 7    | 2    | 2    | 1    | 4    | 8    | 58   | 5    |
| Arnhem Centraal1     | -    | 3    | 5    | 3    | 3    | 2    | 38   | 4    |
| PvdA                 | 9    | 10   | 8    | 13   | 7    | 5    | 4    | 3    |
| PvdD                 | -    | -    | -    | -    | -    | 1    | 2    | 3    |
| SP                   | 2    | 4    | 3    | 6    | 7    | 8    | 3    | 2    |
| CDA                  | 7    | 6    | 5    | 4    | 3    | 3    | 2    | 2    |
| DENK3                | -    | -    | -    | -    | -    | 1    | 2    | 2    |
| Volt                 | -    | -    | -    | -    | -    | -    | -    | 2    |
| ChristenUnie2        | 1    | 1    | 1    | 1    | 1    | 27   | 2    | 1    |
| PVV                  | -    | -    | -    | -    | -    | -    | 2    | 1    |
| BurgerBelang Arnhem4 | -    | -    | -    | -    | -    | 1    | 1    | 1    |
| FvD                  | -    | -    | -    | -    | -    | -    | -    | 1    |
| Pro Arnhem5          | -    | -    | 4    | 2    | 2    | -    | -    | -    |
| Trots op Nederland   | -    | -    | -    | -    | 1    | -    | -    | -    |
| Stadspartij          | 2    | 1    | 1    | -    | -    | -    | -    | -    |
| CD                   | 1    | -    | -    | -    | -    | -    | -    | -    |
| Totaal               | 39   | 39   | 39   | 39   | 39   | 39   | 39   | 39   |

1. Tot 24 juni 2016 Zuid Centraal geheten.
2. De ChristenUnie deed in 1994 en 1998 mee als combinatie RPF/GPV.
3. In 2018 gingen DENK en Verenigd Arnhem samen de gemeenteraadsverkiezingen in onder de naam DENK Verenigd Arnhem.
4. Tot december 2022 Arnhemse Ouderen Partij geheten.
5. In 2002 nam Pro Arnhem deel aan de verkiezingen onder de naam Leefbaar Arnhem.
6. Aanvankelijk behoorde GroenLinks tot de collegedragende partijen, door een meningsverschil over het al dan niet mogelijk maken van woningbouw in Stadsblokken-Meinerswijk stapte zij in oktober van 2015 uit het college.[17]
7. Na het opstappen van GroenLinks werd ChristenUnie onderdeel van de coalitie. In juni van 2017 stapte zij uit het college, een gebrek aan samenwerking, waarbij discussie over de tippelzone de spreekwoordelijke druppel was volgens de partij.[18]
8. Op 4 maart 2021 werd D66 uit de coalitie gezet door de andere coalitiepartijen (GroenLinks, VVD & PvdA).[19] Op 22 maart 2021 werd een nieuwe coalitie gevormd met Arnhem Centraal.[20]

### College van B&W

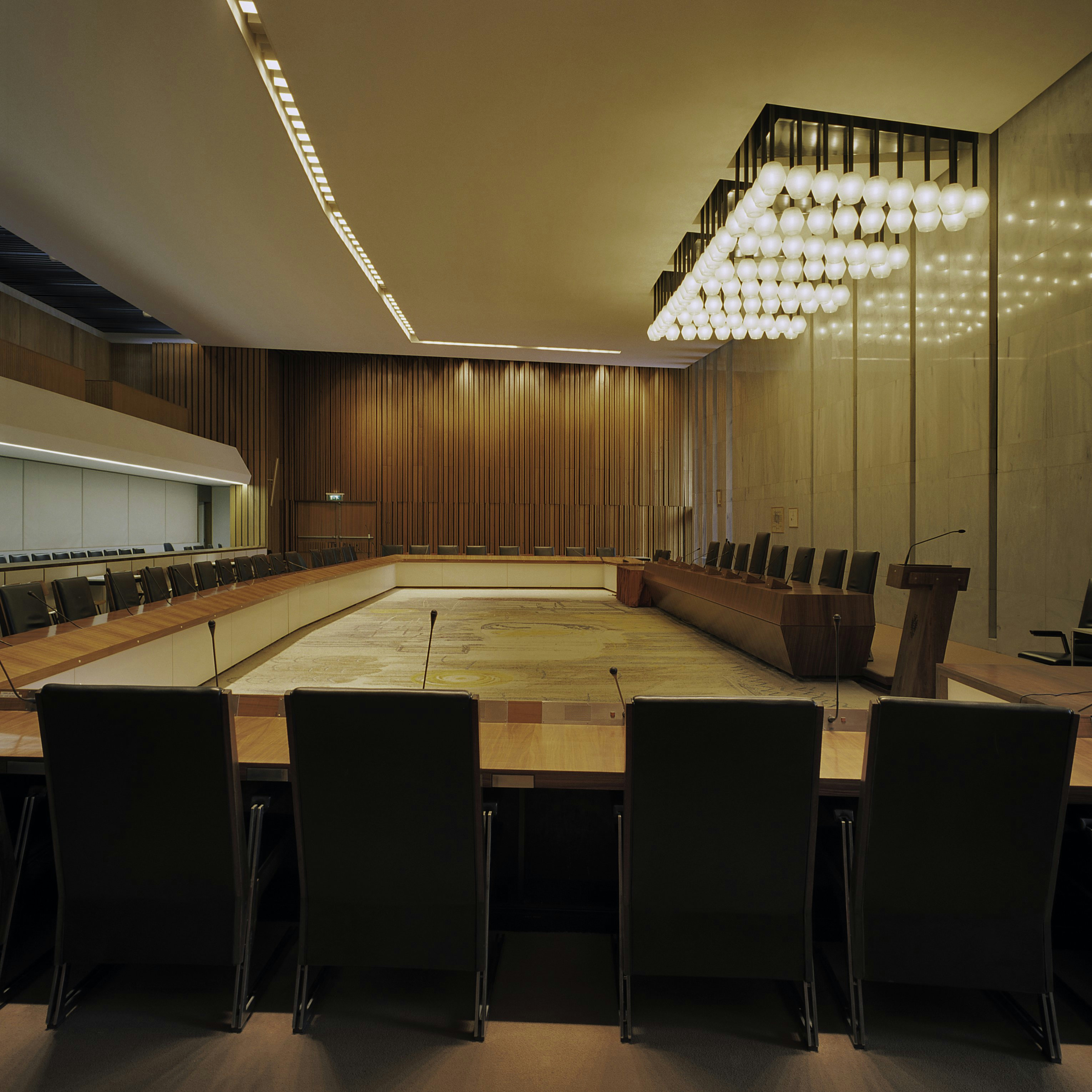
De raadszaal van het stadhuis

Het college van burgemeester en wethouders voor de periode 2022-2026 wordt gevormd door een coalitie van GroenLinks, D66, Arnhem Centraal, Partij voor de Dieren, PvdA en Volt. Ahmed Marcouch (PvdA) is sinds 1 september 2017 burgemeester van Arnhem.
De volgende personen maken deel uit van het bestuur:
| College van burgemeester en wethouders | College van burgemeester en wethouders | College van burgemeester en wethouders |
| -------------------------------------- | -------------------------------------- | --- |
| Burgemeester                           | Ahmed Marcouch (PvdA)                  | Openbare orde en veiligheid, Handhaving (onderdeel openbare orde en veiligheid), Veiligheidshuis, Regionale samenwerking (burgemeesterstaken), G32 Algemeen Bestuur, Externe relaties, Lobby, Integriteit, Herdenken |
| Wethouders                             | Cathelijne Bouwkamp (GroenLinks)       | 1e locoburgemeester, Arnhem-Oost aanpak, Cultuur, Groen en klimaatadaptatie in de stad, Duurzaamheid, inclusief energietransitie gebouwde omgeving en grootschalige opwek (exclusief energietransitie bedrijven en industrie en duurzame mobiliteit), Stedelijke ontwikkeling en ruimtelijke ordening (inclusief Omgevingswet), Wijkwethouder Presikhaaf                                                                                    |
| Wethouders                             | Nermina Kundić (D66)                   | 2e locoburgemeester, Onderwijs, Jeugd en Jeugdzorg, Mobiliteit, Economische Zaken, Duurzaamheid bedrijven en mobiliteit, Communicatie en citymarketing, Toerisme en recreatie (uitgezonderd Slag om Arnhem en Herinneren en Vrijheid), Regionale samenwerking (naast de rol van de burgemeester), Projecten Kleefse Waard en Stadsblokken Meinerswijk, Wijkwethouder Alteveer, Cranevelt, Geitenkamp, Monnikenhuizen, Velperweg en omgeving |
| Wethouders                             | Bob Roelofs (Arnhem Centraal)          | 3e locoburgemeester, Burgerparticipatie, Openbare Ruimte, Binnenstad, Sport, Evenementen, Afval, Erfgoed (inclusief Slag om Arnhem en Herinneren en Vrijheid), Ouderen, Publieke dienstverlening, Wijkwethouder Centrum, Spijkerkwartier, Arnhemse Broek |
| Wethouders                             | Eva van Esch (Partij voor de Dieren)   | 4e locoburgemeester, Natuur en stadsparken, Water, milieu en luchtkwaliteit, Dierenwelzijn en biodiversiteit, (stads)Landbouw, Omgevingsdienst, vergunningen en handhaving, Wet Maatschappelijke ondersteuning (WMO), sociale wijkteams, Wijkwethouder Heijenoord-Lombok, Klarendal, Sint Marten-Sonsbeek, Transvaalbuurt, Burgemeesterswijk, Penseelstreek, Hoogstede / Klingelbeek, Schaarsbergen                                         |
| Wethouders                             | Mark Lauriks (PvdA)                    | 5e locoburgemeester, Werk en Inkomen (inclusief Toeslagenaffaire), Wijken en Wijkgericht Werken, Leefbaarheid, Welzijn (inclusief vrijwilligersbeleid en jongerenwerk), Armoedebeleid, Schulddienstverlening, Wijkwethouder Malburgen, Elden en De Laar |
| Wethouders                             | Paul Smeulders (GroenLinks)            | 6e locoburgemeester, Financiën, Wonen, Grondzaken, Gemeentelijk vastgoed, Asiel, Vluchtelingen en inburgering, Wijkwethouder Rijkerswoerd, Kronenburg, Vreedenburg |
| Wethouders                             | Maurits van de Geijn (Volt)            | 7e locoburgemeester, Inclusie (inclusief diversiteit en emancipatie), Digitalisering, Automatisering, Privacy, Bedrijfsvoering, Inkoop, P&O, Internationale samenwerking, Maatschappelijke Opvang, Vrouwenopvang, Huiselijk Geweld en Kindermishandeling, Publieke Gezondheid en GGD, Wijkwethouder Elderveld, Schuytgraaf |
| Gemeentesecretaris                     | Jan Herman de Baas                     | Schakel tussen het college van B&W en de ambtelijke organisatie, Algemeen directeur van het directieteam |

### Stedenbanden
Arnhem heeft stedenbanden met de volgende steden:
- Croydon (Verenigd Koninkrijk), sinds 1946
- Gera (Duitsland), sinds 1987

De gemeente had sinds 1999 een stedenband met Wuhan, maar verbrak deze in 2021 vanwege de Oeigoerse genocide door China.

### Zorg, veiligheid en recht

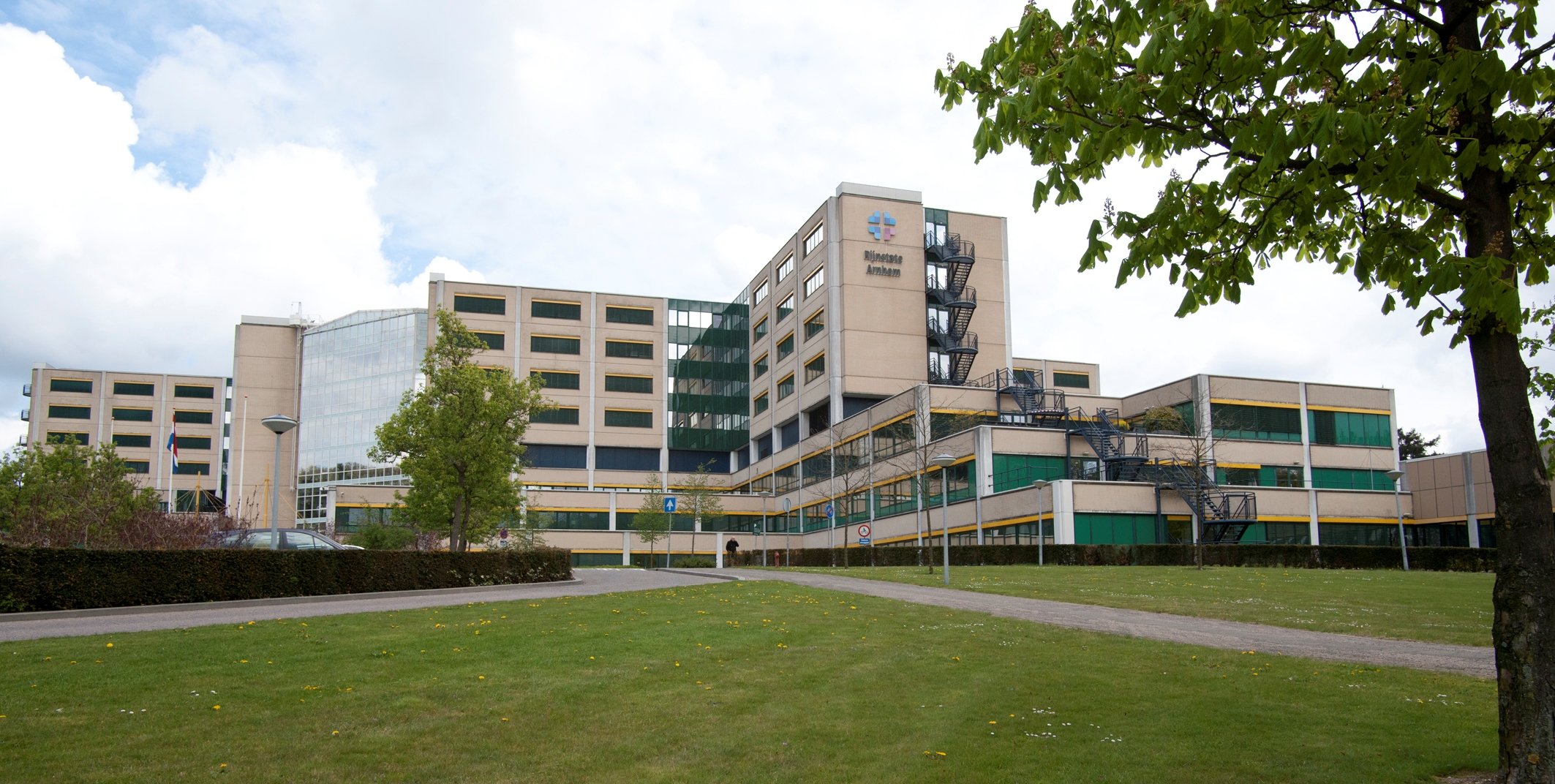
Ziekenhuis Rijnstate

Rijnstate is een algemeen ziekenhuis in de regio Arnhem. De hoofdvestiging van het ziekenhuis bevindt zich in Arnhem-Noord. In Velp, Zevenaar en Arnhem-Zuid (polikliniek met laboratorium en diverse paramedische instellingen) bevinden zich nevenlocaties. Er werken bijna 5.000 personen, verdeeld over 5 locaties. Het heeft een verzorgingsgebied van circa 450.000 inwoners. Het ziekenhuis heeft een opleidingsstatus voor 21 medisch-specialistische opleidingen en voor klinische chemie, klinische farmacie, spoedeisende geneeskunde en klinische psychologie.
Vroeger bezat Arnhem drie ziekenhuizen: het Gemeenteziekenhuis (met Irene kinderziekenhuis), het St. Elisabeth Gasthuis en
het Diaconessenziekenhuis. In 1986 fuseerden het St. Elisabeths Gasthuis en het Gemeenteziekenhuis tot De Malberg. Na de fusie met het Diaconessenhuis in 1988 ontstond het Ziekenhuis Rijnstate, met 843 bedden en met 5.300 medewerkers. In 2001 fuseerden Ziekenhuis Rijnstate Arnhem, Ziekenhuis Velp, Ziekenhuis Zevenaar en twee verpleeghuizen tot de Alysis Zorggroep. Op 1 januari 2011 zijn de verpleeghuizen uit Alysis getreden en zelfstandig verdergegaan. De ziekenhuizen gingen verder onder de naam Rijnstate.
In de 19e eeuw ontstond de Johanna KinderFonds in de bossen van Arnhem-Noord, waar dichtbij in de jaren 1960 door de tv-actie van Mies Bouwman en Arie Klapwijk een woongemeenschap voor gehandicapten uit voortkwam (Het Dorp). Later is daar door fusies het revalidatiecentrum Klimmendaal bijgekomen. In de bossen vlak bij Papendal ligt vakantieoord Stichting Bio Kinderrevalidatie wat oorspronkelijk ook als revalidatiecentrum begon en dat nu een regionale mytylschool en een vakantiepark voor gezinnen met (meervoudig) gehandicapte kinderen, plus een manege omvat.

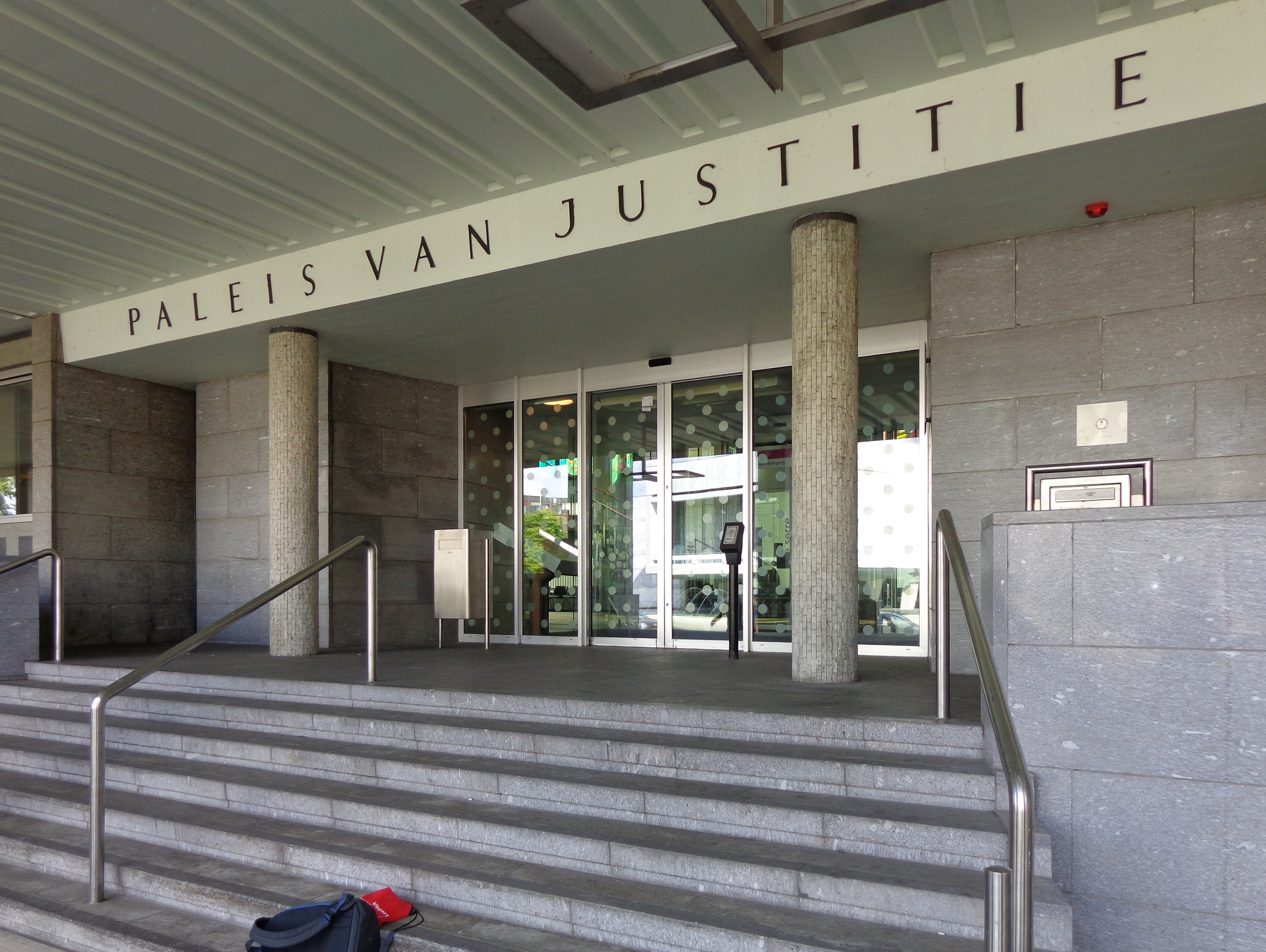
Paleis van Justitie in Arnhem

De brandweer heeft een kazerne aan de Rietgrachtstraat (uitrit aan de Eusebiusbuitensingel) voor Arnhem-Centrum, Arnhem-Noord en Westervoort. Een kleinere kazerne staat aan de Groningensingel, in de wijk Vredenburg. De ambulance heeft haar hoofdpost aan de Meander (industrieterrein IJsseloord2) en een dependance op de brandweerkazerne aan de Rietgrachtstraat. De Meldkamer van de Ambulance en Brandweer zijn gevestigd in de Gezamenlijke MeldKamer van de Regio in het politiebureau aan de Beekstraat in Arnhem. In Arnhem-Noord bevindt zich het hoofdbureau van de nationale politieregio Oost-Nederland.
In het centrum staat het Paleis van Justitie. Arnhem heeft één gevangenis: de penitentiaire inrichting Arnhem-Zuid, ook wel de "bluebandbajes" genoemd, vanwege het blauwe randje op het gebouw, in de wijk Malburgen-Immerloo. In Arnhem-Noord fungeerde de Koepel, officieel: penitentiaire inrichting De Berg tot 2013 als gevangenis.

## Cultuur

### Kunst

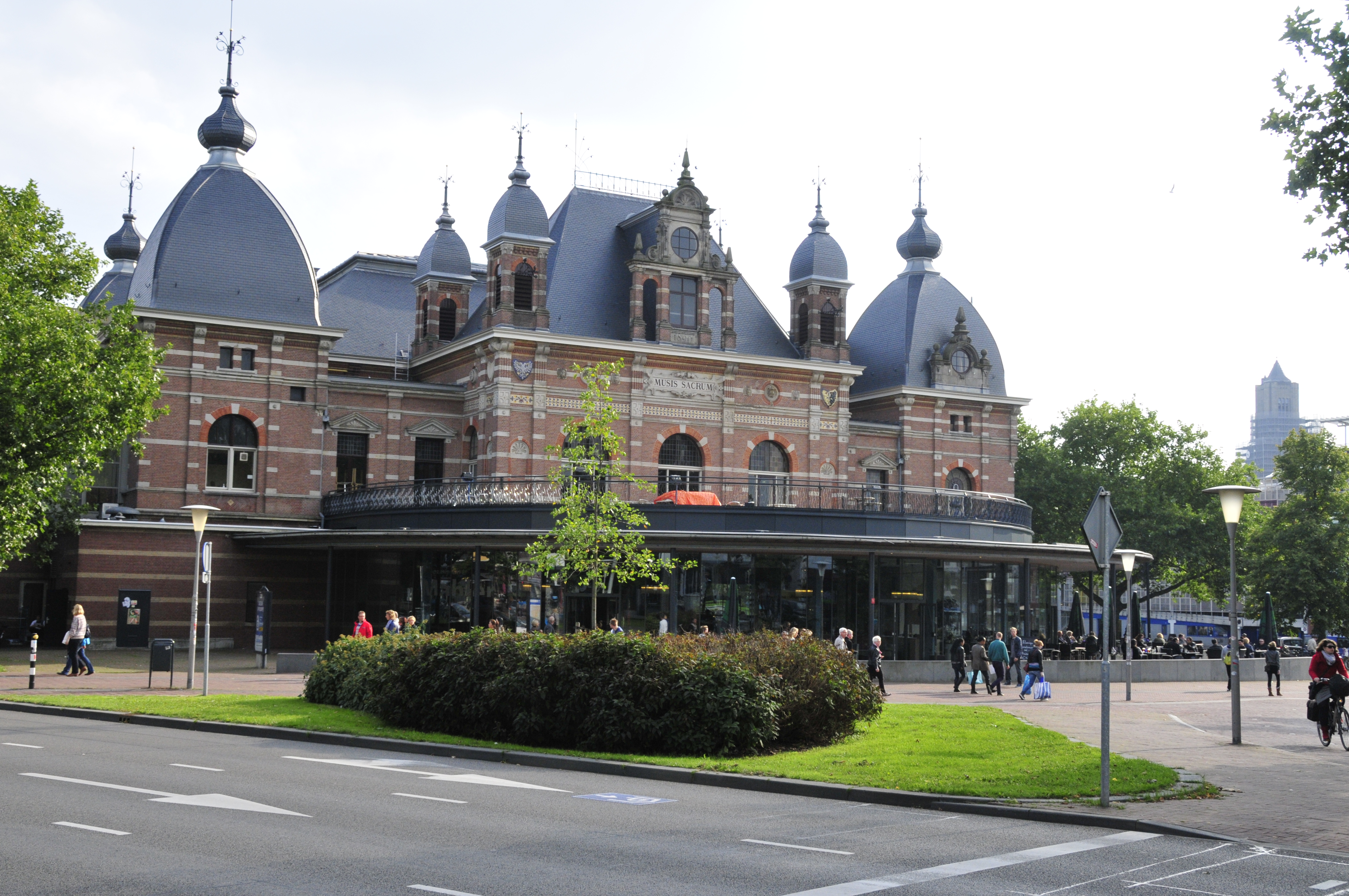
Musis Sacrum

De stad telt meerdere theaters, waarvan het Stadstheater Arnhem het belangrijkste is. Dit theater doet dienst als schouwburg en als concertzaal. Musis Sacrum op het Velperplein is het vaste concertgebouw van Phion, het orkest van Gelderland en Overijssel. Theater aan de Rijn, KAB Posttheater, Huis van Puck, Theater Het hof, Theater aan de Rijn, Theater Huis Oostpool, Theater de Plaats en Theater de Leeuw zijn kleinere podia. Toneelgroep Oostpool is een van de vier grotere toneelgezelschappen van Nederland. Net als Phion, Philharmonie Gelre en het professionele dansgezelschap Introdans is Oostpool gevestigd in Arnhem. Arnhem heeft ook twee theaterfestivals: Hoogte 80 en Sonsbeek Theatre Avenue.
Luxor Live is een centrum voor popmuziek in Arnhem, met Willemeen en de Jacobiberg als kleinere podia voor amateurs en beginnende bandjes. Ook zijn er concerten in het GelreDome met een capaciteit voor 40.000 bezoekers. Filmhuizen in de stad zijn Focus filmtheater en de bioscopen Vue Eurocinema en Pathé Arnhem.

### Uitgaansleven

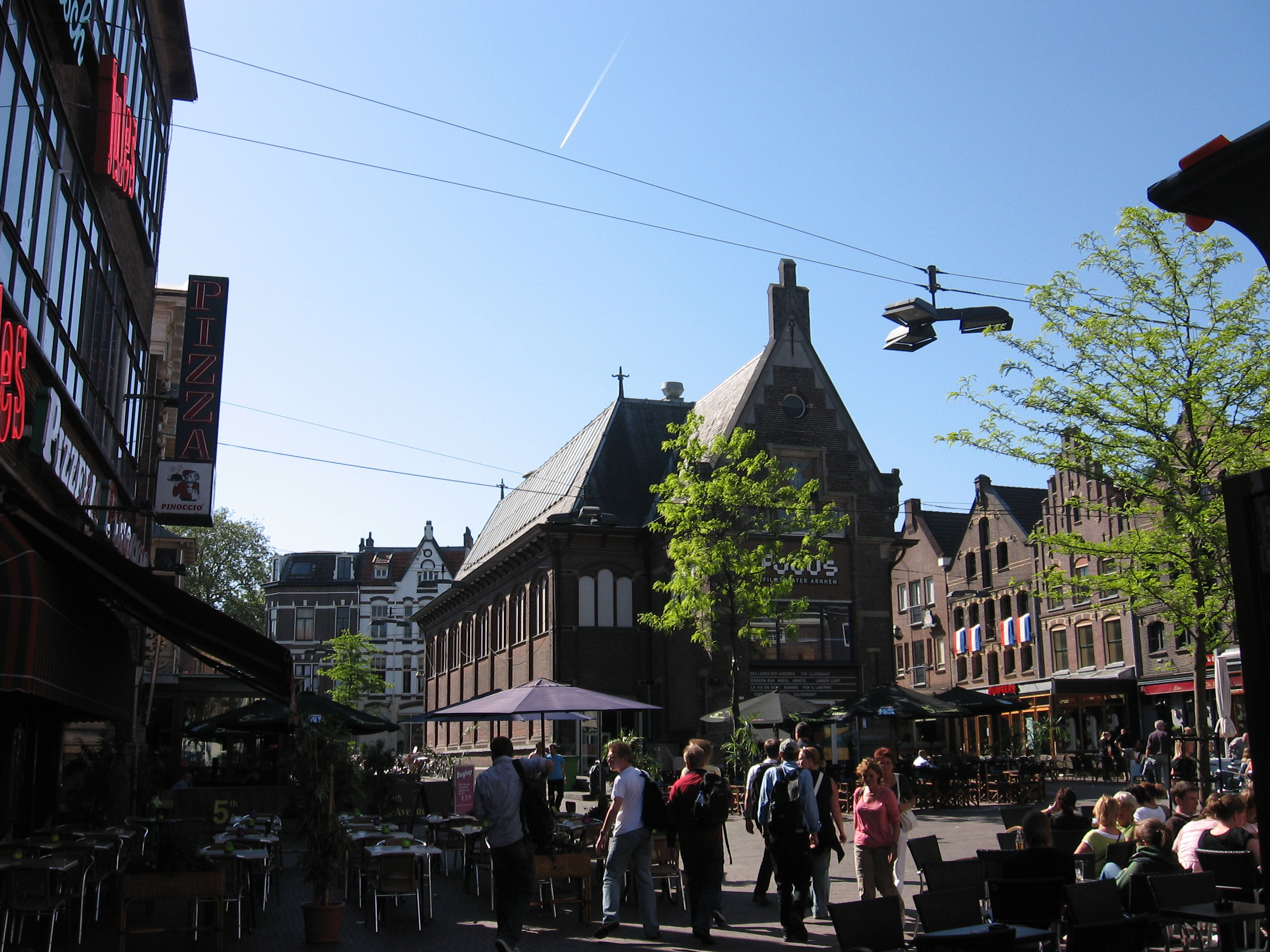
De Korenmarkt is een uitgaanscentrum.

Centraal gelegen in de stad bevinden zich de Korenmarkt en de Varkensstraat met voornamelijk grand cafés, discotheken, clubs en grote terrassen. De Korenbeurs is omgebouwd tot een foodhal. Aan de zuidkant van het centrum ligt de Rijnkade, ingericht met terrassen tijdens de zomermaanden. Ook op het Jansplein, Willemsplein, Audrey Hepburnplein en het Jonas Daniël Meijerplaats bevinden zich onder meer enkele restaurants en cafés. Bij het Centraal Station op het Stationsplein zijn grand cafés, terrassen, restaurants en een bioscoop te vinden, net als op het Velperplein.
De prostitutie in Arnhem bestond uit raamprostitutie in en rond het Spijkerkwartier, maar in 2006 liet de gemeente al deze ramen sluiten. Daarnaast is er een officiële tippelzone aan de Oude Veerweg.

### Arnhemse Meisjes
Een lokale lekkernij, verbonden met de naam Arnhem, maar ook bekend buiten de stad, zijn de Arnhemse Meisjes. Dit zijn ovale hardgebakken koekjes van bladerdeeg die rijkelijk zijn bestrooid met suiker. De koekjes werden voor het eerst gebakken in 1829 door de bakker Hagdorn. 
Toen de Britse schrijver Roald Dahl in de jaren 80 een bezoek aan Arnhem bracht om in de  Arnhemse Kinderboekenwinkel zijn werk te laten signeren, vielen deze koekjes bij hem bijzonder in de smaak. Met de bakker regelde hij vervolgens dat die hem het geheime recept overhandigde.

### Beschermd stadsgezicht, monumenten en andere bezienswaardigheden

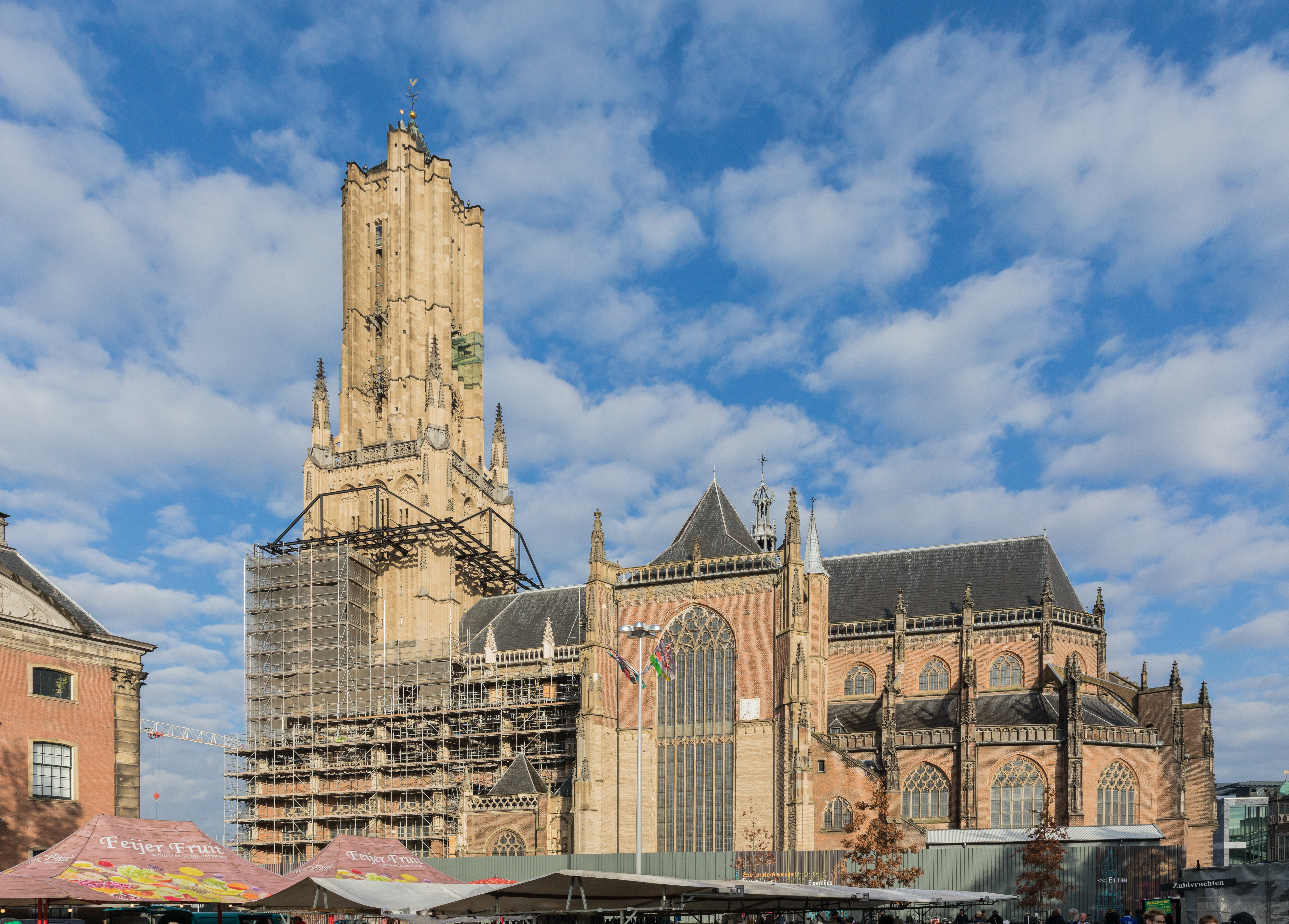
De Sint-Eusebiuskerk

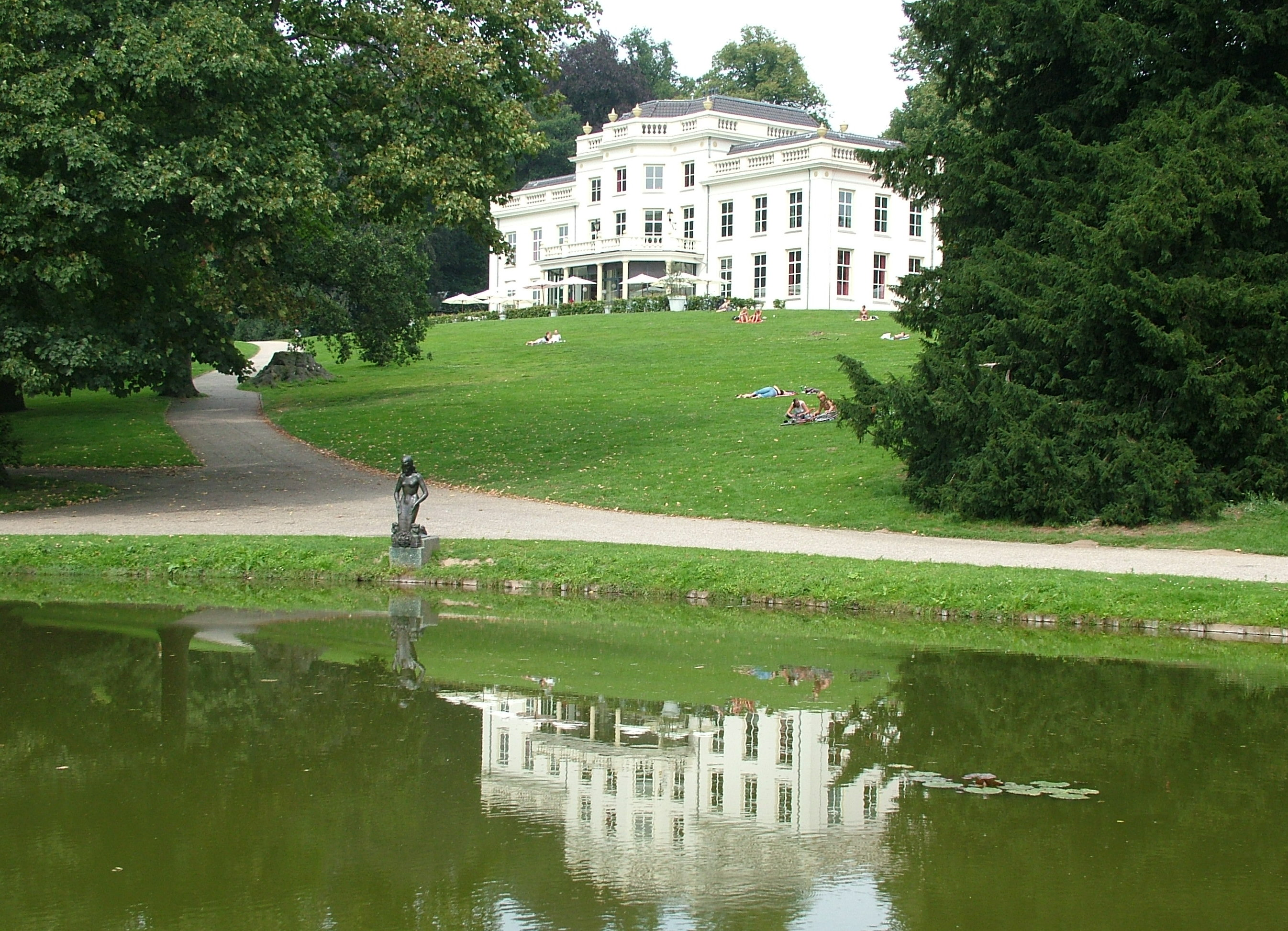
Huis Sonsbeek in het Park Sonsbeek

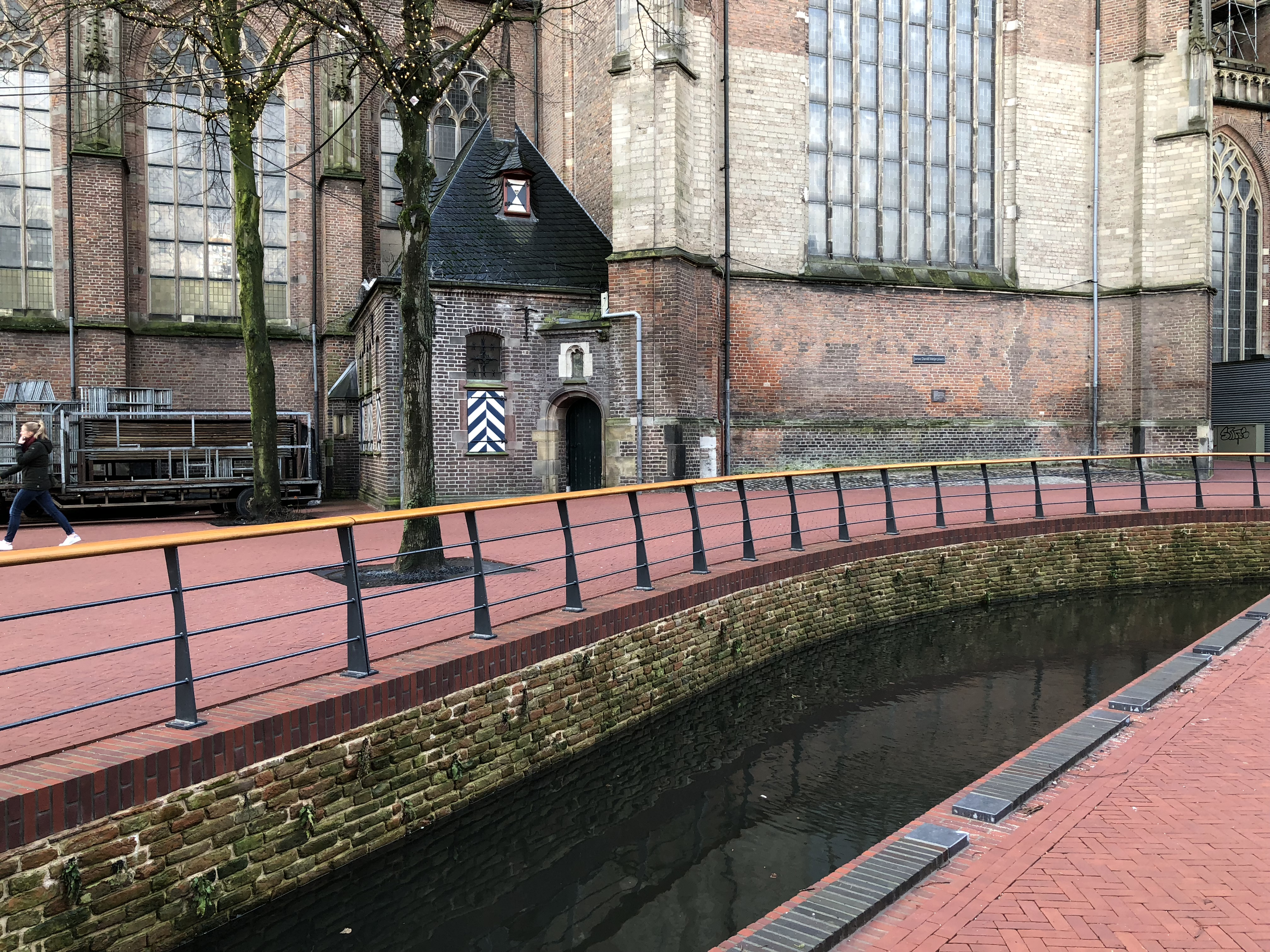
De Sint-Jansbeek in het oude centrum van Arnhem

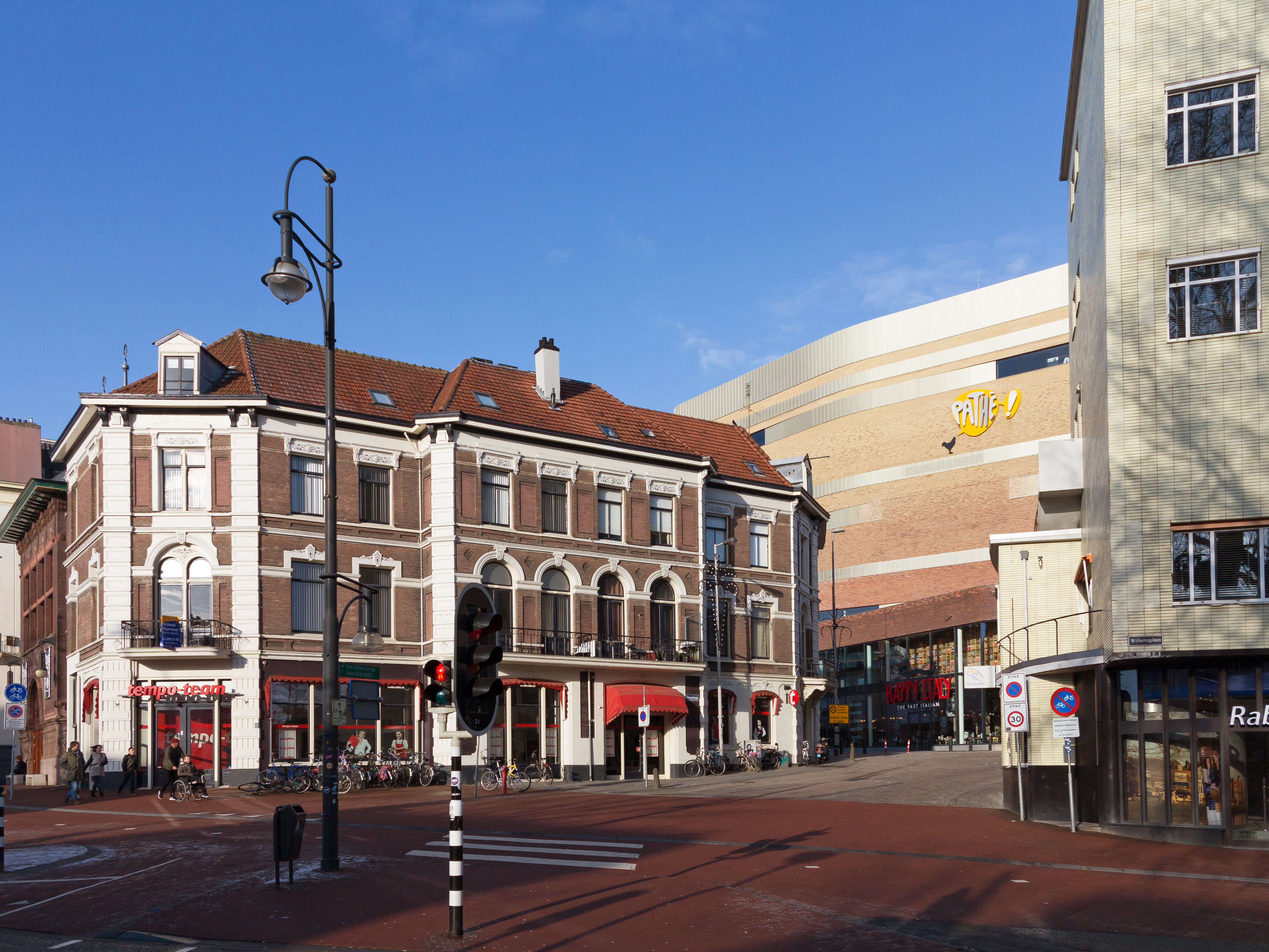
Nieuwe Stationsstraat

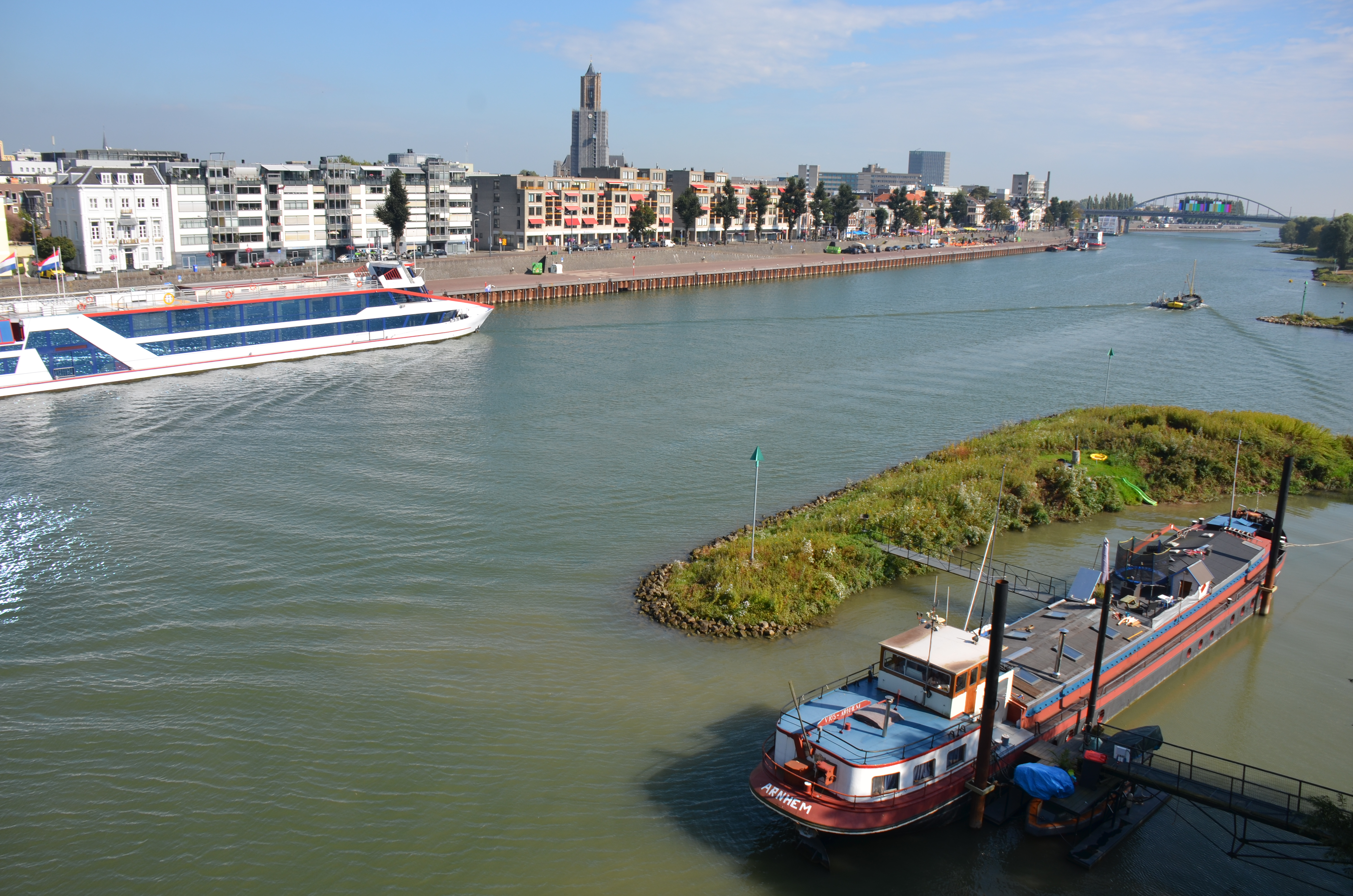
Rijnkade

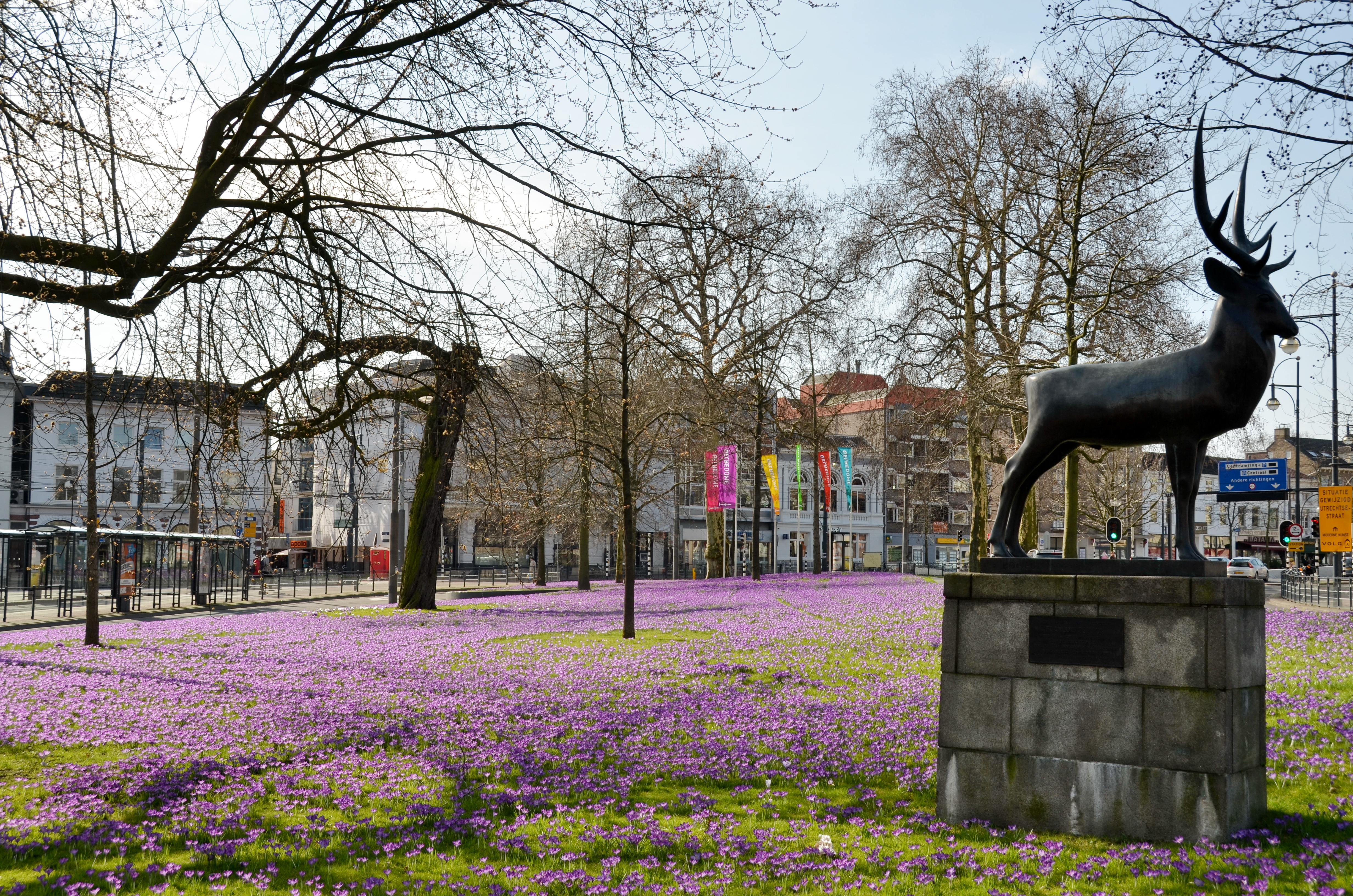
Willemsplein

Verschillende delen van Arnhem zijn een beschermd stadsgezicht: Geitenkamp, Mussenberg, Patrimoniumbuurt-Vogelwijk, Sonsbeekkwartier-Noord, Sonsbeekpark e.o., Spijkerkwartier / Boulevardkwartier en Van Verschuerwijk. Verder zijn er in Arnhem honderden rijksmonumenten, gemeentelijke monumenten, en een aantal oorlogsmonumenten, zie:
- Lijst van rijksmonumenten in Arnhem
- Lijst van gemeentelijke monumenten in Arnhem
- Lijst van oorlogsmonumenten in Arnhem

De Grote of Eusebiuskerk vormt sinds de 15e-16e eeuw het middelpunt van Arnhem. De Eusebius is bekend als een voorbeeld van de laatgotiek in Nederland. Vooral de overvloed aan beeldhouwwerk, zowel binnen als buiten, is uniek. De belangrijkste bouwheer van de Eusebiuskerk was Karel van Egmond, hertog van Gelre en graaf van Zutphen (1467-1538). Zijn praalgraf bevindt zich in de kerkzaal, evenals zijn wapenrusting wat tevens het oudste harnas van Nederland is. In de kerkzaal staan meer historische objecten zoals de Salvatorklok uit 1539, een 16e-eeuws fresco, de spreekstoel en het Strumphlerorgel. Vanuit de kerkzaal zijn de fundamenten van de voorloper van de Eusebius te bezoeken (de St. Maartenskerk uit 1000-1100) en de grafkelders met onder andere de skeletten van drie neven van Willem van Oranje. De toren van de Eusebius beschikt over een panoramalift.
De Sint Martinuskerk is een rooms-katholieke kerk in de Steenstraat bij het Velperplein in de Nederlandse stad Arnhem. De kerk is vernoemd naar Martinus van Tours. Het is tegenwoordig een rijksmonument.

### Musea

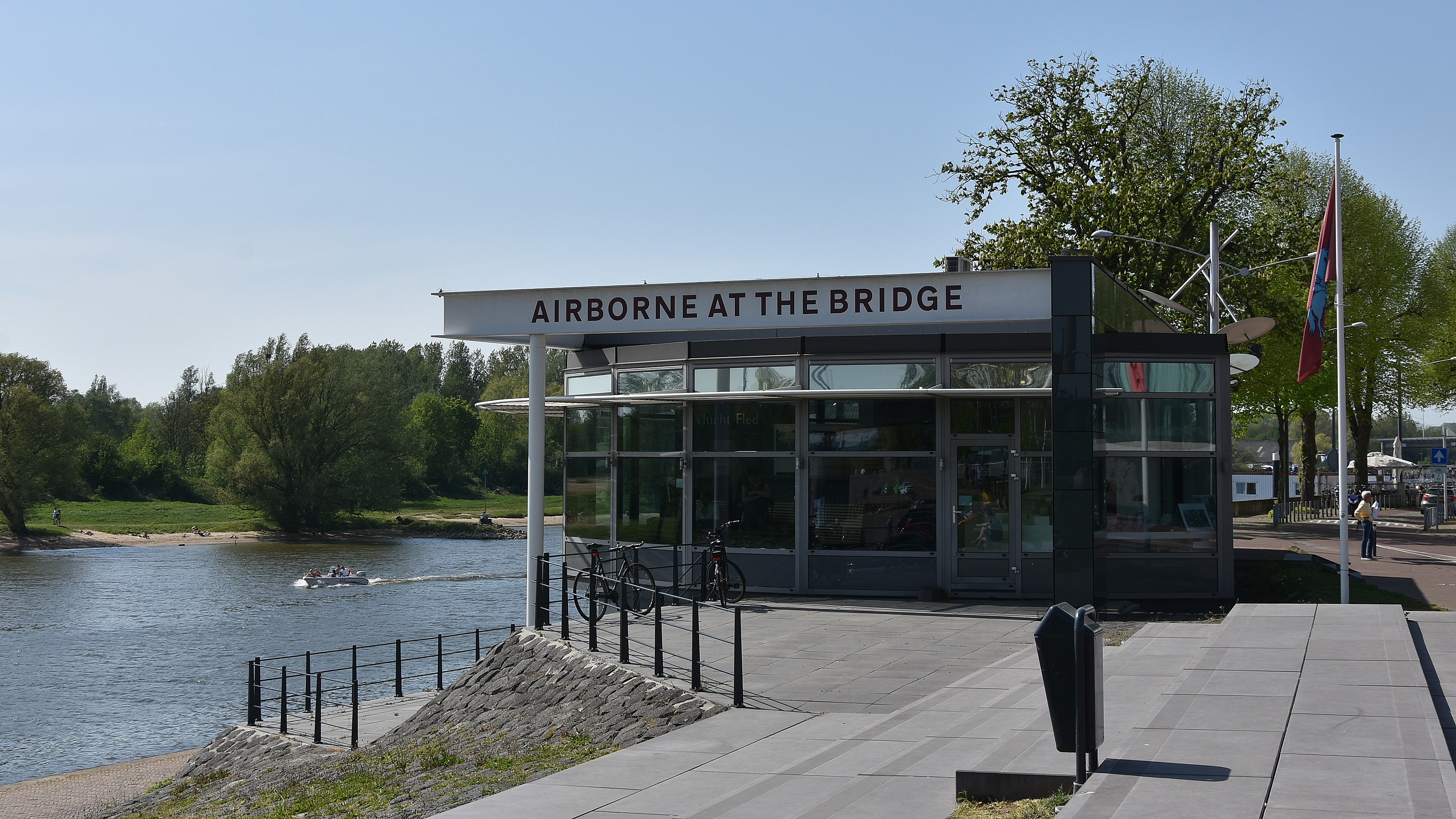
Airborne at the Bridge

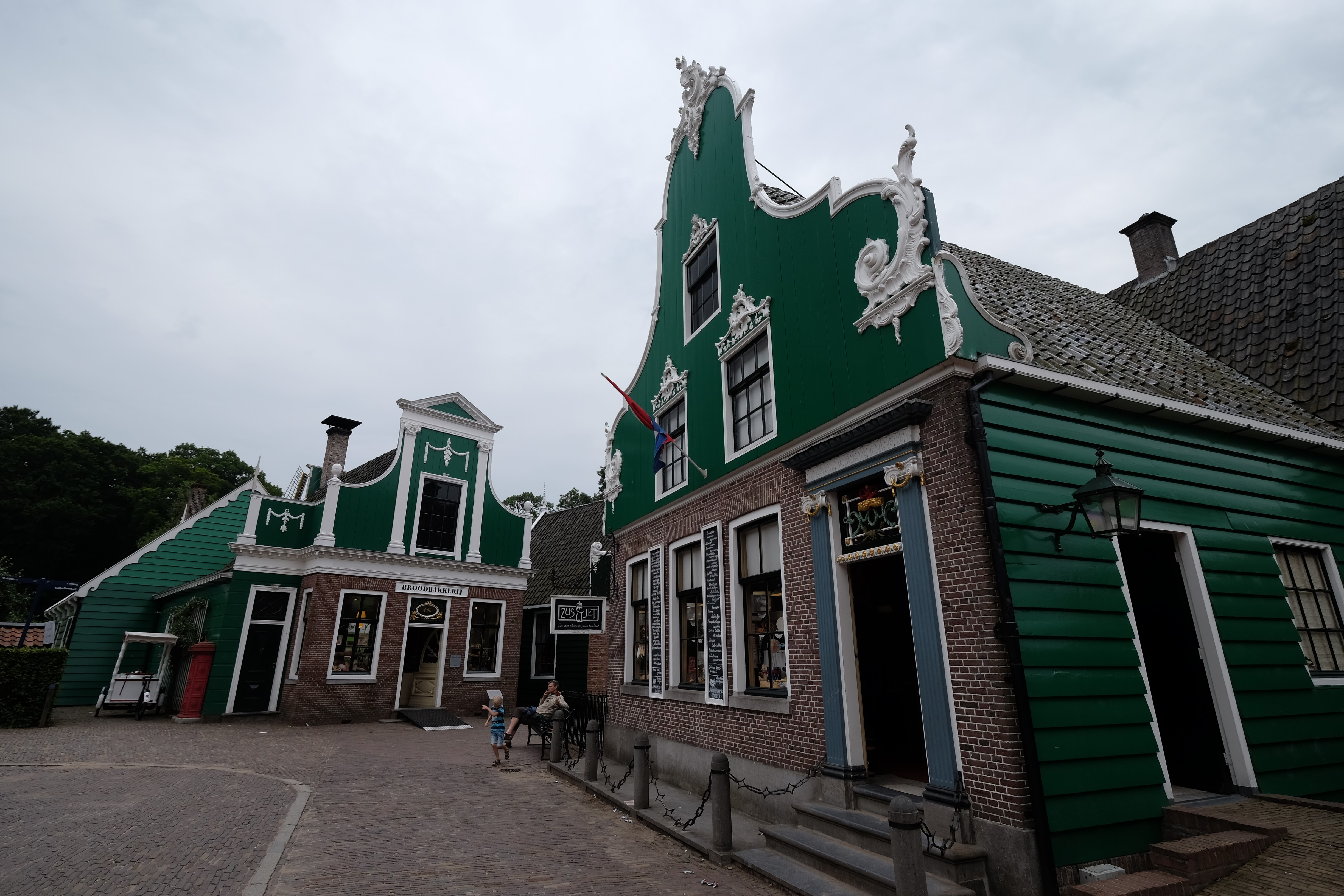
Nederlands Openluchtmuseum

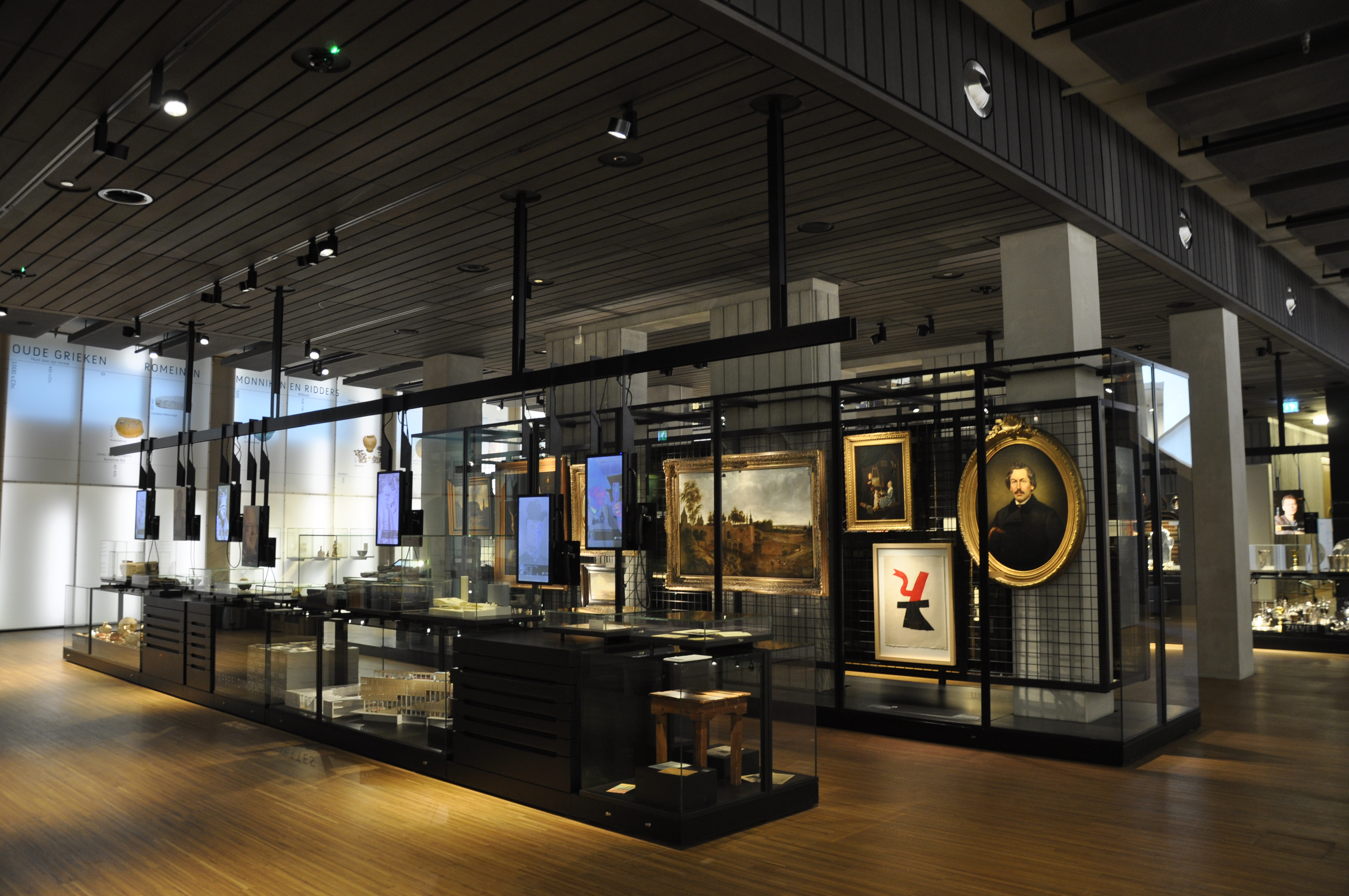
Erfgoedcentrum Rozet

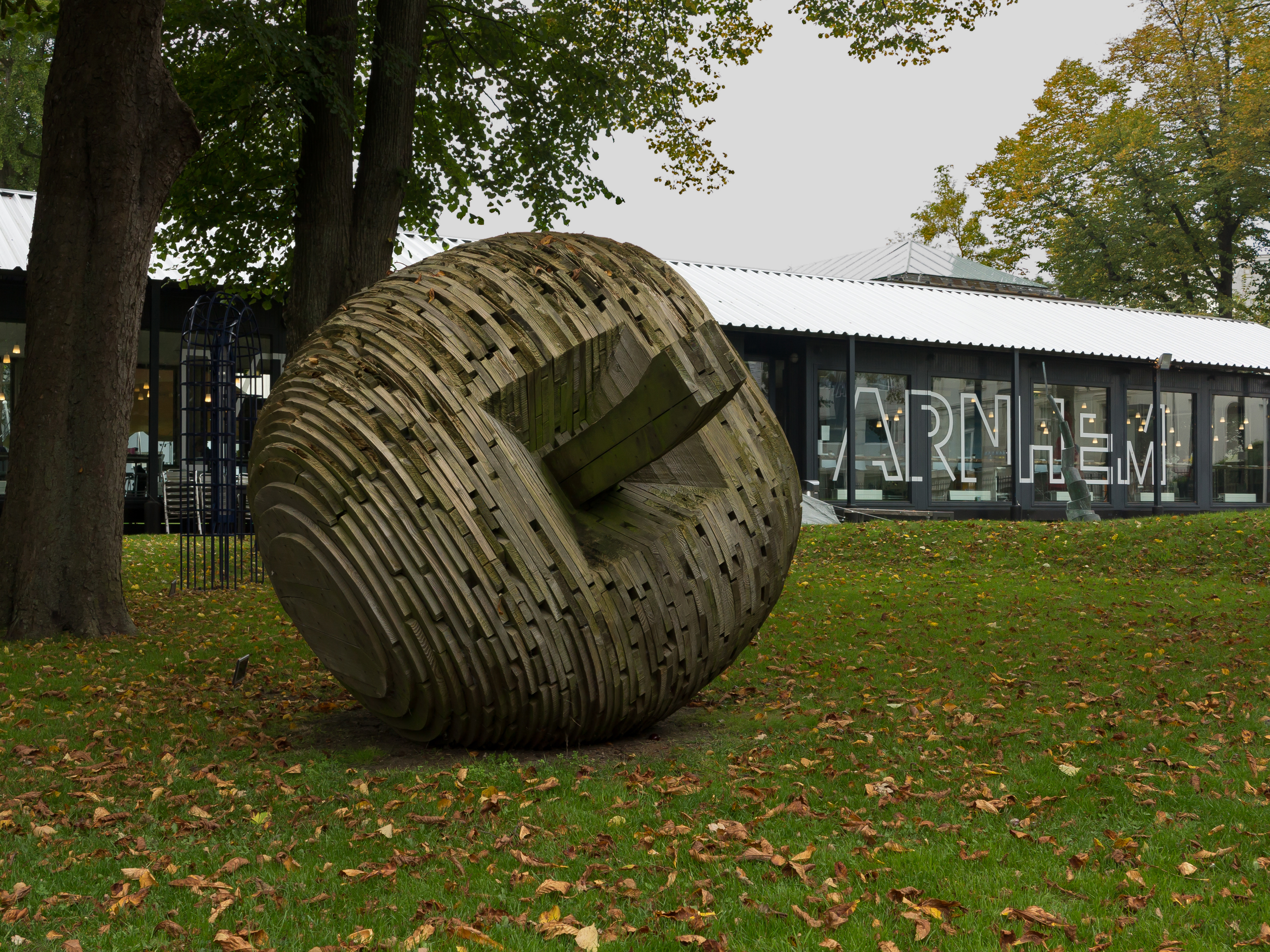
Museum voor Moderne Kunst

Het grootste museum in de stad is het Nederlands Openluchtmuseum. Dit museum geeft een beeld van het leven in Nederland gedurende de laatste eeuwen. In 1996 werd een tramlijn op het museumterrein aangelegd. Het museum biedt sinds 2017 een tentoonstelling rond de Canon van Nederland.
Andere diverse musea, exposities en instellingen in Arnhem zijn:
| Museum                                      | Omschrijving |
| ------------------------------------------- | --- |
| Airborne at the Bridge                      | Informatiecentrum gewijd aan de slag bij de John Frostbrug |
| Arnhems Oorlogsmuseum 40-45                 | Museum gewijd aan de Tweede Wereldoorlog, met name in en rond Arnhem |
| Airborne Museum (Oosterbeek)                | Museum gewijd aan de slag om Arnhem |
| Museum Arnhem                               | Museum voor moderne kunsten |
| Nederlands Watermuseum                      | Museum dat zich richt op informatie over alles aspecten van (zoet) water, zoals waterhuishouding, drinkwater en waterzuivering |
| Museum Bronbeek                             | Koninklijk Tehuis voor Oud-Militairen en museum over de koloniale geschiedenis en het Indische leger |
| Het Gelders Archief                         | Regionaal Historisch Centrum voor de provincie Gelderland, de gemeenten Arnhem, Overbetuwe, Renkum, Rheden en Rozendaal en het Waterschap Vallei en Veluwe. Het beheert archieven en collecties van de 11e tot en met de 21e eeuw |
| Erfgoedcentrum Rozet                        | Expositie met de kunst- en cultuurhistorische collectie van de gemeente Arnhem en provincie Gelderland |
| Arnhemse Trolleybus Museum                  | Museum gewijd aan de trolleybussen. |
| Museum vliegbasis Deelen                    | Museum met een historische collectie van vliegbasis Deelen |
| Vitesse-museum                              | Expositie met een historische collectie van voetbalclub Vitesse |
| Nederlands Wijnmuseum                       | Expositie van alle onderdelen van de wijnbouw |
| Museum Grenadiers en Jagers                 | Museum over de historie van het Garderegiment |
| Collectie De Groen                          | Expositie voor moderne kunsten |
| Museumwoningen Arnhem                       | Woningen die zijn teruggebracht in hun oorspronkelijke staat, met een interieur uit diezelfde periode |
| Kadastermuseum                              | Museum dat laat zien hoe het Kadaster in vroeger tijden werkte |
| First National Rolls Royce & Bentley museum | Verzameling Rolls-Royces en Bentleys, gevestigd sinds juni 2012 |

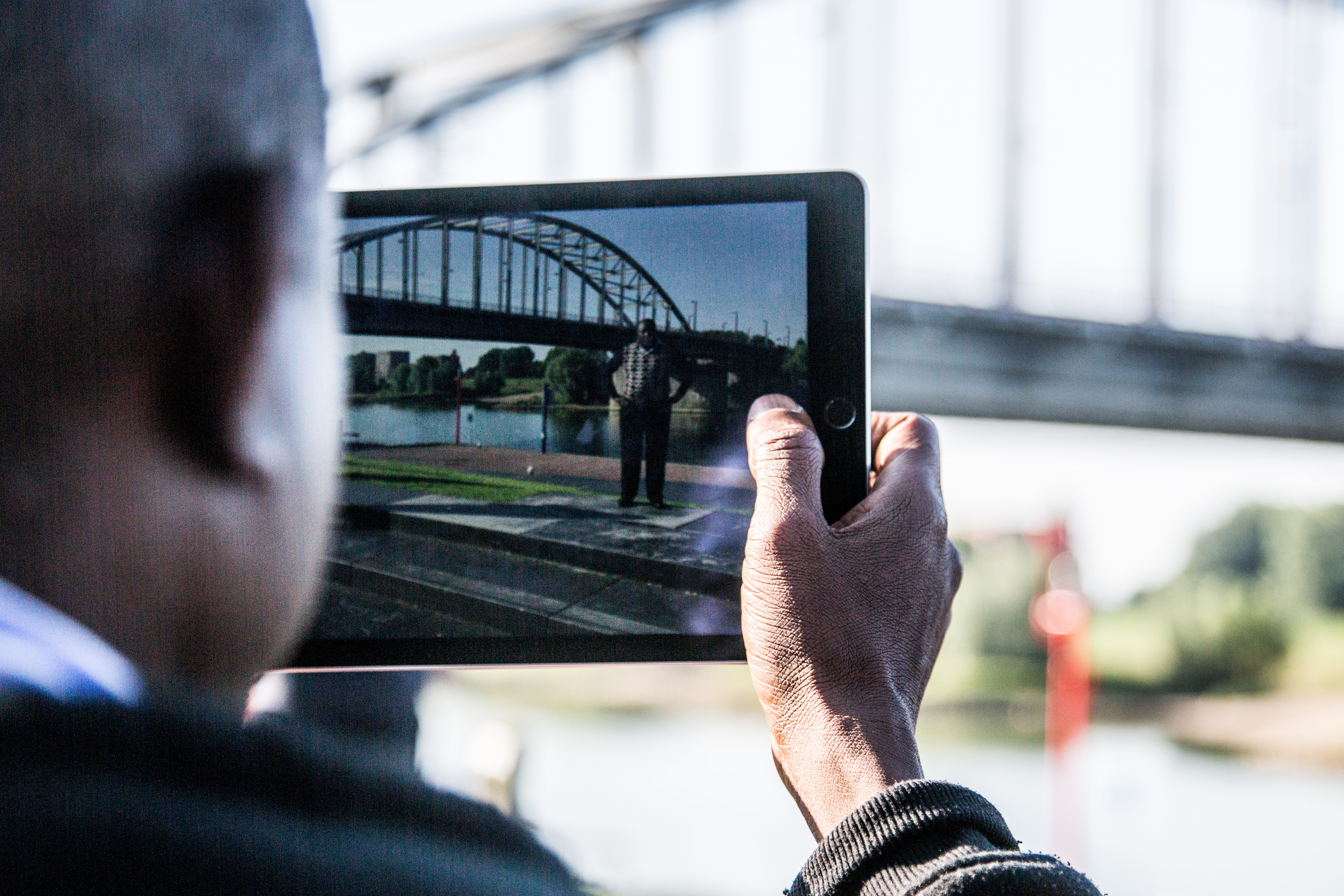
De Liberation Route Europe

Omtrent de gebeurtenissen in Arnhem tijdens de Tweede Wereldoorlog zijn allerlei films, documentaires, computergames, musea en exposities uitgebracht. Het Airborne Museum, gevestigd in het voormalige hoofdkwartier van de Britse troepen tijdens de slag zelf, heeft de Slag om Arnhem als thema. Vanuit het informatiecentrum Airborne at the Bridge kijken de bezoekers uit over de John Frostbrug, waar om is gestreden.

### Evenementen

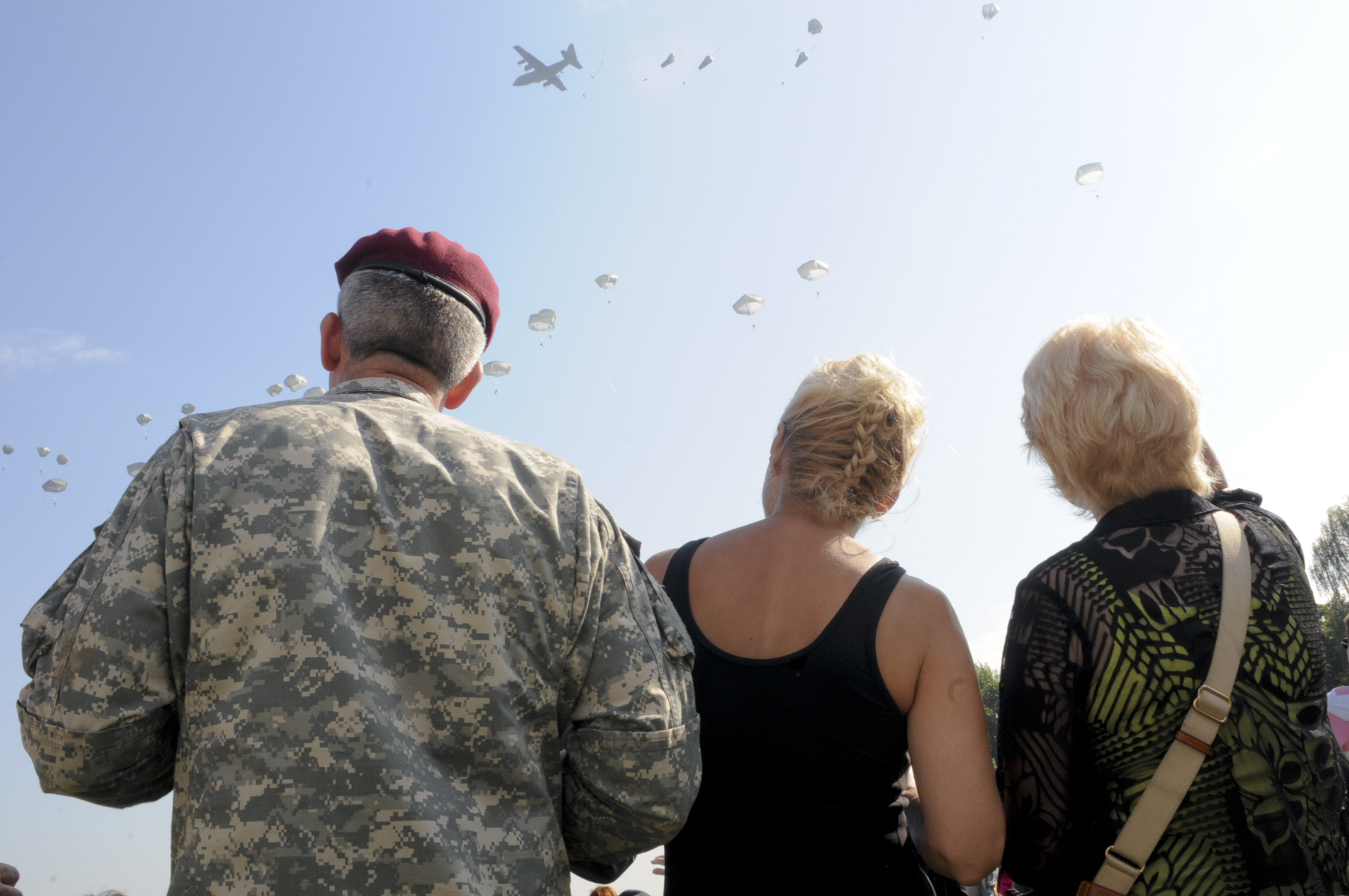
Jaarlijkse Airborne-herdenking

In Arnhem worden elk jaar verschillende evenementen verspreid over de stad gehouden. Een aantal vindt plaats in het centrum, op de Grote Markt, Park Sonsbeek, Stadsblokken-Meinerswijk en in het GelreDome.
Arnhem is samen met Amsterdam en Utrecht een van de grootste en populairste steden van Nederland voor Koningsnacht- en Koningsdagfestiviteiten. Veelal komen er gemiddeld een half miljoen feestvierders naar de hoofdstad. Om de drukte in de stad te verminderen worden er evenementen op diverse locaties in het centrum georganiseerd. Volgens traditie worden de Koningsdagfestiviteiten afgesloten met een vuurwerk ontstoken vanaf de Rijn.
Jaarlijks trekt de internationale herdenking, tijdens de herdenkingsweek, bij het monument op het Airborneplein duizenden bezoekers naar het centrum van Arnhem. Tijdens de officiële herdenking worden alle geallieerden herdacht, die gesneuveld zijn bij hun pogingen om de brug over de Rijn (de John Frostbrug) te veroveren en te behouden in de periode van 17 tot 26 september 1944. Na de herdenking op het Airborneplein, vindt The Bridge to Liberation plaats bij de John Frostbrug. Duizenden mensen worden meegenomen in het verhaal van de Slag om Arnhem met beeld en muziek van Het Gelders Orkest en bekende Nederlandse artiesten. In de herdenkingsweek zijn er herdenkingen en evenementen in de regio, waarbij stil wordt gestaan bij de Slag om Arnhem.
In Park Sonsbeek wordt elke zomer vanaf einde mei tot einde augustus op zondagmiddagen Park Open georganiseerd, een serie van gratis culturele evenementen met theater, muziek en dans. In augustus wordt de serie afgesloten met een vierdaags festival Sonsbeek Theater Avenue. Tevens zijn in het park in de zomermaanden om de zoveel jaar de Sonsbeek-beeldententoonstellingen te bezichtigen.

### Natuur en recreatie

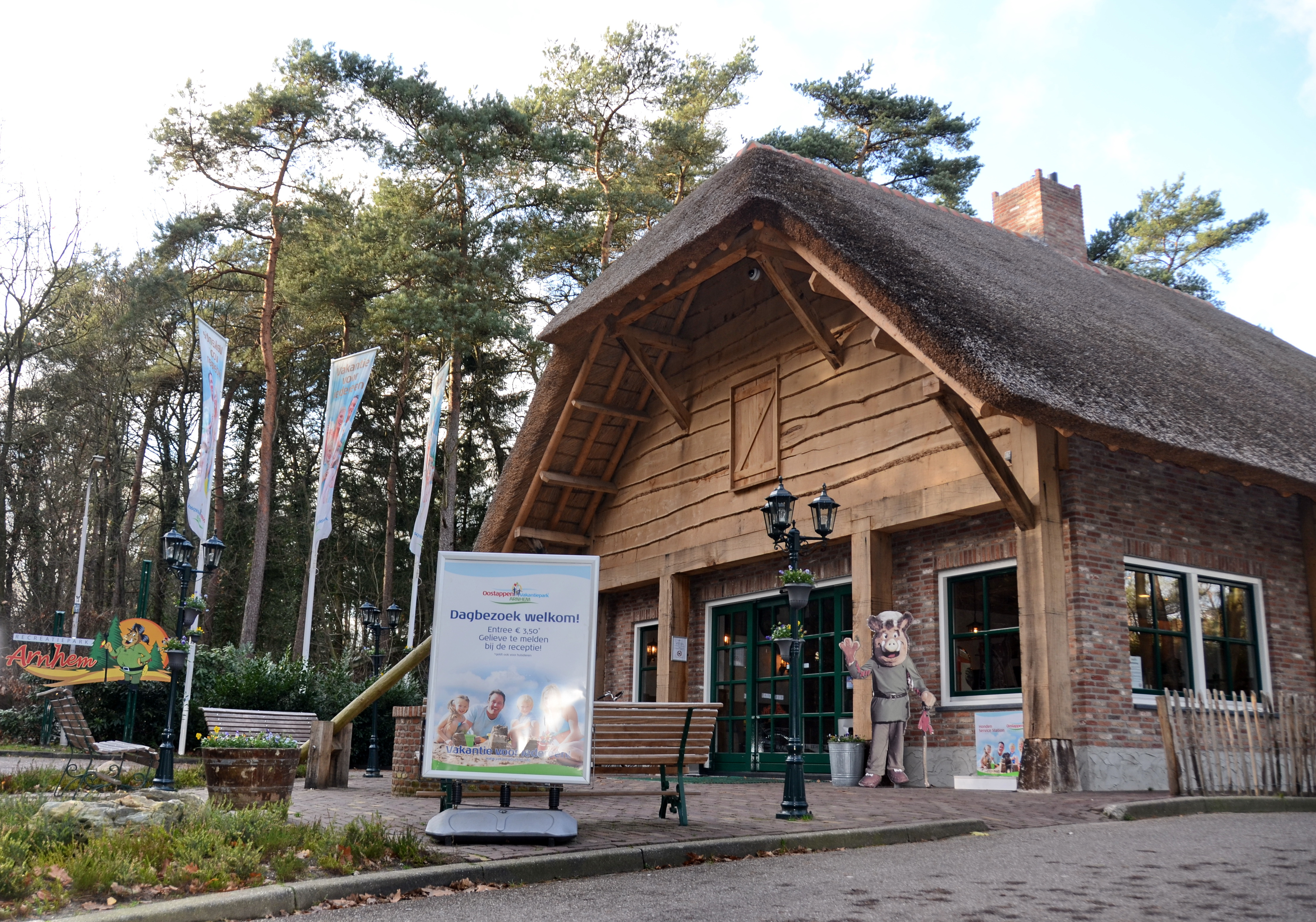
Een recreatiepark in Arnhem

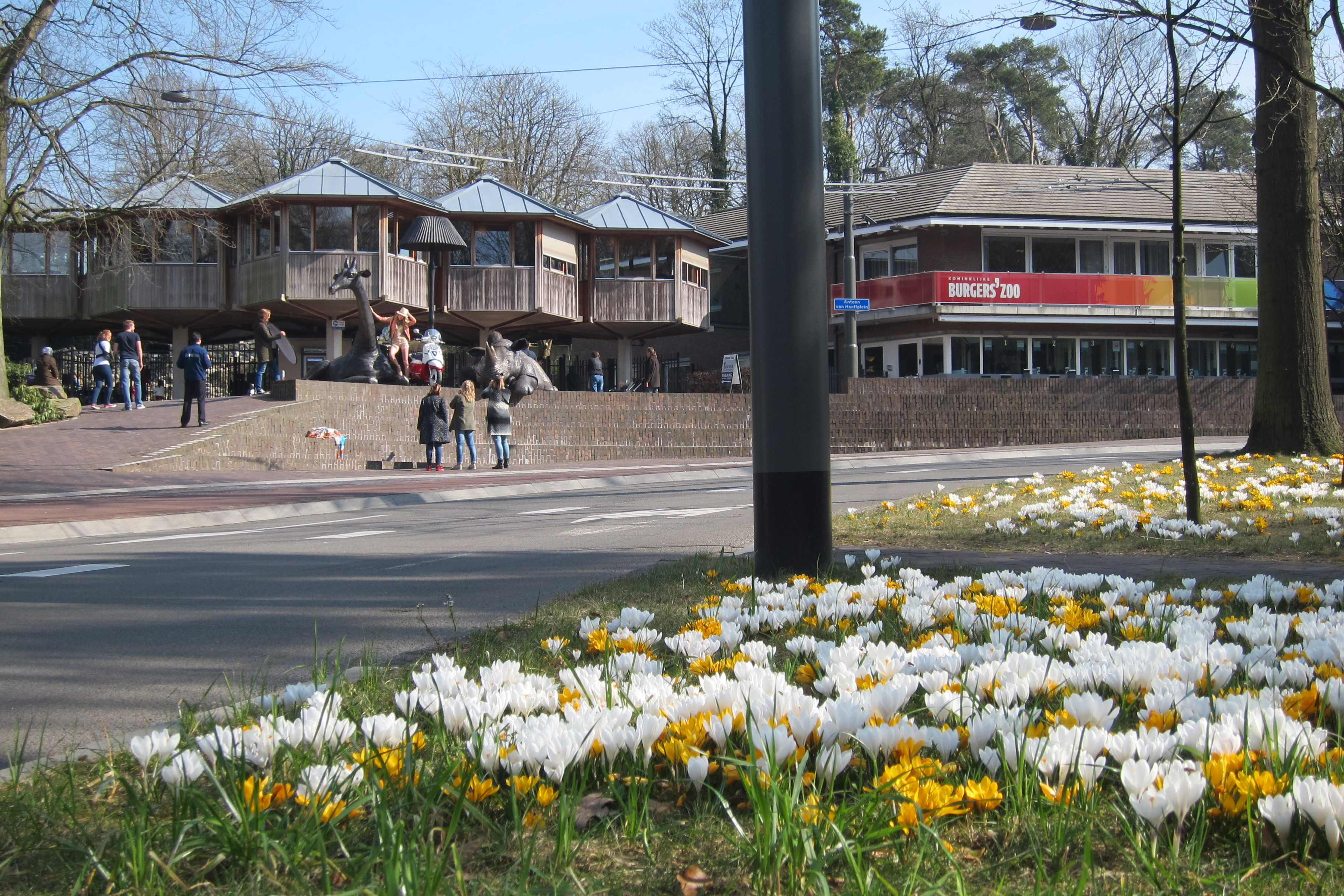
Burgers' Zoo

In en rondom Arnhem zijn Park Sonsbeek, Stadsblokken-Meinerswijk en Nationaal Park De Hoge Veluwe te vinden. Het dorp Schaarsbergen markeert de overgang tussen het stedelijke gebied van Arnhem en de natuurgebieden van de Veluwe, Schuytgraaf ligt in de streek Over-Betuwe. Het is een landelijke streek met veel vee- en fruitteelt en boomkwekerijen. Het gebied grenst zich tegen de uiterwaarden van de Nederrijn. Aan de overkant van de Nederrijn heeft men zicht op de Veluwse stuwwal, die gevormd is in de voorlaatste ijstijd. De omgeving is erg bosrijk. Op de stuwwal bevinden zich de Valkeniersbossen, de Westerbouwing en Landgoed Duno.
Arnhem is door zijn ligging aan de Nederrijn en IJssel ook een rivierenlandschap. Bekendste recreatiegebieden zijn de Rijkerswoerdse Plassen en de Lathumse plas.
Koninklijke Burgers' Zoo is een dierentuin in Arnhem-Noord. Met bijna 1,5 miljoen bezoekers in 2013 is de Arnhemse zoo de meest bezochte attractie in Gelderland. Landelijk is Burgers' Zoo de op vier na best bezochte attractie in Nederland.
Even buiten Arnhem ligt het Nationaal Park Veluwezoom: een heuvelachtige gebied dat grotendeels bestaat uit gevarieerd bos, heide, en een enkele zandverstuiving. Centraal in dit nationaal park ligt het uitzichtpunt de Posbank.

## Defensie
De Oranjekazerne, ook aangeduid als Complex Schaarsbergen, is een militaire kazerne gelegen in een bos- en heiderijke omgeving ten noorden van Arnhem. Het complex is in gebruik bij de Luchtmobiele Brigade. De kazerne is gelegen in een uitgestrekt, bos- en heiderijk gebied van (voormalige) militaire complexen en oefenterreinen rondom de Koningsweg, dat zich uitstrekt vanaf het noordelijker gelegen vliegveld Deelen en het Nationaal Park De Hoge Veluwe, tot aan de zuidelijk gelegen Rijksweg 12. De helikopters van de Koninklijke Luchtmacht bezoeken vliegveld Deelen regelmatig voor training voor uitzending van het Koninklijke Landmacht personeel van de Luchtmobiele Brigade. Tevens vindt ook de afstemming van het KL personeel plaats op de operaties met de KLu tactische aanvals- en transporthelikopters. MLT Deelen ligt even ten noorden van de Gemeente Arnhem, waar 11 en 12 Luchtmobiele bataljon in de Oranjekazerne zijn gelegerd, en ligt op korte afstand van de oefenterreinen Ederheide en Ginkelse Heide.
De Willemskazerne was meer dan honderd jaar de garnizoensplaats van de Gele Rijders. Voor het gebouw ontstond een plein, dat in 1855 de naam Willemsplein kreeg. Het einde van de Willemskazerne kwam in de Tweede Wereldoorlog. Vlak voor de Slag om Arnhem werden belangrijke posities van de Duitse troepen door de geallieerden gebombardeerd. De kazerne viel hieronder en na de bombardementen bleef er weinig over van de kazerne. De restanten van de kazerne werden na de Tweede Wereldoorlog weggehaald, waarna een parkeerplaats op de locatie kwam te liggen. Het gedeelte van het Willemsplein dat direct voor de kazerne lag, werd omgedoopt tot het Gele Rijders Plein. Op het plein staat het ruiterstandbeeld de Gele Rijder. Dit standbeeld is ter herinnering aan het korps Gele Rijders dat gelegerd was in de Willemskazerne. Na de heroprichting van het korps begin jaren zestig, waren ze gelegerd in de Oranjekazerne. Daarna verhuisden de Rijders naar de Saksen Weimarkazerne om ruimte te bieden aan de Luchtmobiele Brigade. In 1999 verliet de inmiddels fors gedecimeerde artillerie de stad voor een kazerne in 't Harde.

## Onderwijs

### Basisonderwijs
Er zijn anno 2025 56 verschillende basisscholen in Arnhem, waar dagelijks ruim 12.500 leerlingen gebruik van maken. Het onderwijsaanbod is divers; er zijn openbare, rooms-katholieke, algemeen bijzondere, protestants-christelijke, katholieke alsook interconfessionele basisscholen.
Onderwijsconcepten
- Regulier
- Jenaplan
- Ontwikkelingsgericht Onderwijs
- Dalton
- Vrije school
- Montessori

### Voortgezet onderwijs
Arnhem kent anno 2025 in totaal 20 middelbare scholen, waaronder het Lorentz Lyceum het Olympus College en het Stedelijk Gymnasium Arnhem. 

### Studeren in Arnhem
De Hogeschool van Arnhem en Nijmegen verzorgt hbo-opleidingen. Internationaal afficheert de school zich onder de naam HAN University of Applied Sciences. ArtEZ is eveneens gevestigd in Arnhem; dit is een hogeschool voor de kunsten waar men een opleiding kan volgen in de muziek, theater/dans, bouwkunst en beeldende kunst. De academie is bekend op het gebied van modevormgeving, interaction design en grafische vormgeving en biedt een postacademische vervolgopleiding. ArtEZ heeft drie locaties in Arnhem. ArtEZ hogeschool voor de kunsten en het ArtEZ Conservatorium bevinden zich vlak bij het centraal station. ArtEZ Fashion Masters en DAI heeft een vestiging in de Kortestraat en de werkplaats typografie in de Agnietenplaats. Hogeschool Van Hall Larenstein (Velp) is een van de drie hogescholen in de regio Arnhem.
In de wijk Presikhaaf zijn naast de Hogeschool van Arnhem en Nijmegen, de mbo-instellingen ROC Rijn IJssel en ROC A12 gevestigd. Particuliere hbo-instellingen in Arnhem zijn onder meer HBO Nederland en het Luzac College. 
Op sportcomplex Valkenhuizen in Arnhem-Noord en op Papendal zijn er locaties van het CIOS gevestigd. Het opleidingsinstituut dient als vooropleiding voor de Academie voor Lichamelijke Opvoeding.

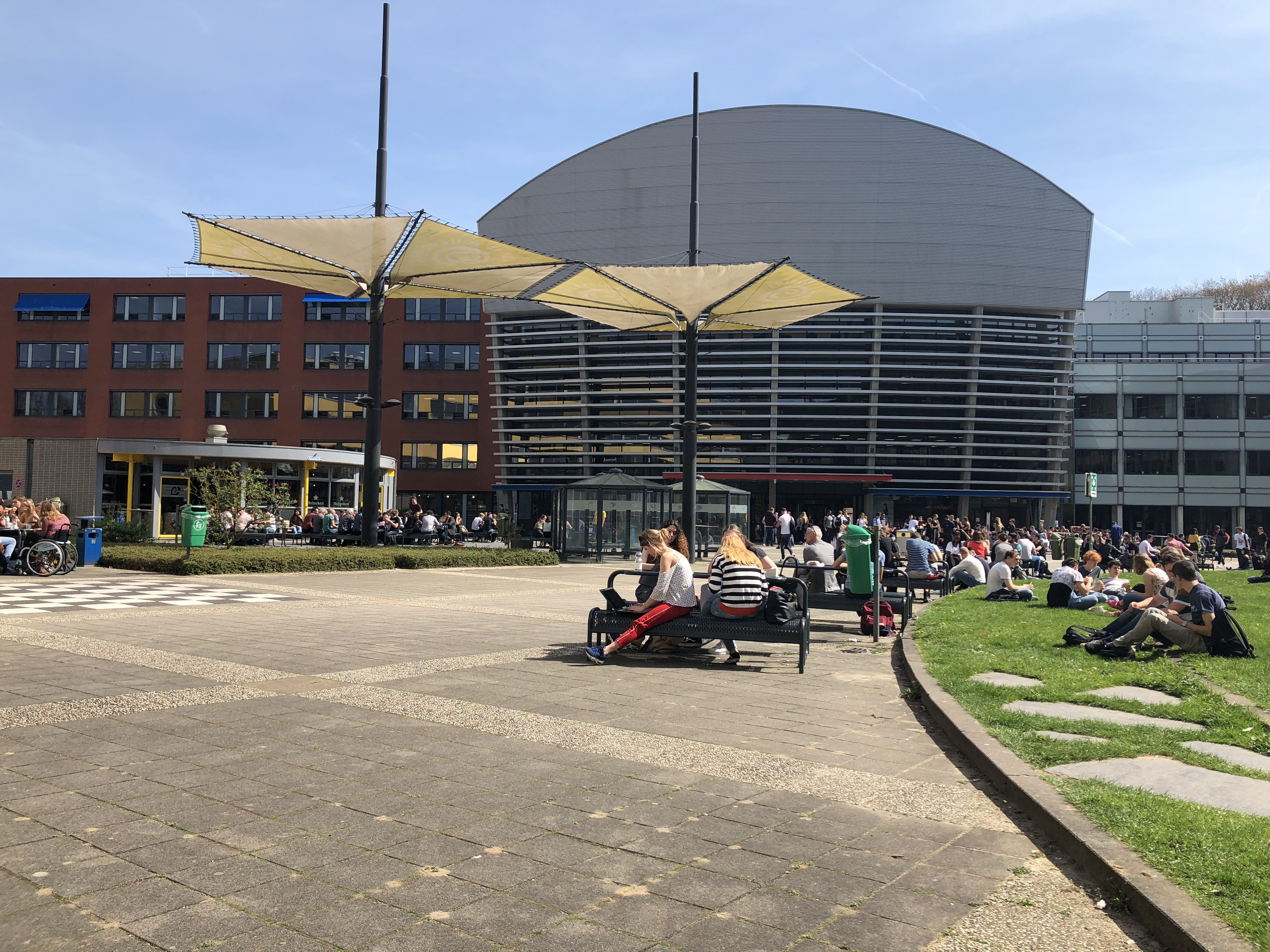
Hogeschool van Arnhem en Nijmegen / Arnhem Business School
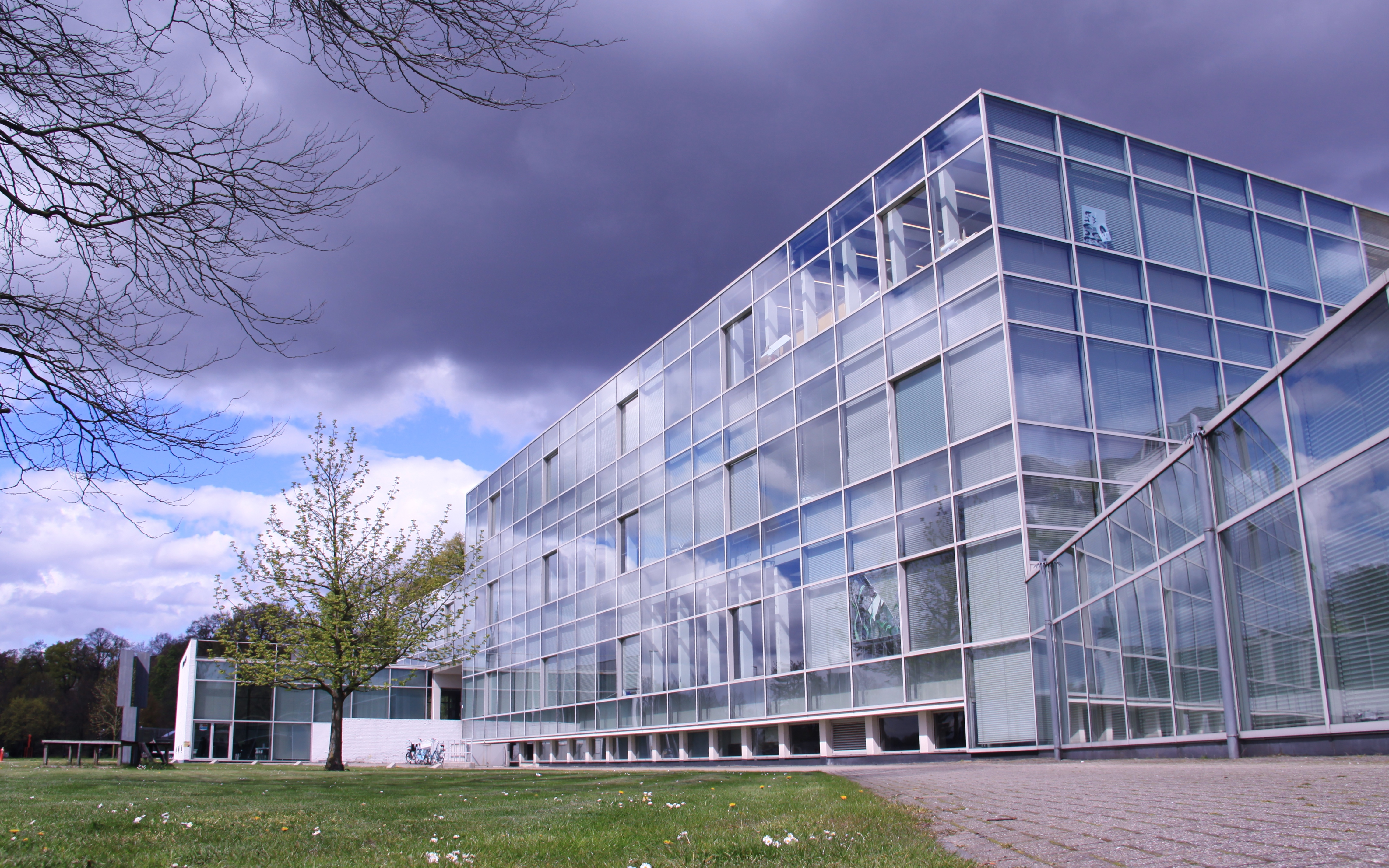
ArtEZ
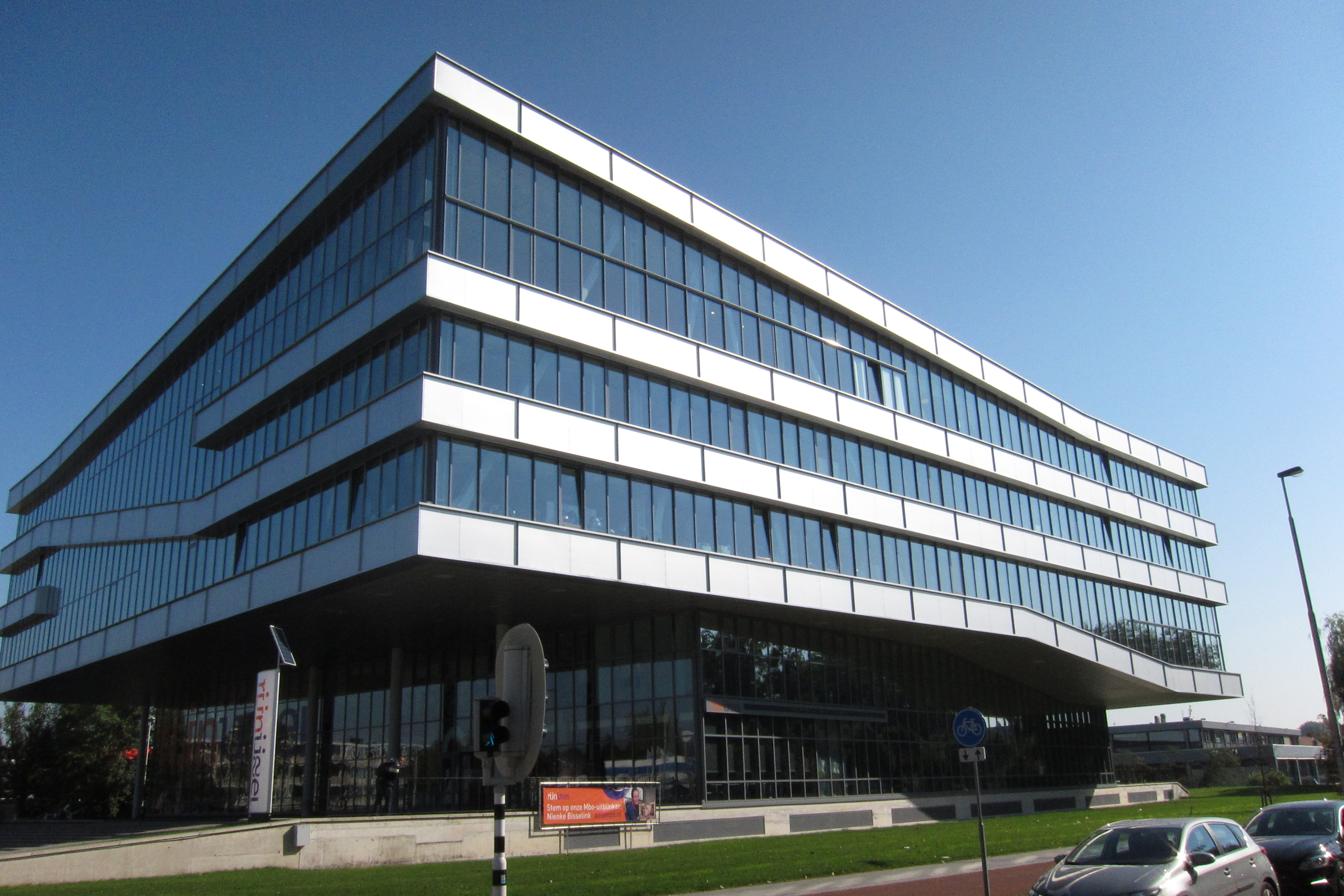
ROC Rijn IJssel
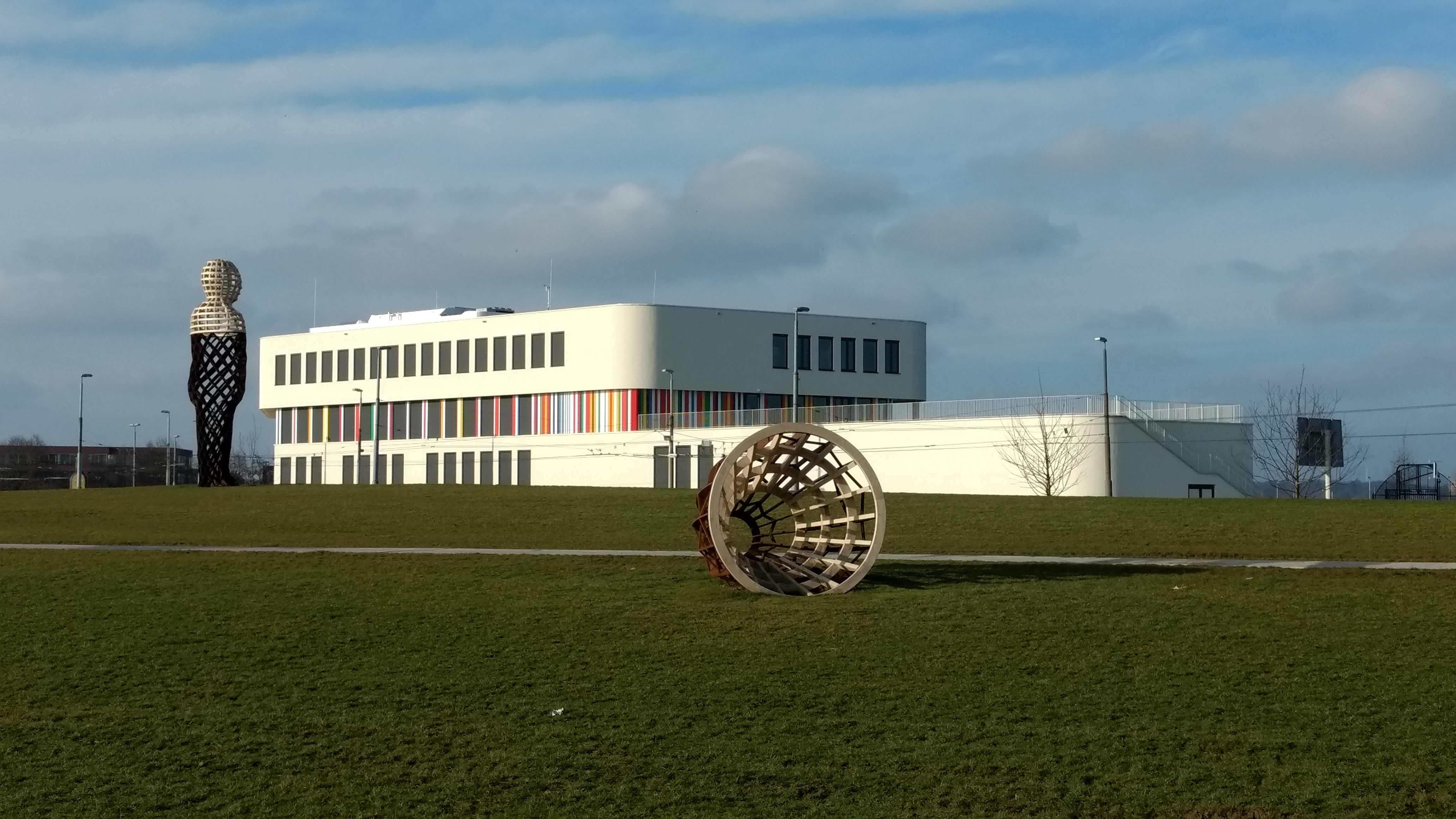
Internationale school
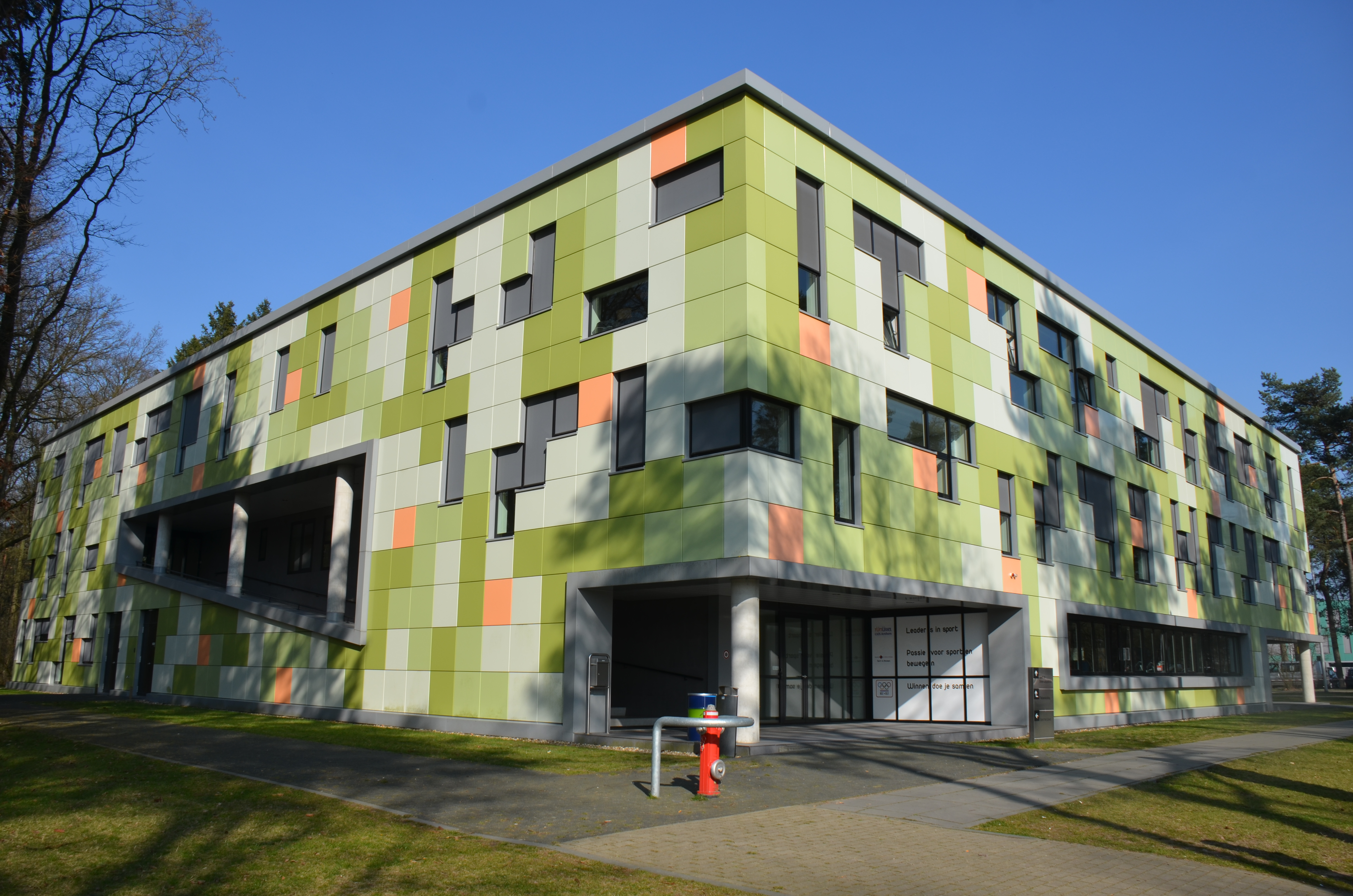
CIOS

## Media
De Gelderlander is een regionale ochtendkrant die verschijnt in het grootste gedeelte van Gelderland. De krant is eigendom van mediabedrijf DPG Media. De Gelderlander had tot de jaren vijftig een uitgesproken rooms-katholiek karakter. In die jaren kwam daar enige verandering in en ging de krant zich richten op een breder publiek.
De Arnhemse Koerier is een lokaal nieuwsmedium voor Arnhem en omgeving. De provinciale Omroep Gelderland en de lokale omroep RTV Arnhem berichten verder over Arnhem.

## Sport

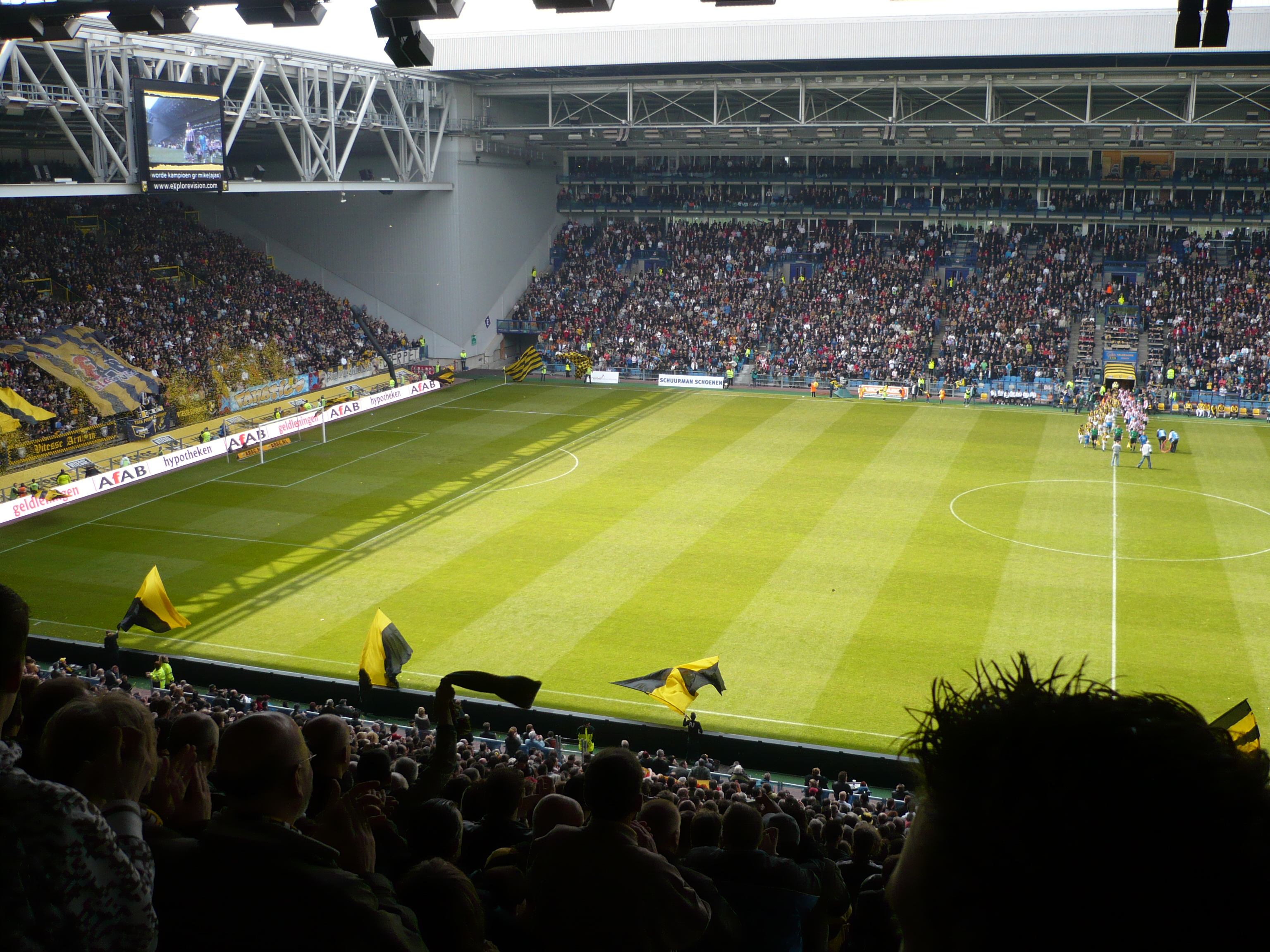
GelreDome tijdens een wedstrijd van Vitesse

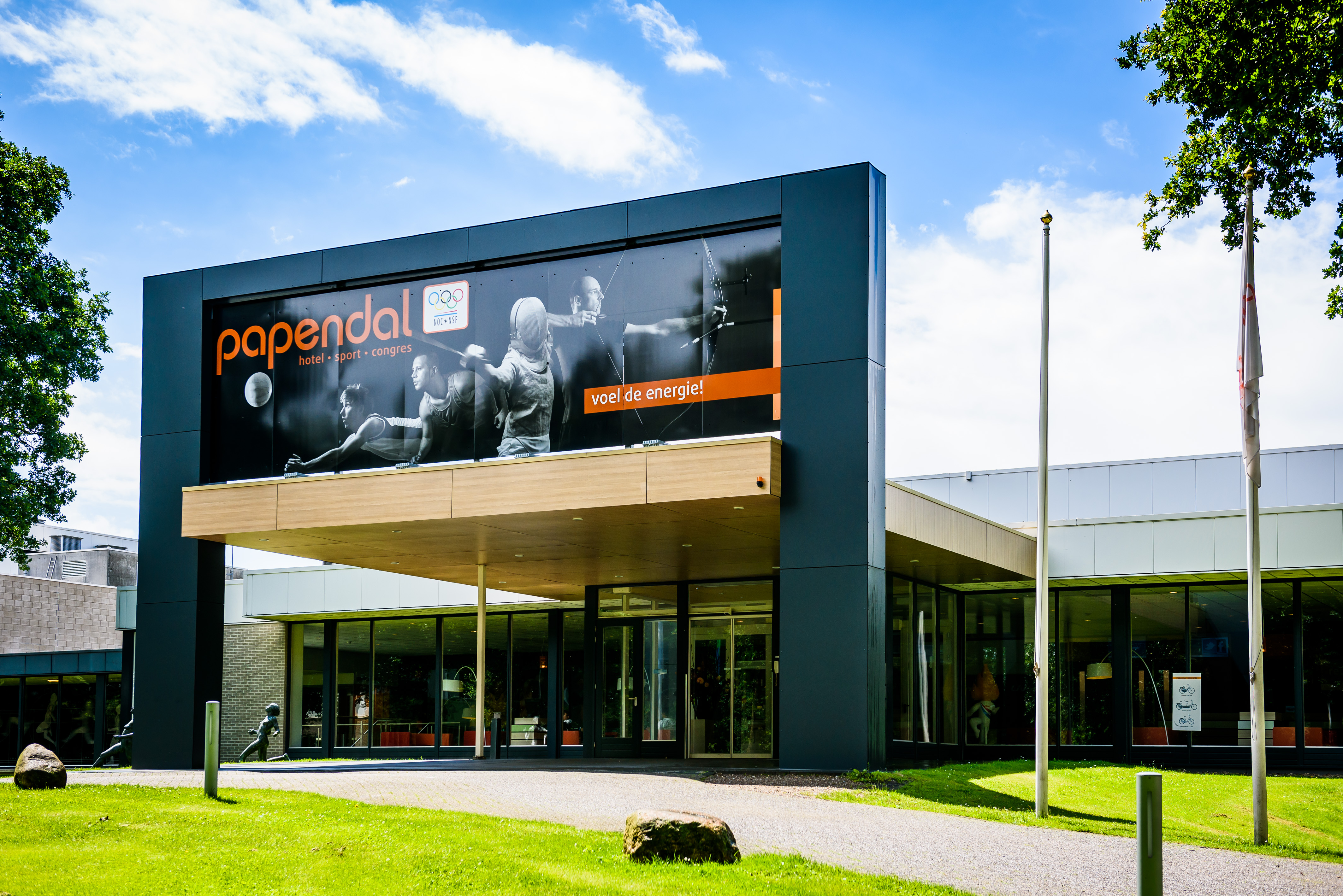
Sportcentrum Papendal

Op internationaal en nationaal niveau heeft Arnhem onder meer de in 1892 opgerichte voetbalclub SBV Vitesse, die in 2017 de KNVB Beker won. De thuisbasis is het GelreDome. Hier worden naast voetbalwedstrijden ook speciale evenementen georganiseerd, zoals interlandwedstrijden van het Nederlands voetbalelftal, het Europees kampioenschap voetbal 2000 en het EK voetbal onder 21 in 2007. Andere bekende sportverenigingen uit Arnhem zijn de American Footballclub Arnhem Falcons en de korfbalvereniging Oost-Arnhem. 
In 1911, 1974 en 1975 was de stad gastheer van de NK Atletiek. Tijdens de Olympische Zomerspelen 1928 in Amsterdam was Monnikenhuize het stadion waar de voetbalwedstrijd Chili - Mexico werd gespeeld. In 2018 werd in Arnhem het wereldkampioenschap inline-skaten gehouden.
In 2017 werd Arnhem door de European Capitals and Cities of Sport Federation (ACES Europe) uitgeroepen tot de ‘European City of Sports’. De erkenning ging naar de Gelderse hoofdstad, omdat Arnhem volgens de organisatie door middel van sport en beweging zich inzet voor een gezonde stad. In 2011 werd Arnhem al uitgeroepen tot Nederlandse sportgemeente van het jaar.

### Sportcentrum Papendal
Aan de rand van Arnhem ligt Sportcentrum Papendal, een groot sportcentrum met faciliteiten voor verschillende topsporten. Zo is er destijds de eerste kunststof atletiekbaan van Nederland aangelegd en is er een 18-holes golfbaan. Papendal wordt regelmatig door topsporters en atleten gebruikt als trainingsfaciliteit. Het kantoor van het NOC*NSF is op Papendal gevestigd. Nadat de Sovjet-Unie afzag van het organiseren van de Olympische Spelen voor gehandicapten, werd Arnhem in 1980 de gastheer van de zesde Paralympische Spelen op Papendal. Ook werd er tussen 1975 en 2008 de Papendal Games georganiseerd, een van de grootste atletiekwedstrijden van Nederland. De wedstrijd is van oudsher een van de laatste mogelijkheden voor Nederlandse atleten om zich te kwalificeren voor grote internationale toernooien. In de voorbereiding voor de Olympische Zomerspelen 2012 werd op Papendal een replica gemaakt, door het NOC*NSF, van een BMX parcours. In 2016 is de baan aangepast naar het ontwerp voor de Spelen in Rio de Janeiro. Sinds 2012 wordt er jaarlijks de UCI BMX Supercross World Cup gehouden. De BMX Supercross World Cup 2017 op Papendal werd, net als in 2013, door de internationale wielerbond UCI uitgeroepen tot het beste event van de BMX World Cup Serie.

### Rijnhal
Tot in de jaren zeventig werd de Rijnhal voornamelijk gebruikt als sportcentrum en was het decor van spring- (paardensport), zaalvoetbal, tennis en vechtsporten. In 1995 won Nederland het EK volleybal voor vrouwen, wat plaatsvond in de Rijnhal. Ook werden er vele concerten gegeven door (inter)nationale artiesten. Op 1 juni 2015 sloot de hal definitief. Het grootwinkelbedrijf in sport- en vrijetijdsartikelen Decathlon werd de nieuwe eigenaar van het gebouw. In 2017 opende Mountain Network, in een leegstaand gedeelte van de Rijnhal, een bouldercentrum, genaamd RijnBoulder.

### Wielrennen

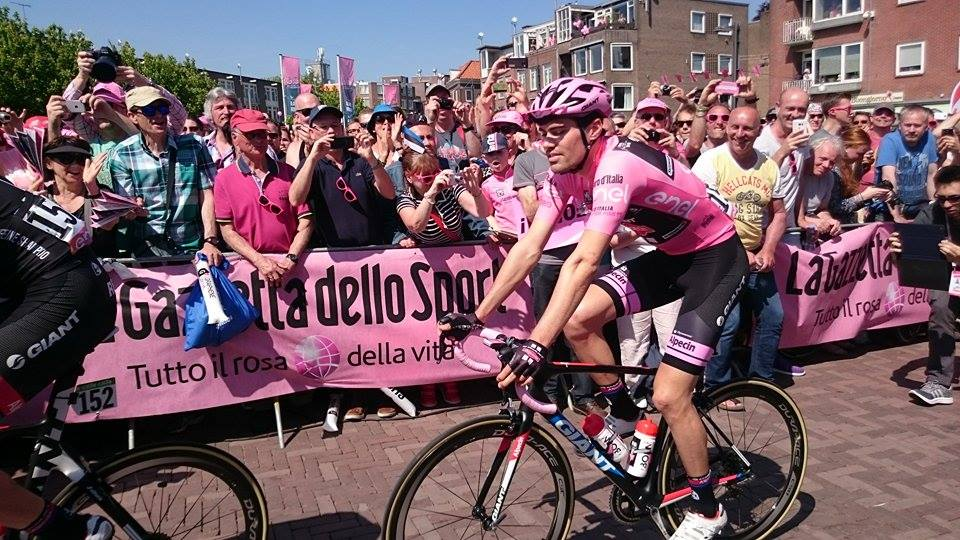
Tom Dumoulin in de roze leiderstrui tijdens de tweede etappe van de Ronde van Italië 2016 in Arnhem

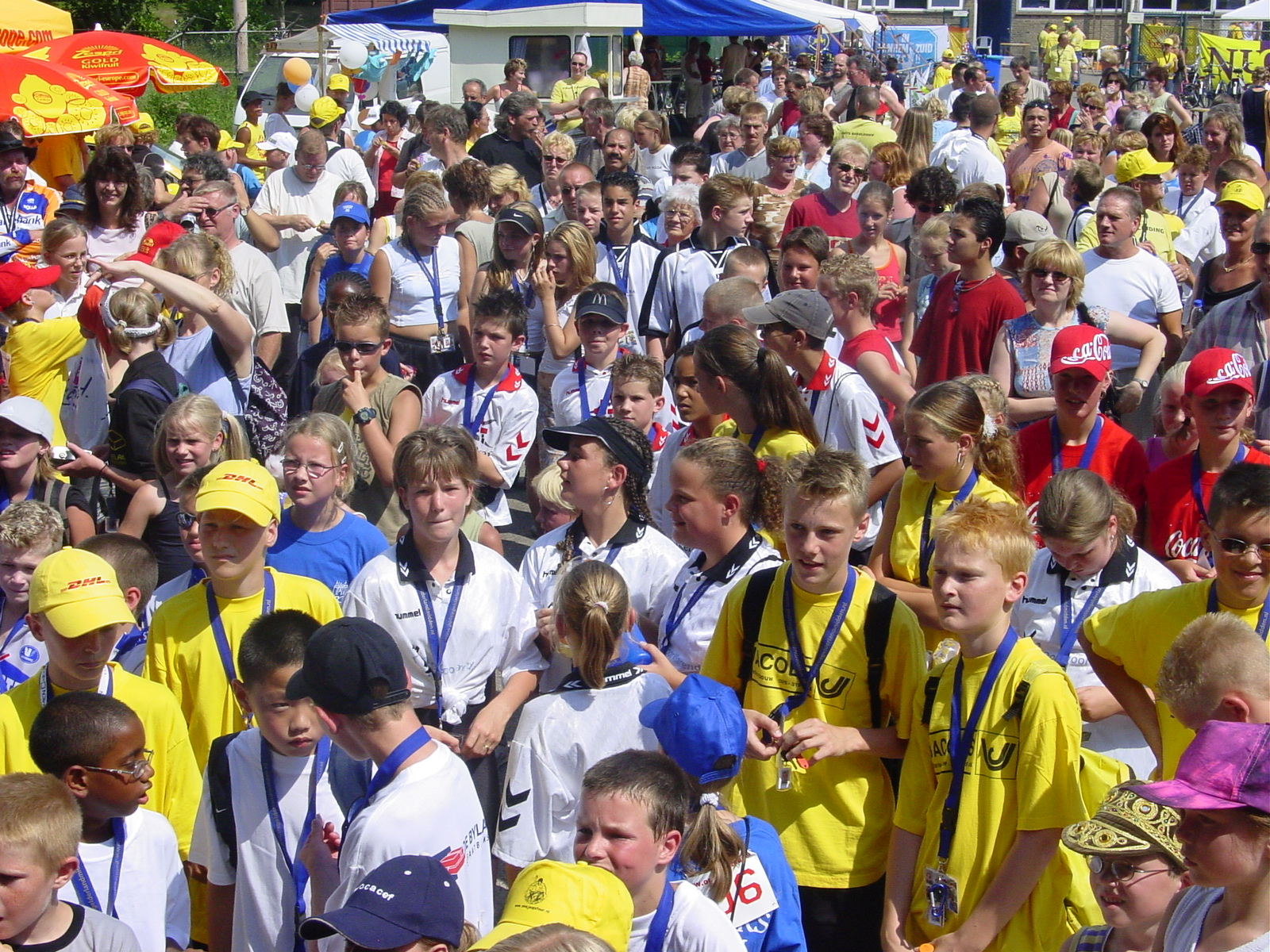
Jeugdronde: Ome Joop's Tour

Arnhem fungeert zowel nationaal als internationaal als locatie van wielerevenementen. In 2016 begon de Giro d'Italia in Gelderland. Er voerden drie etappes van de Giro door Gelderse provincie. De eerste was in Apeldoorn en de tweede en derde voerden van Arnhem naar Nijmegen en vice versa. Beide hadden een lengte van zo'n 190 kilometer. Op 8 mei 2016 ging de derde etappe van de Giro d'Italia over de Posbank. Arnhemmer Maarten Tjallingii kwam als eerste boven en veroverde daarmee de blauwe bergtrui. De stad fungeerde in 2018 als startplaats van de Boels Ladies Tour.
In de jaarlijkse wielerwedstrijd Veenendaal-Veenendaal Classic (voorheen Dutch Food Valley Classic en Arnhem-Veenendaal) vormen Arnhem en de Posbank een belangrijke obstakel. De wedstrijd maakte deel uit van de UCI Europe Tour, in de categorie 1.1.
Ome Joop's Tour is de jaarlijkse Arnhemse fietstour van tien dagen voor jongens en meisjes in de leeftijd vanaf 10 jaar. Voorwaarde is dat het kind nog op de basisschool zit en verder geen vakantiemogelijkheid heeft.

## Prijzen
Arnhem heeft de afgelopen jaren diverse prijzen gewonnen.
- 2007: Beste binnenstad van Nederland 2007-2009, categorie grote steden
- 2008: Groenste stad van Nederland
- 2009: Beste evenementenstad van Nederland
- 2009: Groenste stad van Europa
- 2010: Beste openbare ruimte (Park Sonsbeek)
- 2011: Nederlandse sportgemeente van het jaar
- 2012: Mooiste stadspark van Nederland (Park Sonsbeek)
- 2015: De Nationale Betonprijs (Station Arnhem Centraal)
- 2016: Internationale Architizer A+ award en The European Concrete Award (Station Arnhem Centraal)
- 2017: 2e binnenstad van Nederland 2017-2019, categorie grote steden
- 2018: Europese Sportstad

## Trivia
- Arnhemland in Australië is genoemd naar het VOC-schip Arnhem, dat op zijn beurt naar de stad is genoemd.
- Het Ernemse volkslied van Jofele Japie en de Beunhazen uit 1983, wordt wel het officieuze volkslied van Arnhem genoemd.[bron?]
- De film Theirs is the glory van Brian Desmond Hurst werd voor een groot deel in Arnhem opgenomen. De film A Bridge Too Far gaat over de stad Arnhem. De film is niet in Arnhem opgenomen maar in Deventer, omdat er niets van de oorspronkelijke bebouwing rond de brug nog intact was. Voor de film zijn er wel Arnhemse gebouwen nagemaakt als filmdecor.
- De gemeente reikt ieder jaar Het Arnhems Meisje (beeldje) uit aan mensen die zich zeer verdienstelijk hebben gemaakt voor de stad.
- Het Rembrandt Theater was van 1955 tot 1983 het centrum van het internationale Filmfestival.[41]